# Calviá

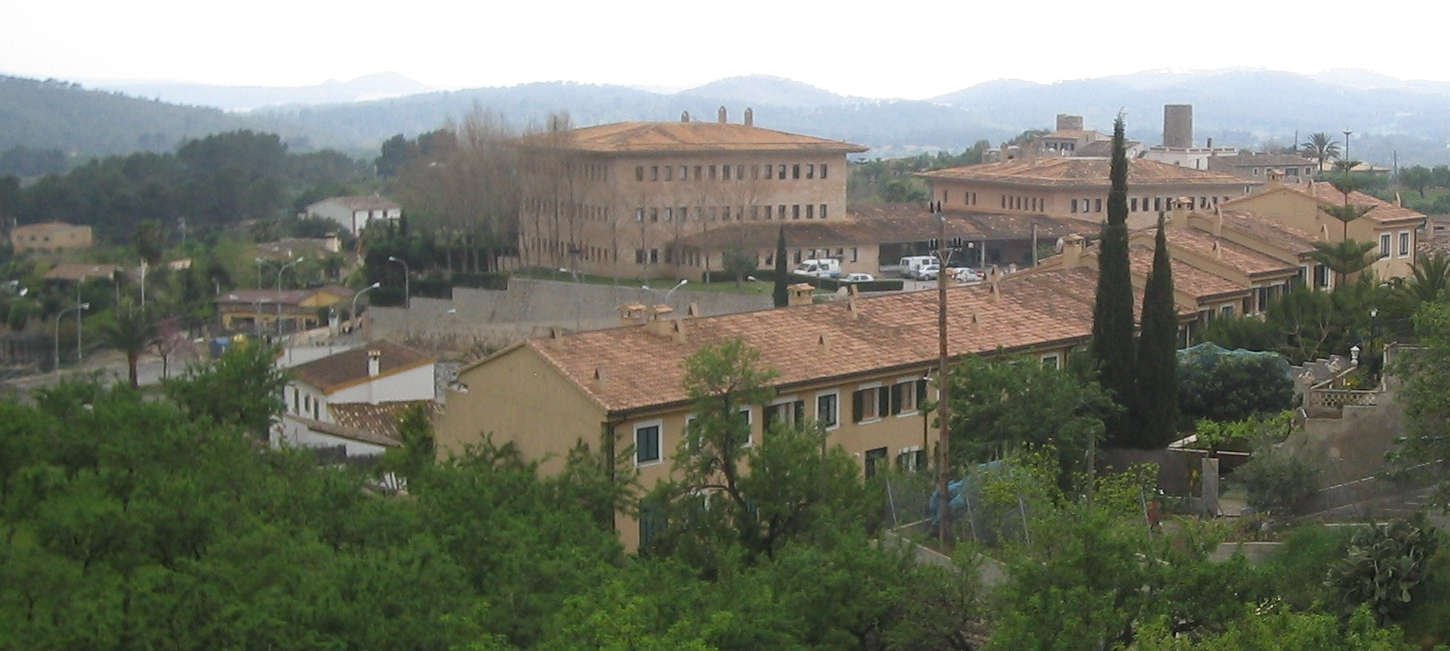
Vista parcial en la que se observa el nuevo ayuntamiento. El edificio está situado sobre un montículo donde antaño se encontraban las instalaciones del colegio público

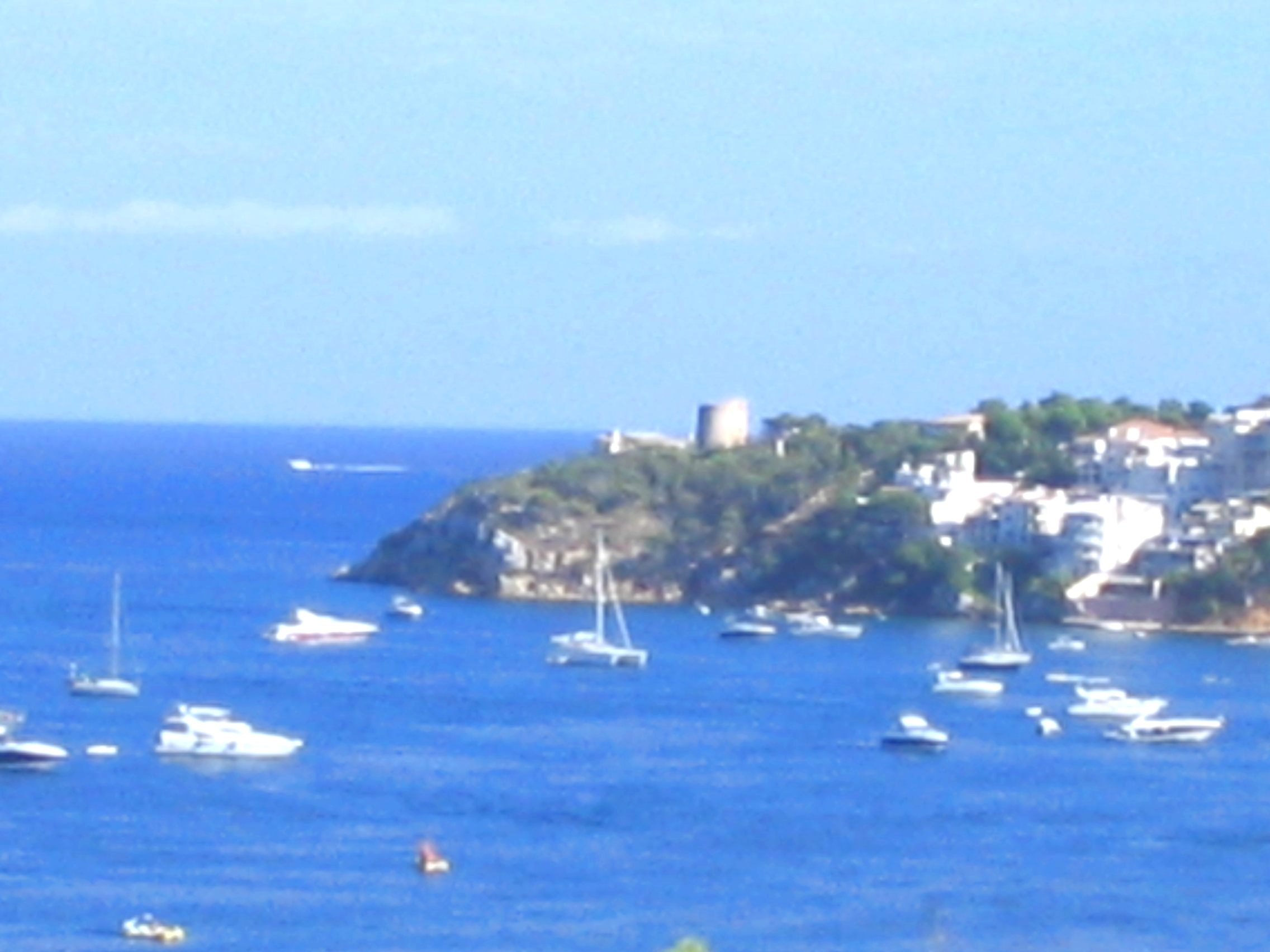
Bahía de Palma Nova desde el edificio Rex coxida

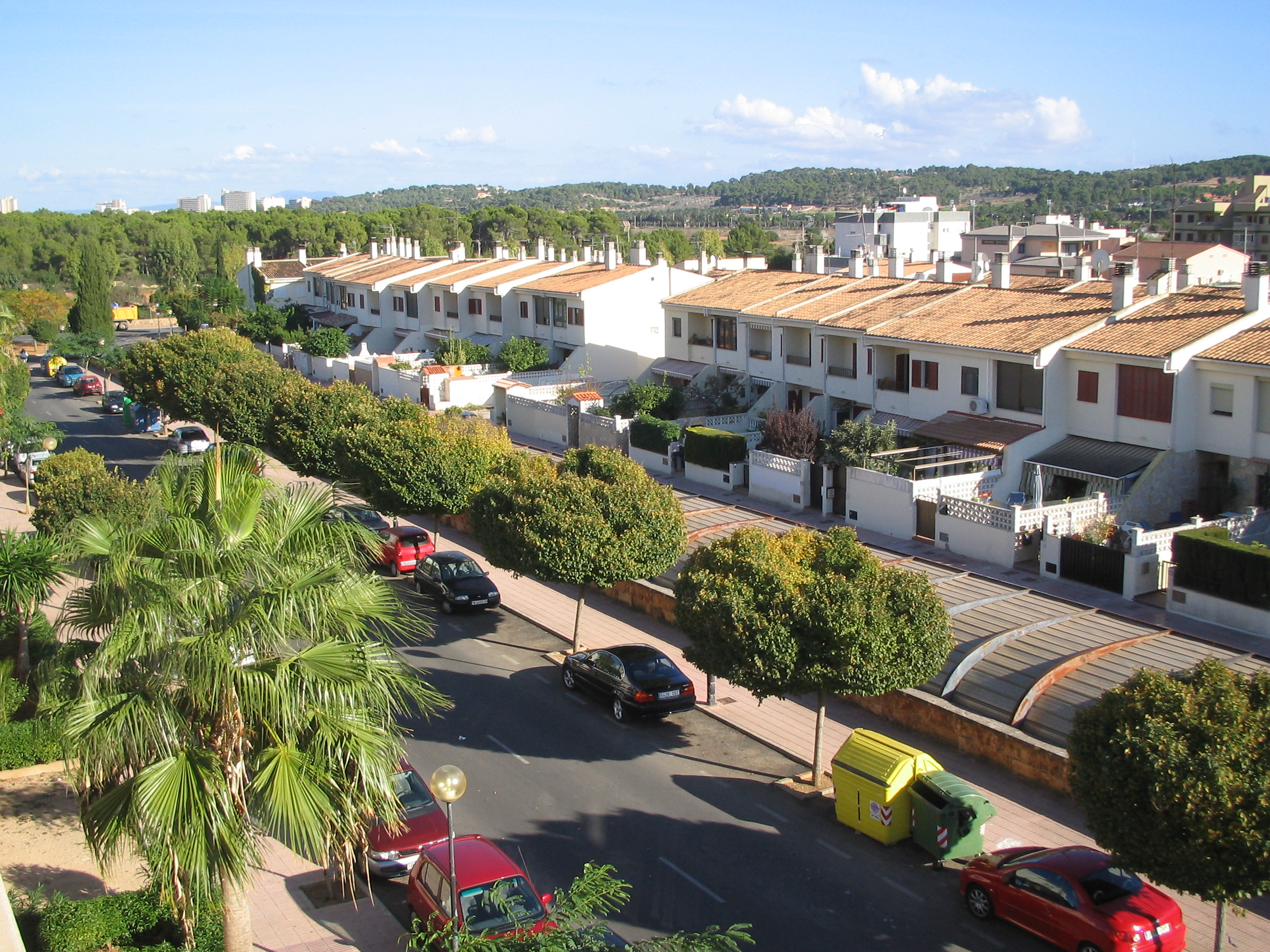
Chalés adosados de la urbanización Son Ferrer mostrando parte de los hoteles de Magaluf al fondo

Calviá (oficialmente en catalán: Calvià) es un municipio y localidad española de la comunidad autónoma de las Islas Baleares. Se encuentra situado en la parte occidental de la isla de Mallorca, en la comarca de la Sierra de Tramontana, extendiéndose hasta la sierra de Na Burguesa. Su capital municipal es la villa de Calviá, de la que deriva el nombre del municipio.
Tiene una superficie aproximada de 145 km². Limita por el norte con el municipio de Puigpuñent y con el de Estellenchs, por el este con el de Palma de Mallorca, por el oeste con el de Andrach y por el sur con el mar Mediterráneo.
En 2011 contaba con un censo de 52 451 habitantes, de los cuales 18 046 eran extranjeros. Actualmente, es el segundo municipio en número de habitantes de todo el archipiélago balear, siendo superado únicamente por la capital, Palma. Su población está diseminada por los diferentes núcleos urbanos creados a raíz del desarrollo turístico y urbanístico del siglo XX.
Con una oferta hotelera de 230 establecimientos, entre hoteles de lujo y casas rurales, puertos deportivos, campos de golf, academias de tenis, zonas para practicar senderismo y una pista de atletismo, es el municipio turístico de mayor importancia de la isla, y el cuarto municipio de España en número de pernoctaciones (INE 2009).
La gesta histórica que con mayor relevancia ha marcado la cultura y tradiciones locales respecto al resto de Mallorca, consiste en el desembarco en Santa Ponsa el 10 de septiembre de 1229 del rey Jaime I de Aragón para conquistar la isla a los musulmanes que habían llegado en el año 903.
En 1285, durante el reinado de Jaime II de Mallorca nació como villa, pero ya contaba desde 1248 con su propia iglesia parroquial, Sante Ihoannes Caviano, dedicada a San Juan, de la que se cree proviene el cordero de su escudo de armas. A pesar de la popularidad y uso de su escudo localmente, no cuenta con bandera alguna.

## Toponimia
El origen de su topónimo es todavía objeto de conjeturas; se cree que procede del patronímico latino calvianum, derivado del nombre personal Calvius, lo cual según el filólogo Antoni Maria Alcover, procede de la palabra Caluus, que significa 'arder' o 'estar caliente', al ser su terreno árido y no contener vegetación. El topónimo oficial es Calvià, aunque en castellano se usa Calviá.
Oficialmente, el gentilicio de sus habitantes es calvienses o calvieros, sin embargo, el uso más extendido tanto en catalán como en su traducción al castellano es calvianero, -a, procedente de calvianer. Asimismo se crearon organismos como el Institut Calvianer d'Esports del Ajuntament de Calvià y la Asociación Calvianera.

## Símbolos
Tras un informe de la Real Academia de la Historia basado en documentos de los siglos XVIII y XIX, en los cuales se definían las armas del municipio como un cordero pascual y una cruz, el escudo de armas fue aprobado el 25 de junio de 1976 con el siguiente blasón:

De azur y el cordero de plata que empuña en su mano derecha una bandera de aquel metal, cargada con cruz de gules. Al timbre corona real, cerrada.

## Geografía

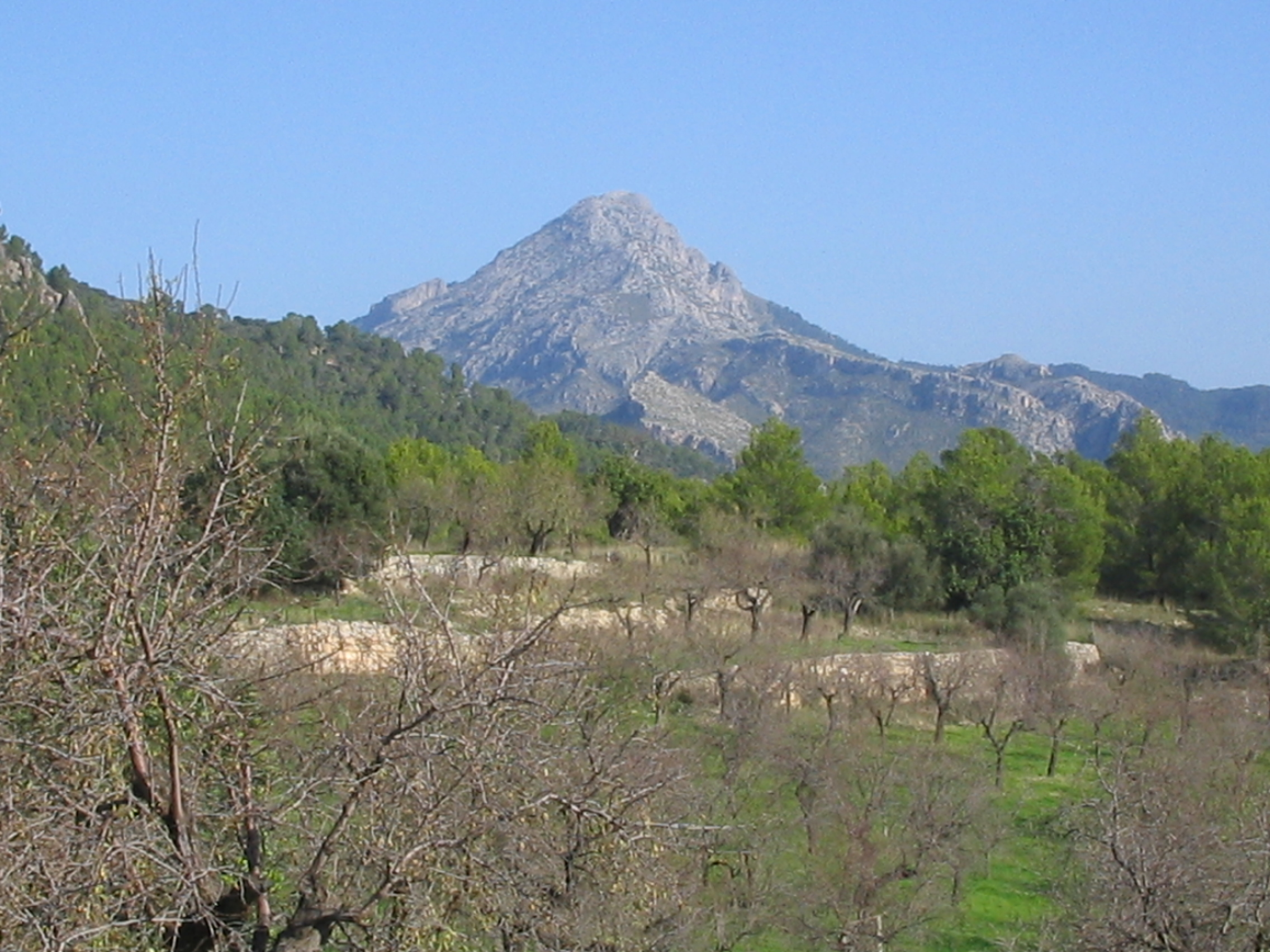
Vista del pico de Galazón desde Calviá

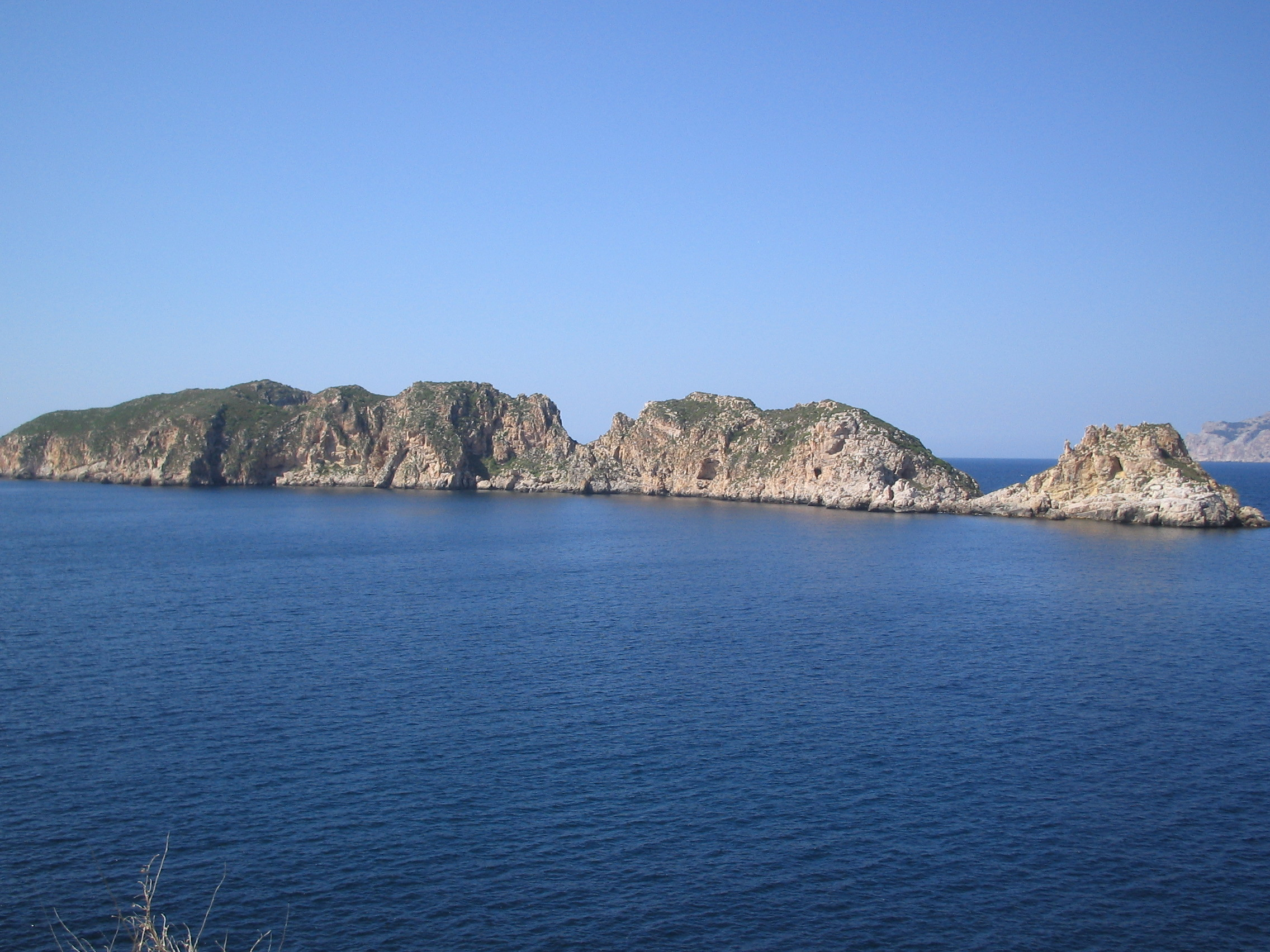
Islas Malgrats en Nova Santa Ponsa

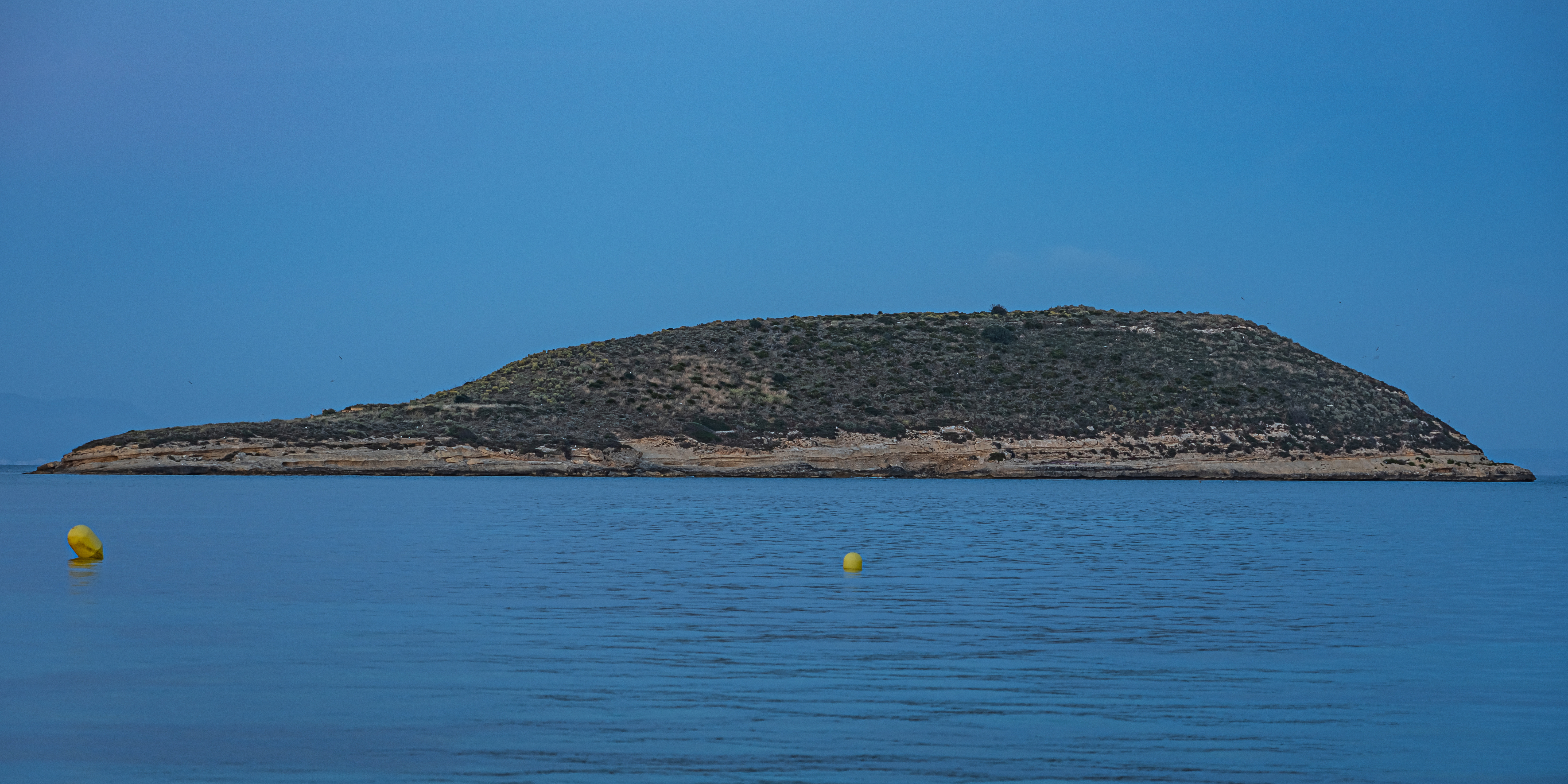
Isla Sa Porrassa en Magaluf

Se encuentra situado en la parte occidental de la isla de Mallorca, junto a la sierra de Tramontana y se extiende hasta la sierra de Na Burguesa. Tiene una superficie aproximada de 145,02 km². De un total de 14 372 ha, el 81 % corresponde a suelo rústico con niveles de protección, el 18 % suelo urbanizable o urbano y el uno por ciento restante a suelo de baja protección. Limita por el norte con los términos de Puigpuñent y Estellenchs, por el este con el de Palma de Mallorca, por el oeste con el de Andrach, y por el sur con el mar Mediterráneo.
La mayor cota de la zona es el pico de Galazón con 1026 m s. n. m., la segunda cima, con 926 m s. n. m. es el Esclop, monte formado por un laberinto de barrancos extendidos entre colinas como el pico Batiat y la peña Blanca.
Su terreno urbanizable se encuentra muy delimitado geográficamente debido a que la península sobre la que se asienta está marcada por la presencia de zonas húmedas al este y oeste (salobrar de Magaluf, de Palma Nova y el de Santa Ponsa) que de cierto modo, dan lugar a un estrechamiento similar a un istmo que se cierra al norte.
El terreno urbano se ha expandido por todo su litoral, constituyéndose varios núcleos de población en las principales playas. El litoral se extiende desde el cabo Andritxol, hasta la zona de Cas Català Ses Illetes. Posee 54 km de longitud y es muy rocoso, hecho que no impide que se cuenten hasta 34 playas y calas. En él existen cinco hábitats naturales distintos: 35,5 km de costas rocosas, 4,5 km de costas arenosas, tres salobrales, 10 islotes, y 7000 ha de mar litoral, con una profundidad de hasta 50 m Sus islotes más destacados son: el Sec, Sa Porrassa, d'en Sales, Ses Illetes, d'estenedor y Sa Caleta. Los de mayor relevancia y de cierto interés ecológico son las Malgrats y el de El Toro, por haber sido declarados como reserva marina y área de especial protección para las aves. El territorio del término municipal que contiene el núcleo urbano está representado en la hoja 698 del Mapa Topográfico Nacional.
| Noroeste: Andrach         | Norte: Puigpuñent y Estellench | Noreste: Palma de Mallorca |
| Oeste: Andrach            |                                | Este: Palma de Mallorca    |
| Suroeste mar Mediterráneo | Sur: mar Mediterráneo          | Sureste: mar Mediterráneo  |

### Núcleos de población

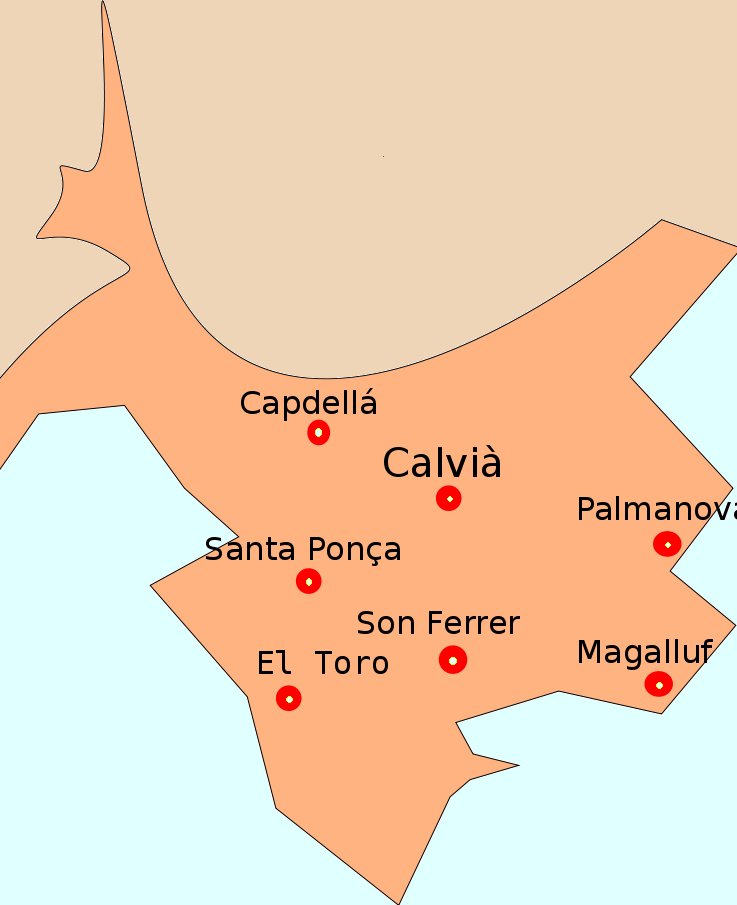
Mapa político de Calviá

Se divide en dieciocho núcleos de población. Los de mayor relevancia son sus complejos turísticos, como Palma Nova, que fue una de las primeras localidades turísticas que se construyeron en la isla, dentro de los terrenos de una antigua finca llamada Ses Planes que, al igual que el resto, comenzó con un proyecto que pretendía construir una zona residencial tipo ciudad jardín, pero que debido a la guerra civil española, quedó paralizado. En 2009, está considerada como una de las zonas turísticas más relevantes de Mallorca. Otra de sus localidades, Santa Ponsa, posee relevancia histórica por ser el lugar del desembarco de Jaime I. La localidad de Portals Nous, cuya relevancia radica en que posee el puerto deportivo de renombre Portals (punto de reunión de empresarios, famosos, personajes de la alta sociedad, así como de los miembros de la familia real española durante sus estancias estivales en el Palacio de Marivent). Otro de sus núcleos turísticos es Peguera, donde veranean y residen multitud de germanos, cuya fama obtuvo debido a que a finales de los años 1950 se filmaron dos películas. Igualmente, cabe hacer mención a las localidades adyacentes a los complejos, como la urbanización El Toro, que es una zona residencial con un puerto deportivo y una pequeña playa, la urbanización Son Ferrer, nacida como núcleo de residencia de los primeros emigrantes durante la década de los años 1960 y la urbanización Galazón, donde se encuentra el polígono industrial de Son Bugadelles.
| Núcleo                 | Coordenadas                                        | Población | Distancia |
| ---------------------- | -------------------------------------------------- | --------- | --------- |
| Calviá (villa)         | 39°33′50.33″N 2°30′16.31″E / 39.5639806, 2.5045306 | 2434      | 12        |
| Capdellá               | 39°34′44.19″N 2°28′10.37″E / 39.5789417, 2.4695472 | 1012      | 3,6       |
| Peguera                | 39°32′15.47″N 2°27′1.69″E / 39.5376306, 2.4504694  | 3988      | 9,8       |
| Santa Ponsa            | 39°31′0.56″N 2°28′52.30″E / 39.5168222, 2.4811944  | 10736     | 8,3       |
| Galazón                | 39°31′25.42″N 2°29′53.09″E / 39.5237278, 2.4980806 | 1598      | 5,9       |
| El Toro                | 39°29′20.73″N 2°28′51.29″E / 39.4890917, 2.4809139 | 2321      | 12        |
| Portals Vells          | 39°29′44.57″N 2°28′19.36″E / 39.4957139, 2.4720444 | 32        | 13,6      |
| Son Ferrer             | 39°29′41.24″N 2°30′7.24″E / 39.4947889, 2.5020111  | 5666      | 9,8       |
| La Porraza             | 39°30′2.21″N 2°30′59.32″E / 39.5006139, 2.5164778  | 128       | 7,8       |
| Sol de Mallorca        | 39°28′55.10″N 2°31′36.50″E / 39.4819722, 2.5268056 | 589       | 11,5      |
| Magaluf                | 39°30′29.97″N 2°32′6.33″E / 39.5083250, 2.5350917  | 3.981     | 9,3       |
| Palmanova              | 39°31′14.03″N 2°32′10.34″E / 39.5205639, 2.5362056 | 6.906     | 6,1       |
| Portals Nous           | 39°31′59.68″N 2°34′12.08″E / 39.5332444, 2.5700222 | 2650      | 9,9       |
| Castillo de Bendinat   | 39°32′00.32″N 2°32′10.08″E / 39.5334222, 2.5361333 | 521       | 11,6      |
| Cas Català-Ses Illetes |                                                    | 3533      | 12        |
| Bahía de Palma         |                                                    | 754       |           |
| Costa de la Calma      |                                                    | 1623      |           |
| Costa d'en Blanes      |                                                    | 2094      |           |
| Total del municipio    |                                                    | 50 777    |           |

### Urbanismo
Balearización

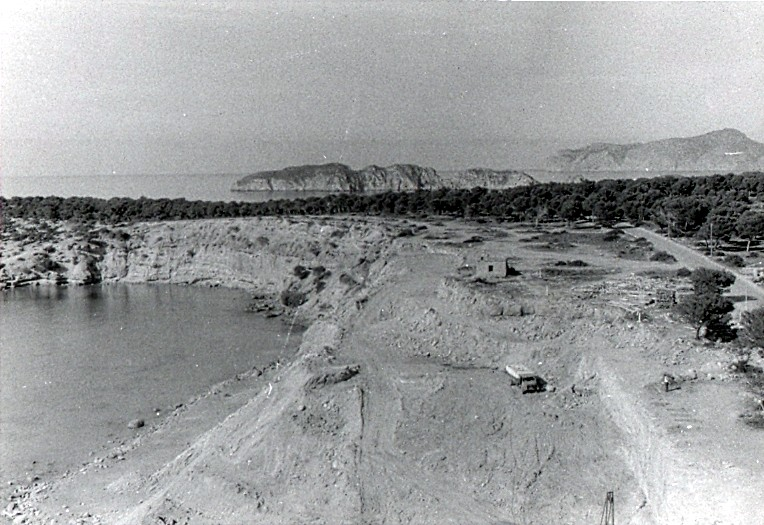
Preparando el solar para construir los apartamentos del Toro

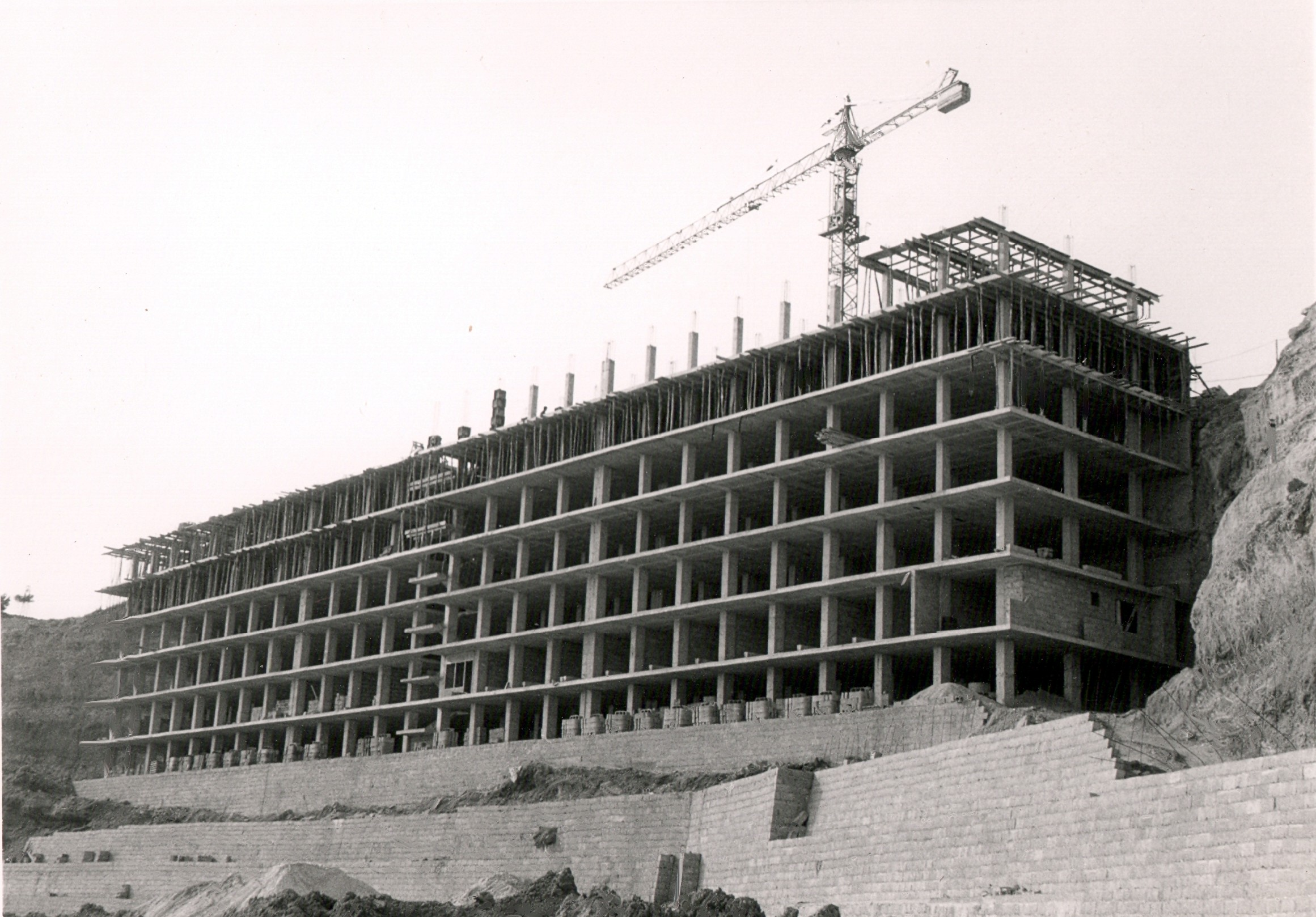
Los apartamentos del Toro en su fase media de construcción. Puede observarse que han sido incrustados en el mismo acantilado, asomándose a escasos metros del mar

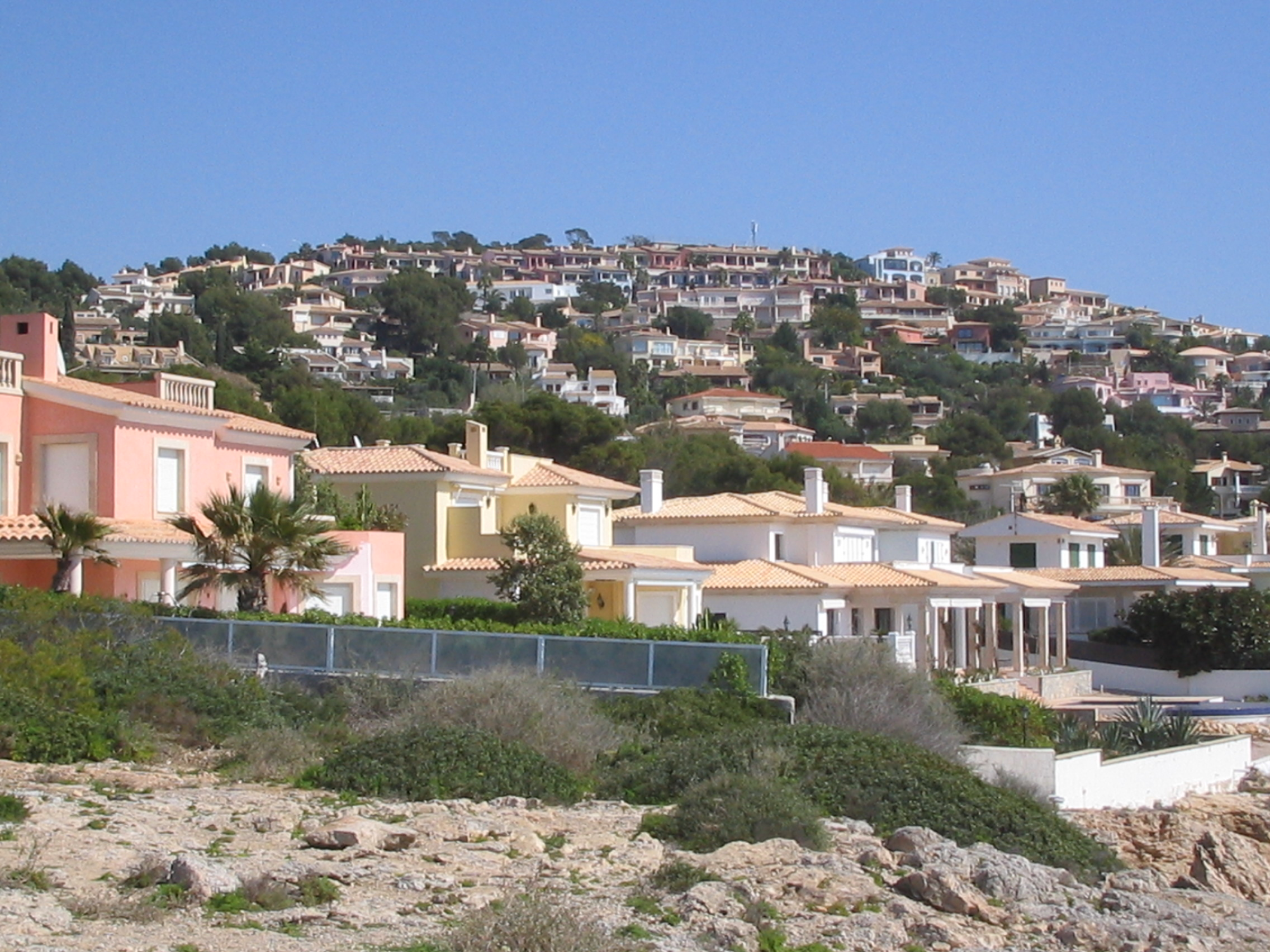
Chalets en la zona conocida como «La cima», en Nova Santa Ponsa

Su desarrollo urbano está fuertemente influenciado por el impacto del turismo lo que lo ha llevado a convertirse en uno de los principales destinos turísticos de Europa. En 1975, la acelerada construcción de la localidad de Palmanova contaba con más de veinte establecimientos hoteleros. De esta serie de hechos nació el término balearización, materia usada en facultades de urbanismo internacionales como ejemplo de mala planificación urbanística. Se acuñó a principios de los años 1970, especialmente por urbanizar sobre la línea de la costa, casi dentro del mar, edificando masivamente y sin previa planificación, multitud de establecimientos hoteleros y otros edificios peculiares (durante los años 1960 se construyeron unas torres vivienda que fueron tomadas como la imagen estereotipada de la balearización en Palmanova y Magaluf). Hasta entonces, el municipio no era importante, no poseía ningún puerto y su economía estaba basada en la agricultura dominada por las grandes propiedades. En 1936 únicamente contaba con tres alojamientos turísticos que ascendieron hasta trece en 1955. Sin embargo, con la llegada masiva del turismo en los años 60, ascendió hasta 112 alojamientos, con una capacidad aproximada de 6 800 camas, transformándose el espacio costero de escaso valor agrario en parcelas de precios elevados, excepto el cabo de Cala Figuera, que era una zona militar. Por estas fechas, el municipio se convirtió rápidamente en el destino principal de masas turísticas del mediterráneo.
Historia
Antes del año 1934, los actuales complejos turísticos consistían en un proyecto de urbanización de zonas residenciales de tipo ciudad jardín, pero durante la Guerra Civil quedó estancado. En 1970, debido al auge turístico, se retomaron con distinto concepto al original, edificando descontroladamente multitud de establecimientos sobre la costa, con la consecuente destrucción del paisaje.
En el año 1983, Francisco Obrador Moratinos asumió la alcaldía convirtiéndose en el primer regidor socialista en el municipio desde la instauración de la democracia. Construyó colegios, instalaciones deportivas y las bases e infraestructuras para desarrollar el municipio. Moratinos recibió el premio Cemento por la asociación ecologista Grup d'Ornitologia Balear (GOB), por su considerable falta de planificación y previsión, causando disfunciones en el medio ambiente. Años más tarde, en 1973, tres arquitectos, Joana Roca, Joan Morey y Guillem Oliver, desarrollaron un estudio urbanístico que consistió en llamar la atención sobre las negativas consecuencias que tendría para el paisaje basar toda su economía en el desarrollo sistemático del turismo.
El político Josep Meliá denunció en 1977 que:

la destrucción del paisaje calvianer estuvo motivada por un modelo económico de explotación colonial.
Josep Meliá

El proceso de cambio ocurrió extraordinariamente rápido; entre 1968 y 1973 se alteró el entorno de tal manera que en 2009, a pesar del enorme volumen de edificación de los últimos años, sigue asemejándose al de 1973. En la misma década, otros testimonios importantes citan la destrucción paisajista en las localidades de Magaluf y Palmanova como sin remedio.
El urbanista Josep Lluís Sert denunció en marzo de 1972 que las Baleares estaban sufriendo un proceso de destrucción. El director del Museo de Mallorca, Guillem Rosselló Bordoy, encargado de velar por la protección del paisaje, advirtió que el turismo mal enfocado amenazaba la identidad local y que era un grave peligro económico, debido a la excesiva utilización capitalista del medio ambiente y la naturaleza.

### Ordenanza ecoresponsable
La revisión general del Plan de Ordenación Urbana de Calviá 2000 incorporó una serie de Normas Urbanísticas que deberán cumplir todos los edificios de nueva construcción que en lo respectivo al tema medioambiental establece lo siguiente en alguno de sus artículos:

Art. 4.28. Calidad de las construcciones. Las construcciones buscarán en sus soluciones de proyecto la mejor estabilidad, durabilidad, resistencia, seguridad y economía de mantenimiento de los materiales empleados y de su colocación en obra.

Art. 4.29. Aislamiento térmico y acústico. Las construcciones cumplirán las condiciones de aislamiento térmico y acústico previstas en las disposiciones vigentes sobre ahorro de energía y acondicionamiento ambiental.

Art. 4.33. Instalación de agua potable. Todo edificio deberá disponer en su interior de servicio de agua corriente potable con la dotación suficiente para las necesidades propias del uso. En todo edificio dotado de aparatos sanitarios destinados al aseo de las personas y a la limpieza doméstica deberá preverse la correspondiente instalación de agua caliente.

Art. 4.34. Instalación de aguas grises, regeneradas y pluviales. 1. Todo edificio deberá estar dotado de instalación para la utilización de aguas regeneradas y pluviales para servicio de los inodoros y para las instalaciones de riego. *2. Todo edificio deberá contar con un sistema de captación y almacenamiento de aguas de lluvia, para su aprovechamiento en la instalación de riego u otros fines.

Art. 4.38. Reserva para instalación de energías alternativas. Toda edificación nueva incorporará obligatoriamente, en la forma en que se establece en el artículo 5.06.c de estas Normas, espacio y condiciones adecuadas para la ubicación de una instalación receptora de energía solar y/o otra fuente de energía de las denominadas alternativas, con capacidad suficiente para cubrir el 60% de las necesidades energéticas medias anuales correspondientes al calentamiento del agua caliente sanitaria.

### Geología y relieve

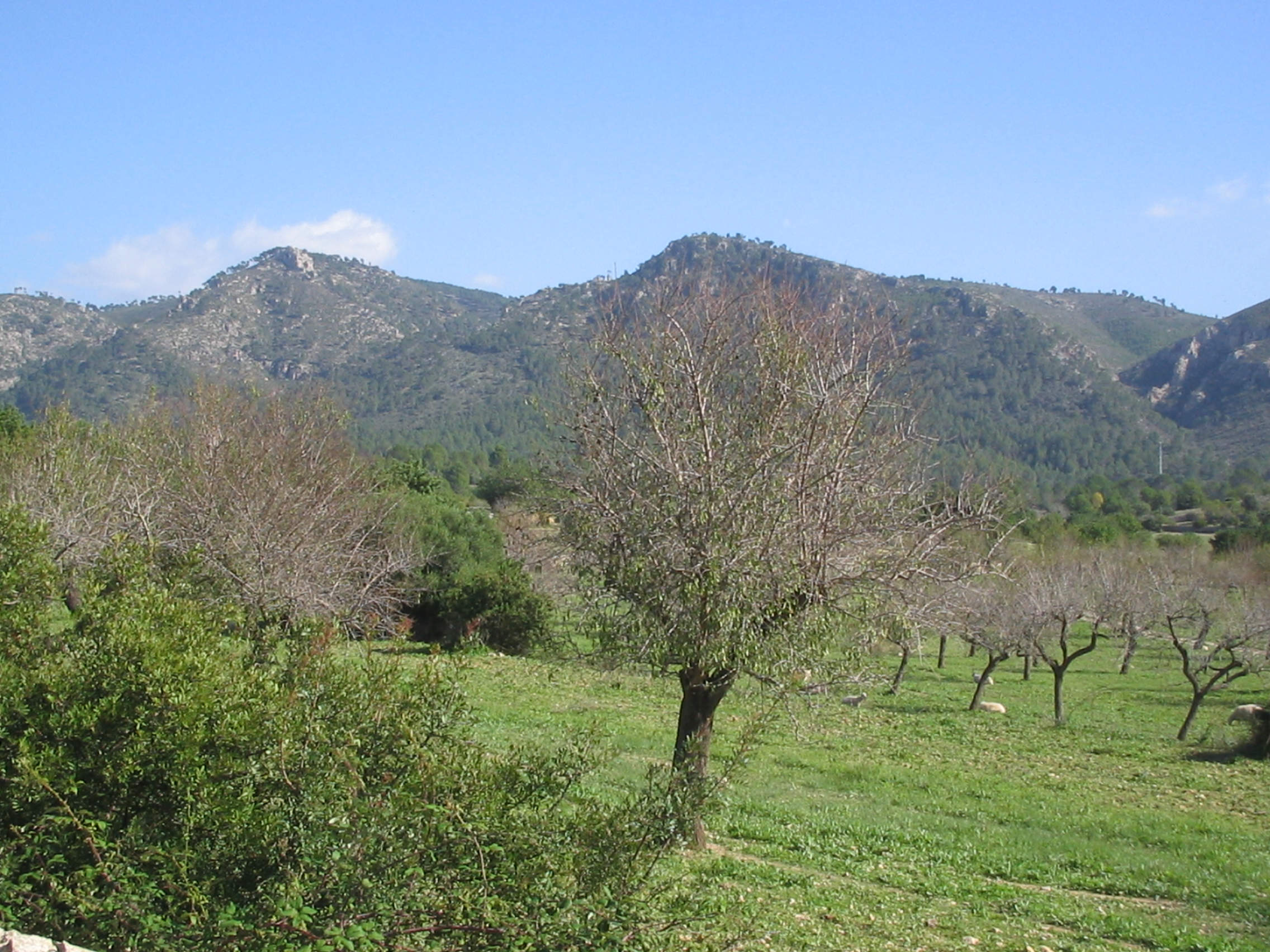
Parte del relieve del término

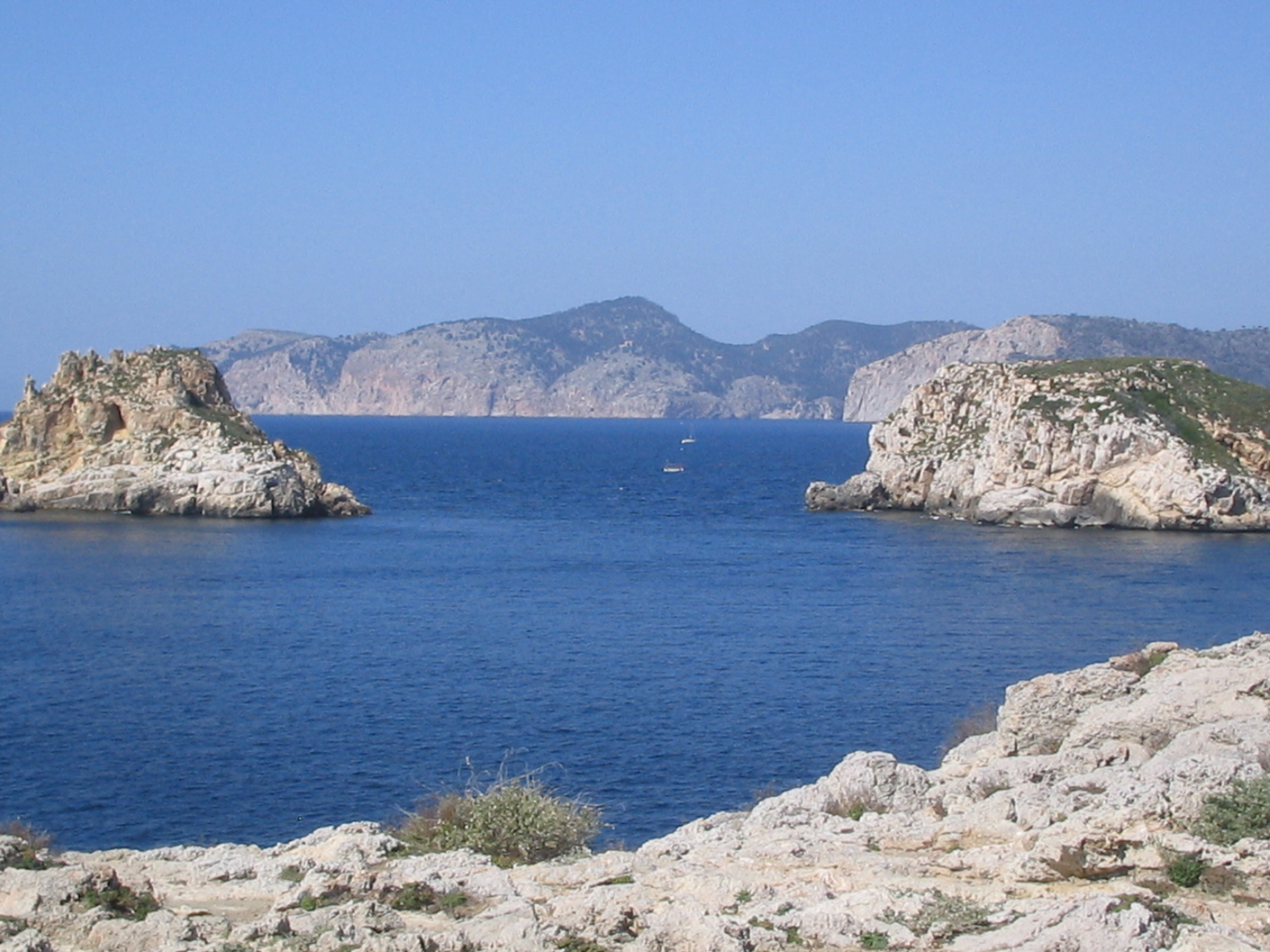
Vista de las Malgrats desde Nova Santa Ponsa

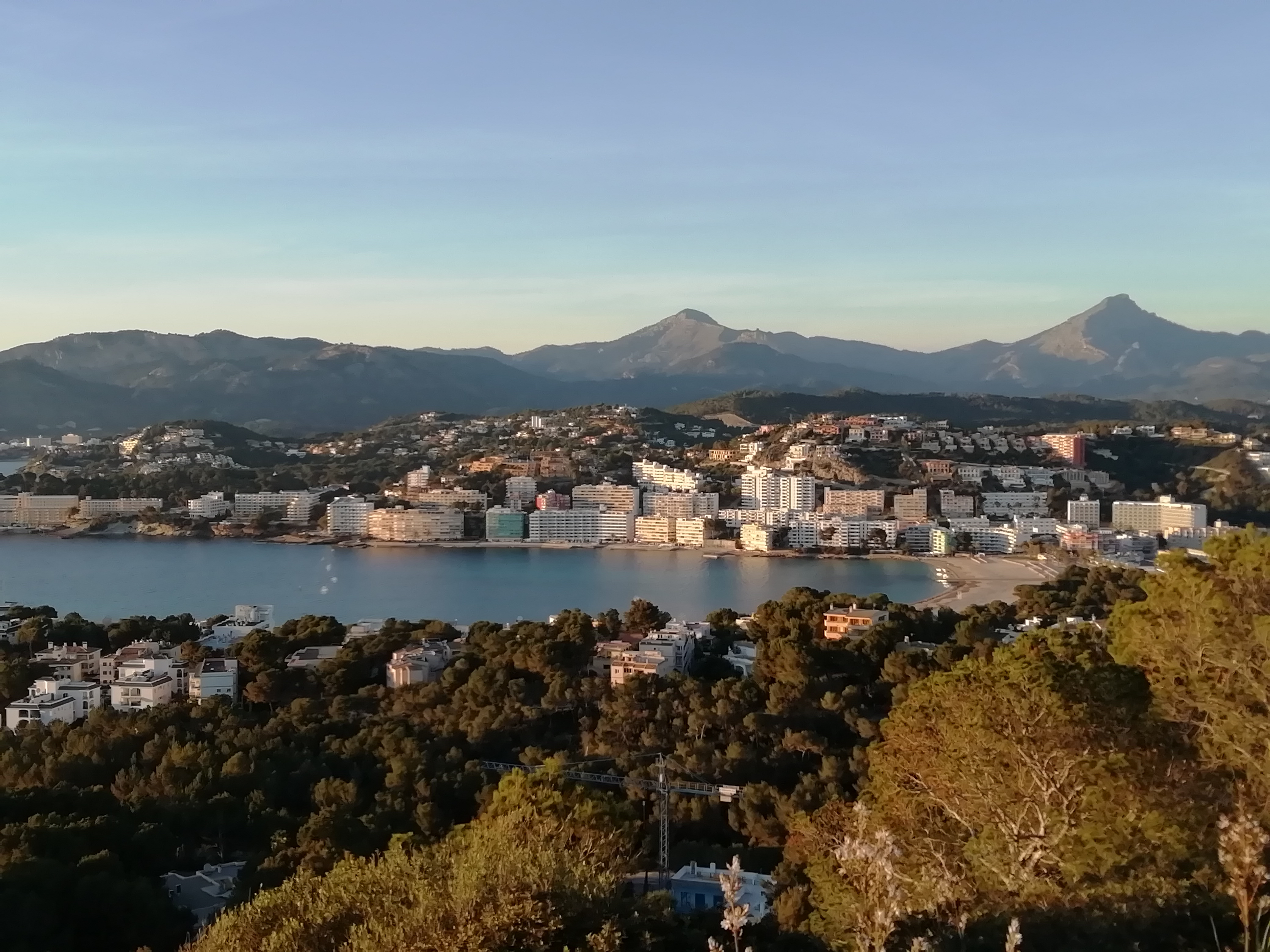
Parte de la bahía de Santa Ponsa con el pico de Galazón al fondo

Su relieve viene marcado por el contraste entre las sierras en el norte del término y en el resto del municipio, de características mucho más llanas.
Su sierra principal se llama Na Burguesa y está situada entre la finca calviense de Son Falconer y la urbanización Son Vida en Palma, y al igual que el resto de los montes de Mallorca, tiene su origen en la orogenia alpina. Es la zona más meridional de la sierra de Tramontana. Antaño se la conocía como Portopí o d'en Bou. Tiene una altura de 500 m s. n. m. y está cubierta por importantes formaciones de pinar y garriga mediterránea.
Las sierras están compuestas de materiales triásicos y jurásicos, calizas y dolomías principalmente, con presencia de margas y yesos también. Las sierras presentan una complicada estructura tectónica, que conforma un relieve plegado con numerosos cabalgamientos, y bastante fracturado.
El carácter kárstico de la Tramontana provoca peculiares fisonomías en las rocas, sobre todo numerosas cuevas, y algunas dolinas y lapiaces, etc.
El resto del término municipal es relativamente llano, con amplios valles rellenados por materiales cuaternarios y terciarios poco deformados, en disposición subhorizontal, y pequeñas colinas, de materiales mesozoicos, aflorando ocasionalmente.
Su litoral se compone de materiales calcáreos (Calcarenito y similares), sobre los cuales se asienta una variada vegetación según el sustrato, rocoso o arenoso, y la adaptación a la sal, al viento y a la falta de agua como factores determinantes.

### Clima

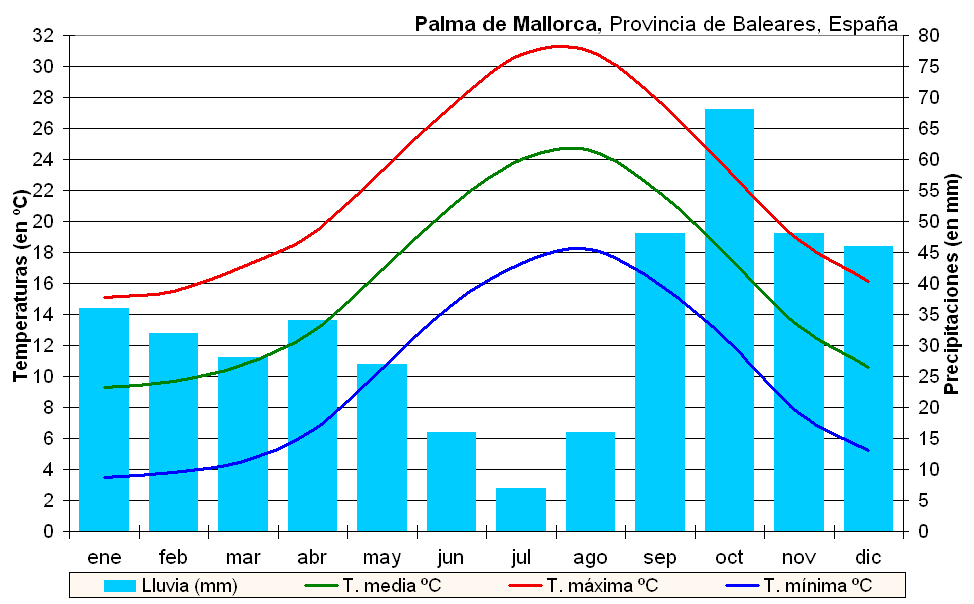
Climograma de Palma (Son Sant Joan)

Dada la cercanía al aeropuerto de Palma de Mallorca, se toman los datos que se disponen en el observatorio del mismo.
Dispone de un clima templado mediterráneo con una temperatura media anual de 16.5 °C y una precipitación media anual de 410 mm. Está influida por dos tipos de circulación atmosférica que se manifiestan en dos estaciones bien diferenciadas: verano cálido y seco, con escaso gradiente de presión, y precipitaciones ocasionales como contraposición a un invierno húmedo y fresco. El mes más frío es enero, con 15,1/3,5 °C y el más caluroso agosto, con 31,0/18,2 °C. Existen precipitaciones durante aproximadamente 51 días al año y unas 2.756 horas de sol. La temperatura media en verano es de 27 grados y en invierno de 14 °C. El mes más seco es julio, descendiendo hasta una media de 7,8 l/m², mientras que el más lluvioso es diciembre, con una media de 81,1 l/m².). La zona se encuentra resguardada del viento nórdico de la Tramontana por montañas de más de mil metros de altura.
La variación térmica de sus aguas tiene una amplitud de en torno a 15 grados centígrados. Durante el invierno desciende hasta unos 13 °C. A finales de la primavera se produce un calentamiento que eleva la temperatura un grado cada semana. Durante el verano existe una capa superficial de 25 cm que llega a calentarse por encima de los 25 grados (algo así como una termoclina).
| Parámetros climáticos promedio de Palma de Mallorca (aeropuerto de Palma de Mallorca) | Parámetros climáticos promedio de Palma de Mallorca (aeropuerto de Palma de Mallorca) | Parámetros climáticos promedio de Palma de Mallorca (aeropuerto de Palma de Mallorca) | Parámetros climáticos promedio de Palma de Mallorca (aeropuerto de Palma de Mallorca) | Parámetros climáticos promedio de Palma de Mallorca (aeropuerto de Palma de Mallorca) | Parámetros climáticos promedio de Palma de Mallorca (aeropuerto de Palma de Mallorca) | Parámetros climáticos promedio de Palma de Mallorca (aeropuerto de Palma de Mallorca) | Parámetros climáticos promedio de Palma de Mallorca (aeropuerto de Palma de Mallorca) | Parámetros climáticos promedio de Palma de Mallorca (aeropuerto de Palma de Mallorca) | Parámetros climáticos promedio de Palma de Mallorca (aeropuerto de Palma de Mallorca) | Parámetros climáticos promedio de Palma de Mallorca (aeropuerto de Palma de Mallorca) | Parámetros climáticos promedio de Palma de Mallorca (aeropuerto de Palma de Mallorca) | Parámetros climáticos promedio de Palma de Mallorca (aeropuerto de Palma de Mallorca) | Parámetros climáticos promedio de Palma de Mallorca (aeropuerto de Palma de Mallorca) |
| Mes                                                                                   | Ene.                                                                                  | Feb.                                                                                  | Mar.                                                                                  | Abr.                                                                                  | May.                                                                                  | Jun.                                                                                  | Jul.                                                                                  | Ago.                                                                                  | Sep.                                                                                  | Oct.                                                                                  | Nov.                                                                                  | Dic.                                                                                  | Anual                                                                                 |
| ------------------------------------------------------------------------------------- | ------------------------------------------------------------------------------------- | ------------------------------------------------------------------------------------- | ------------------------------------------------------------------------------------- | ------------------------------------------------------------------------------------- | ------------------------------------------------------------------------------------- | ------------------------------------------------------------------------------------- | ------------------------------------------------------------------------------------- | ------------------------------------------------------------------------------------- | ------------------------------------------------------------------------------------- | ------------------------------------------------------------------------------------- | ------------------------------------------------------------------------------------- | ------------------------------------------------------------------------------------- | ------------------------------------------------------------------------------------- |
| Temp. máx. abs. (°C)                                                                  | 15.1                                                                                  | 15.5                                                                                  | 17.1                                                                                  | 19.2                                                                                  | 23.3                                                                                  | 27.4                                                                                  | 30.8                                                                                  | 31.0                                                                                  | 27.7                                                                                  | 23.2                                                                                  | 18.8                                                                                  | 16.1                                                                                  | 22.1                                                                                  |
| Temp. mín. abs. (°C)                                                                  | 3.5                                                                                   | 3.8                                                                                   | 4.5                                                                                   | 6.5                                                                                   | 10.5                                                                                  | 14.6                                                                                  | 17.3                                                                                  | 18.2                                                                                  | 15.9                                                                                  | 12.2                                                                                  | 7.6                                                                                   | 5.2                                                                                   | 9.9                                                                                   |
| Precipitación total (mm)                                                              | 36                                                                                    | 32                                                                                    | 28                                                                                    | 34                                                                                    | 27                                                                                    | 16                                                                                    | 7                                                                                     | 16                                                                                    | 48                                                                                    | 68                                                                                    | 48                                                                                    | 46                                                                                    | 410                                                                                   |
| [cita requerida]                                                                      |                                                                                       |                                                                                       |                                                                                       |                                                                                       |                                                                                       |                                                                                       |                                                                                       |                                                                                       |                                                                                       |                                                                                       |                                                                                       |                                                                                       |                                                                                       |

### Hidrología

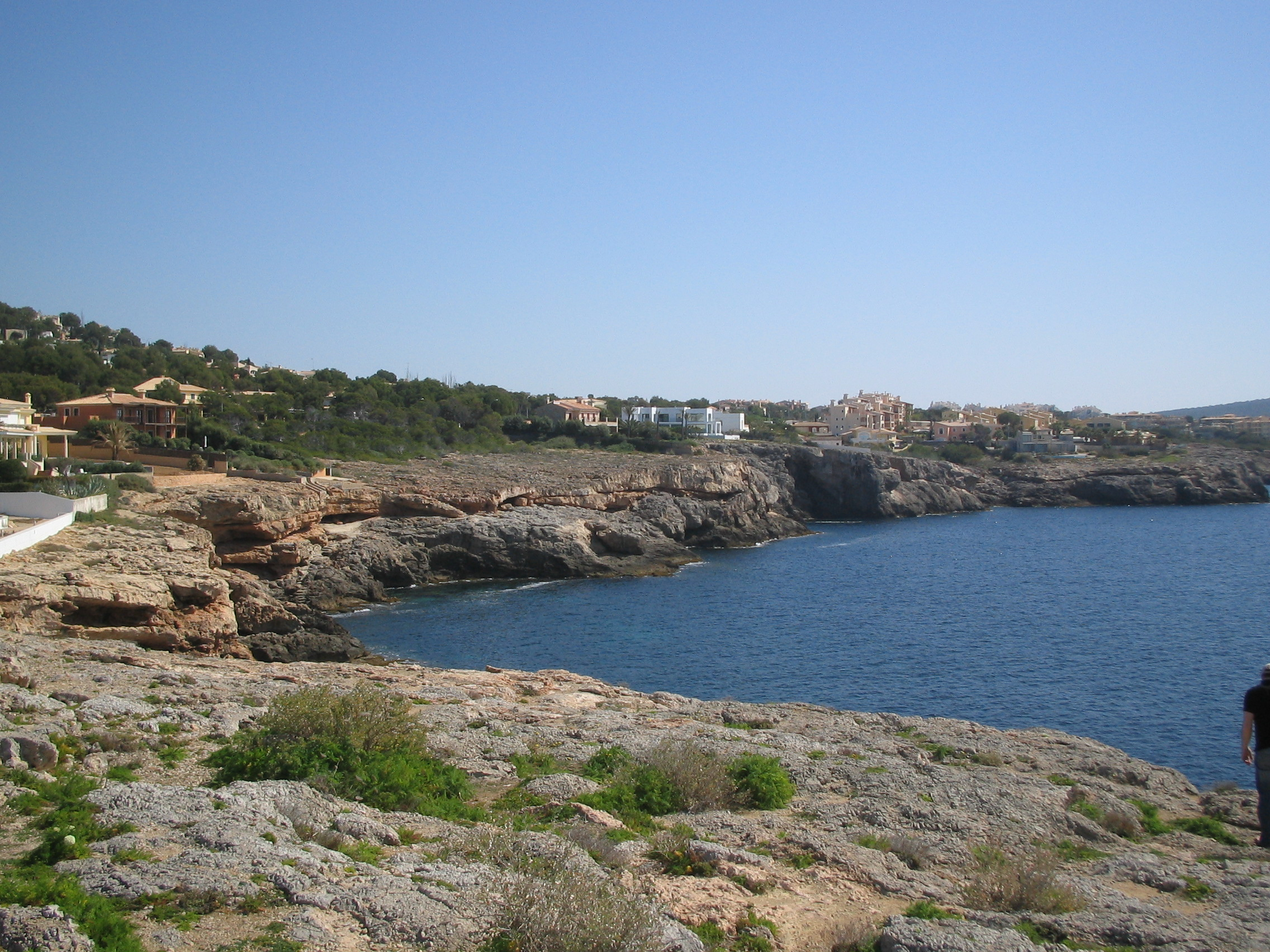
Nova Santa Ponsa

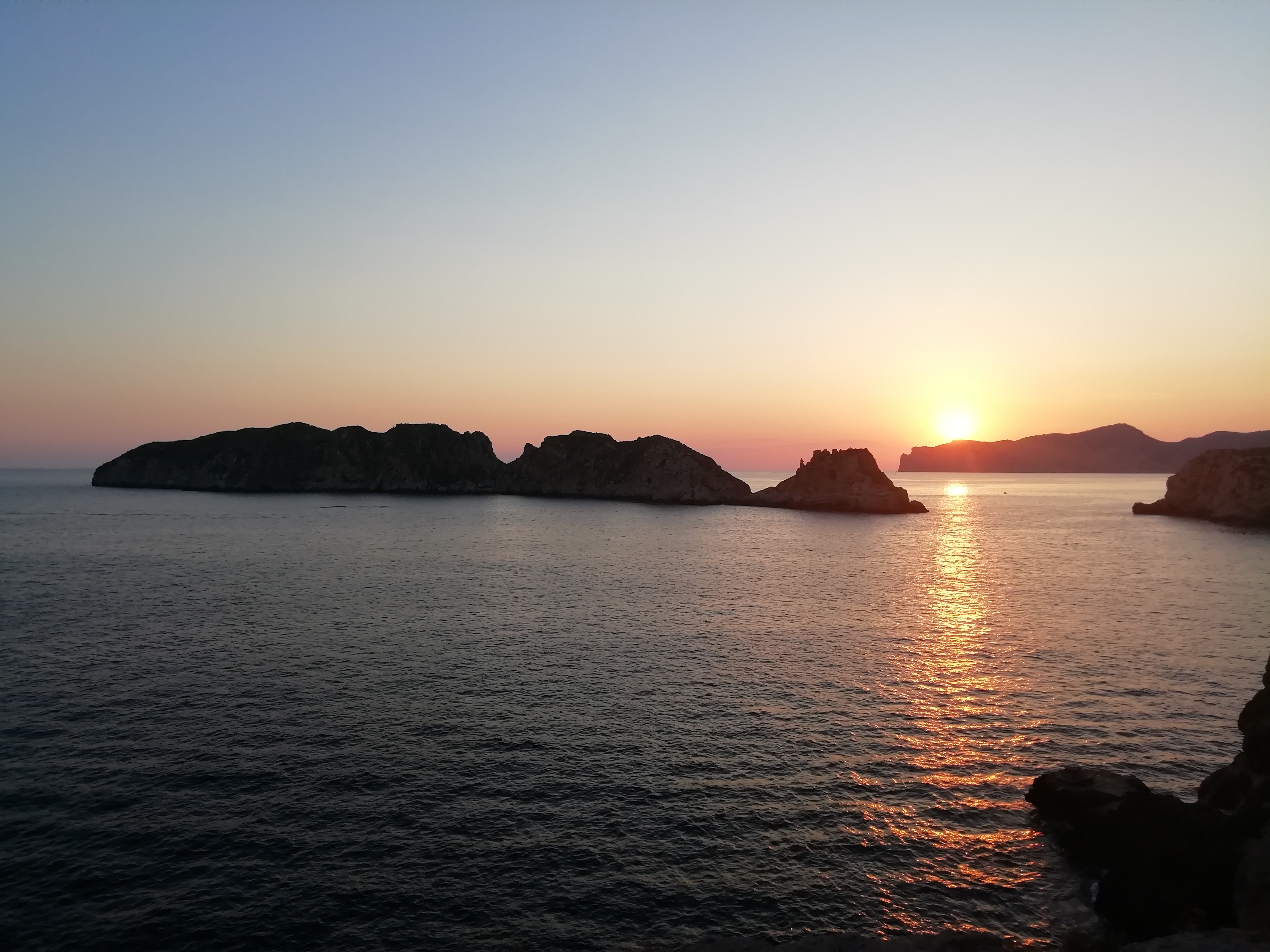
Ocaso en las islas Malgrats

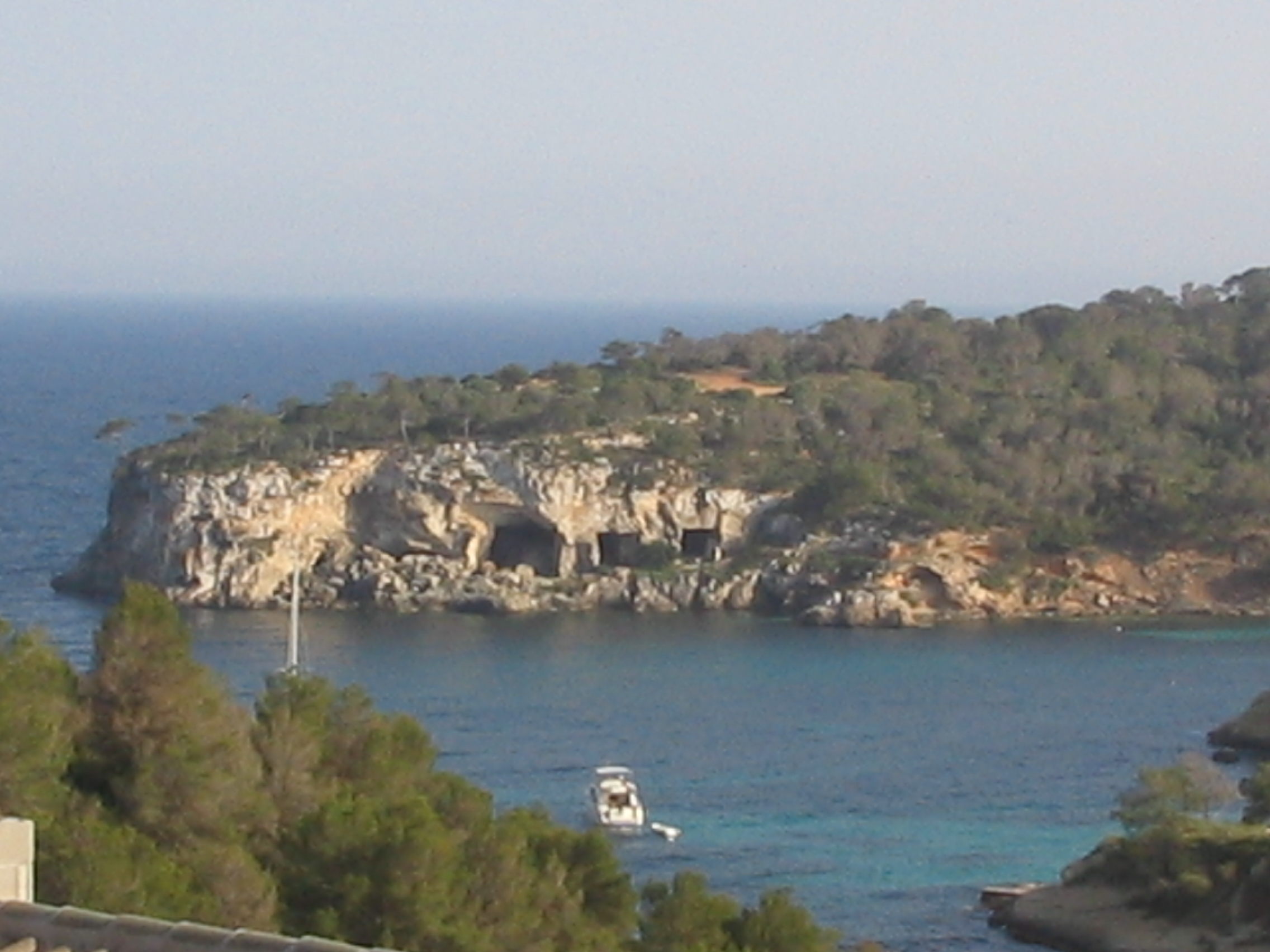
Cala de Portals Vells, de donde se cree se extrajeron bloques de piedra para construir la catedral de Mallorca. En el acantilado pueden verse las cuevas, aunque realmente es una con 3 entradas intercomunicadas. Su longitud es de aproximadamente 80 metros de largo por unos 60 de ancho

Según informes del Instituto Geológico y Minero de España, recibe 4,9 hectómetros
cúbicos de lluvia al año, 0,1 de retorno de riego y 0,2 de infiltraciones
de agua residual. Las salidas por bombeo son de 6,7 hectómetros cúbicos anuales, pero
se llevó a cabo un proyecto siguiendo el Plan Hidrológico Balear para reducirlo a 4,1 hectómetros.
Torrentes
Debido al carácter torrencial de las precipitaciones ocurridas entre los meses de octubre y noviembre, su red hidrográfica contiene un gran caudal con diversos torrentes que recorren su geografía, presentando perfiles abruptos que canalizan las corrientes hacia el mar. Entre ellos se encuentra el torrente des Gorg, que nace en Capdellá y desemboca en Peguera. El torrente Vial, que nace en las afueras del pueblo y que desemboca en la cala de Santa Ponsa, que es el resultado de la confluencia de cientos de barrancos y de otros pequeños torrentes, entre los que cabe mencionar el barranco des Cobaix y el del Pas de la Mula. Uno de los más largos de ellos es el de Galazón, con 23 kilómetros de recorrido y con 72 km² de cuenca hidrográfica. Su nacimiento se produce en la vertiente occidental del pico de Galazón y desemboca también en la bahía de Santa Ponsa.

### Fauna y flora

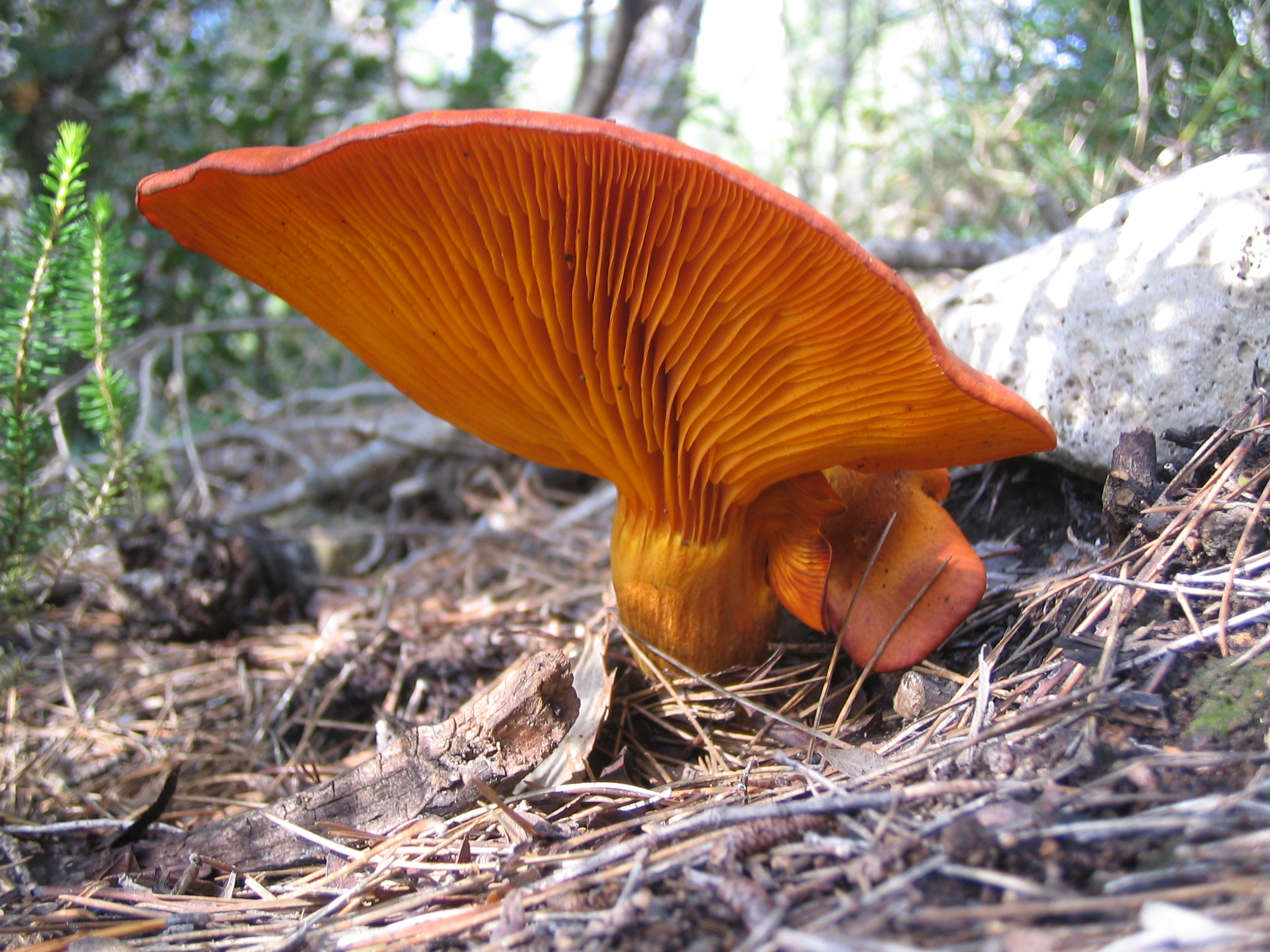
Hongo anaranjado de la sierra de Tramontana

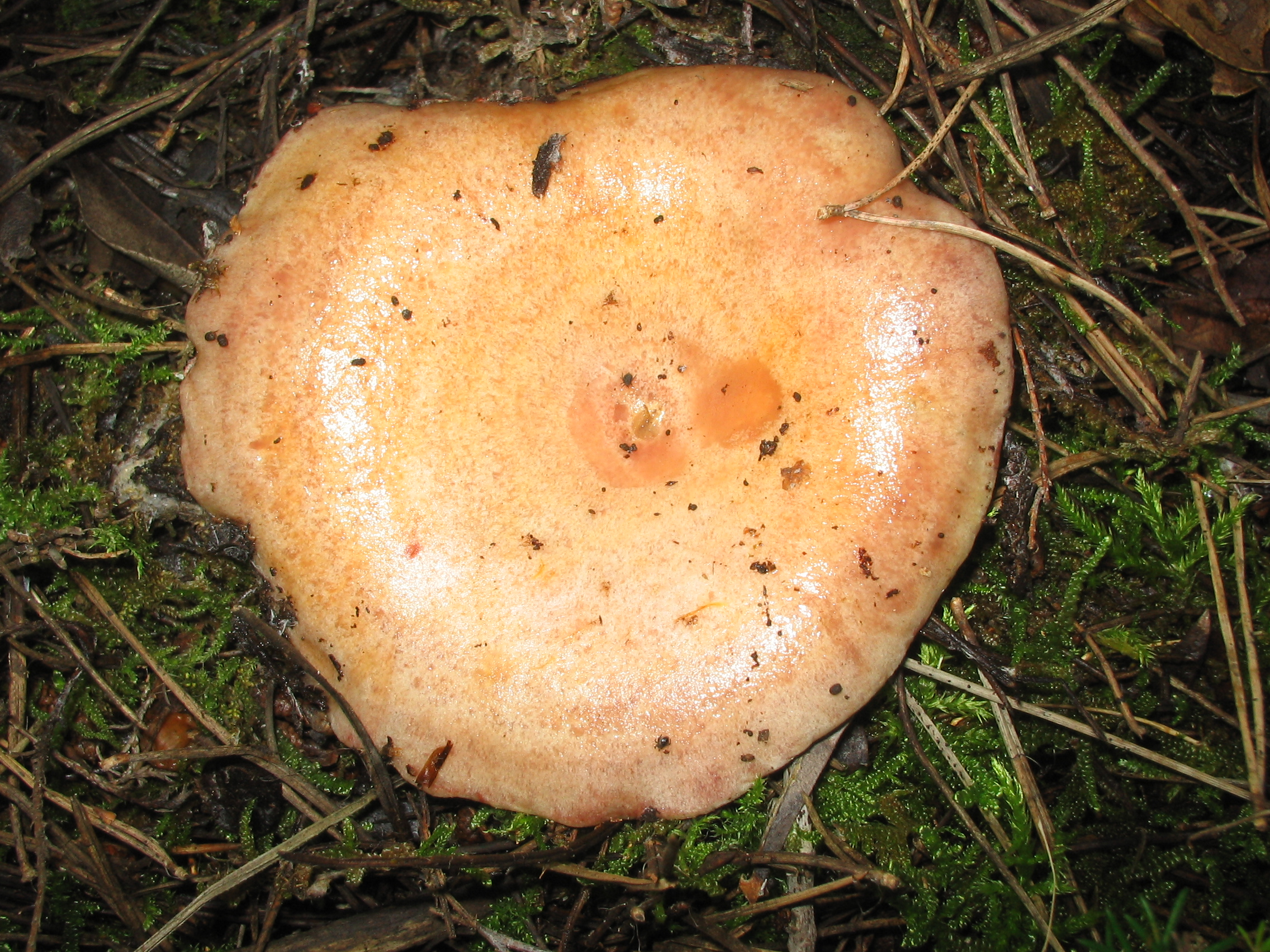
Esclata-sang, una especie de níscalo propia de las Baleares; distinto del común Lactarius deliciosus. Crece en zonas de pinares, en relación micorrícica con el pino carrasco

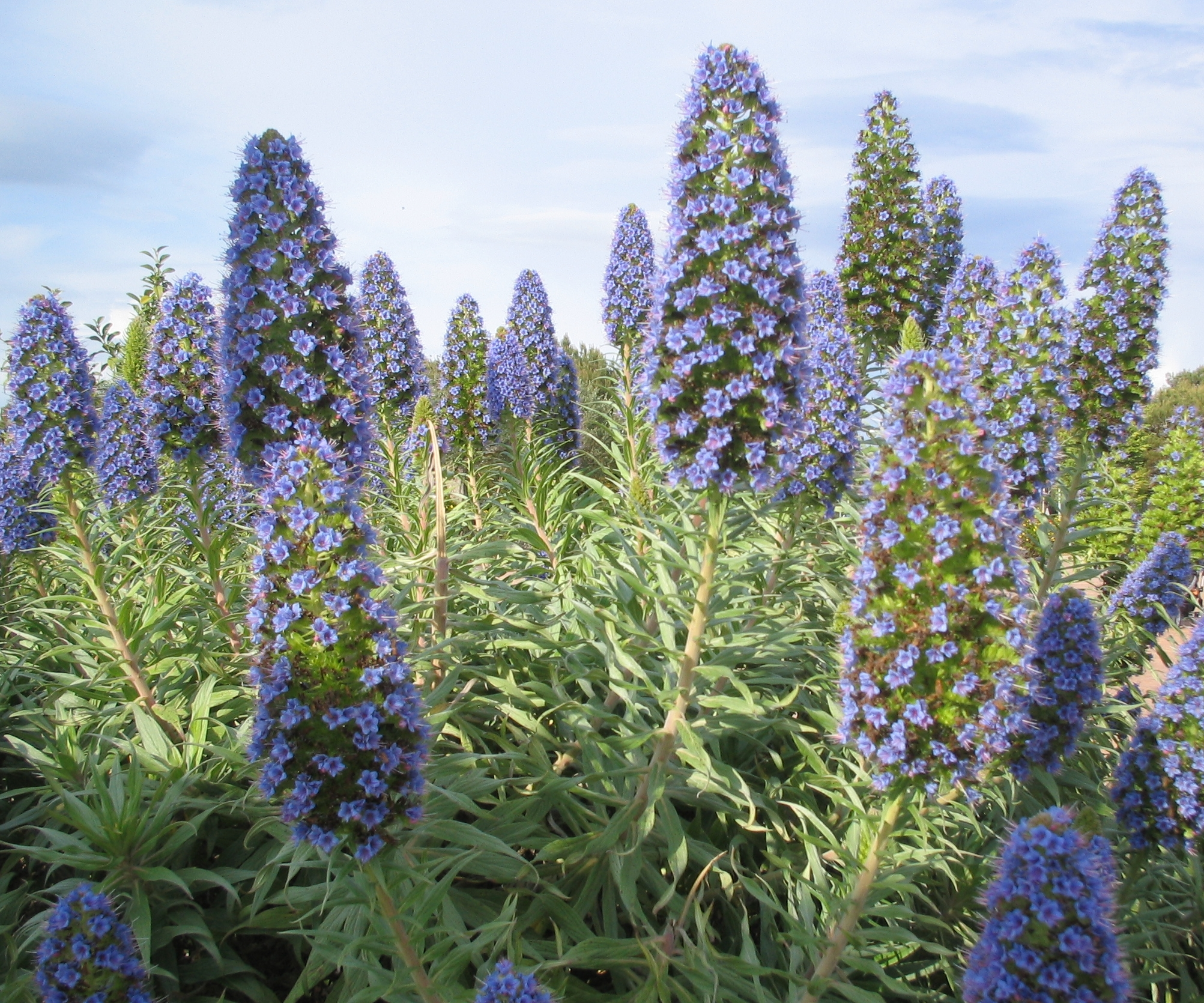
Ejemplares de Echium fastuosum en el mirador del parque del hotel Adriano, en la localidad del Toro

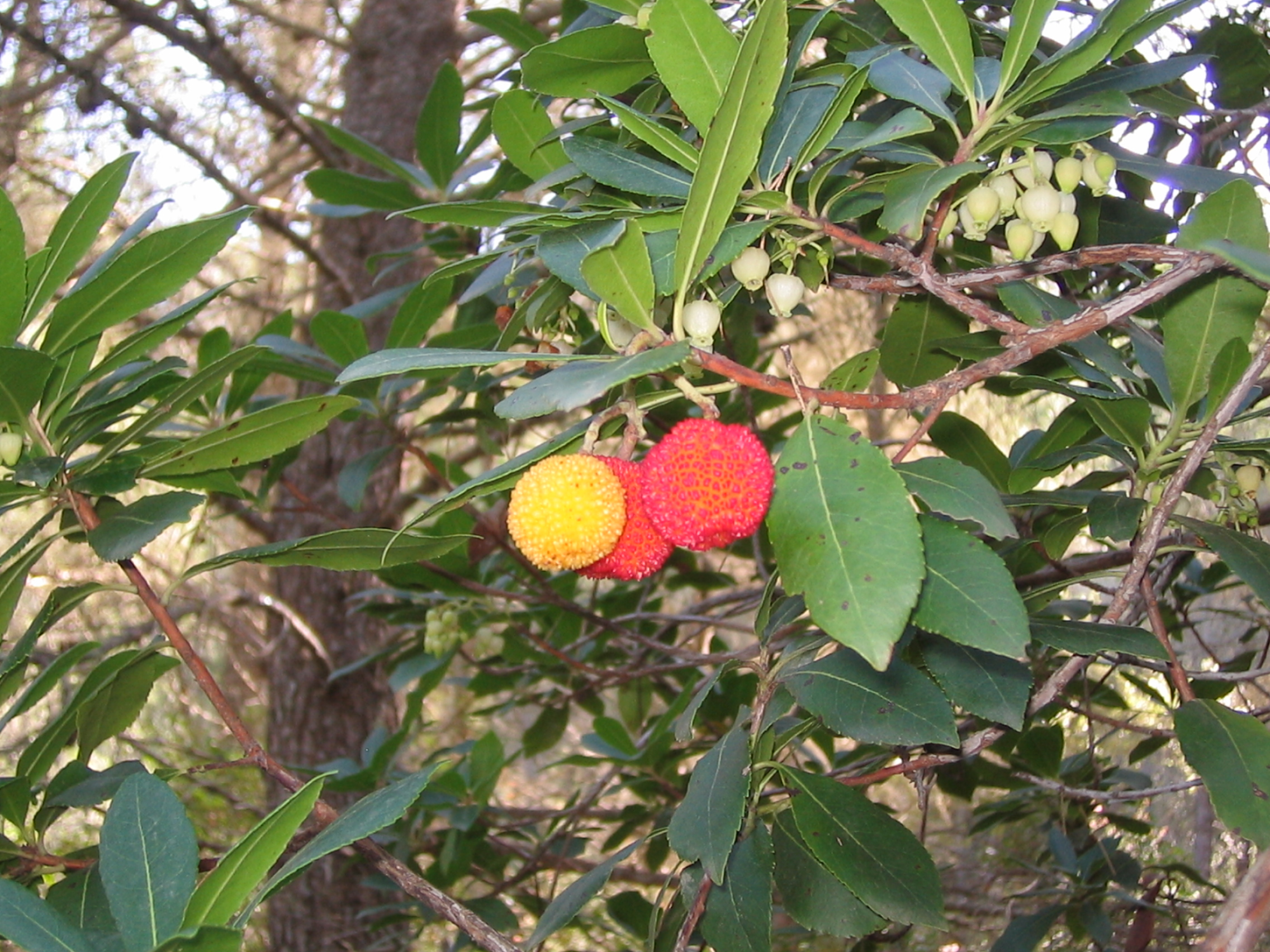
Madroño de los bosques de Calviá

De sus 14 552 hectáreas, más del 49 % corresponden a bosques y garrigas, principalmente de pinares, aunque en las últimas décadas ha sufrido desforestación. Las tierras cultivables son alrededor del 32% en las cuales destacan principalmente el almendro, algarrobos (Ceratonia siliqua), olivos y, en menor medida, higueras. Algunas posesiones cultivan también cereales.
Las especies animales del entorno no resultan de especial relevancia debido a la elevada presencia humana, ausencia de recursos y dureza del clima. Las zonas a destacar consisten en su litoral rocoso y los islotes de Cala Figuera, como El Toro, el islote de Refeubetx y las islas Malgrats, que fueron reconocidas internacionalmente al declararlas la comisión Europea Zona de Especial Interés para la Avifauna. En el 2008, un buceador reportó y fotografió en esta reserva un ejemplar de foca monje (Monachus monachus) de la cual se calcula que quedan menos de 500 ejemplares en todo el mundo. El Gobierno Balear estudió la posibilidad de reintroducirlas en las islas.
Entre su vegetación se encuentran las especies autóctonas de las islas junto a encinares y pinares. En su fauna se llegan a contar más de un millar de especies, entre los que destacan la pardela cenicienta, el cormorán, el vencejo, la pardela pichoneta y también gran número de reptiles, como la endémica lagartija balear, una especie presente en los distintos islotes del archipiélago. Contiene también una de las pocas colonias de tortuga mediterránea de España (presentes además únicamente en las provincias de Murcia y Almería).
Si bien en los acantilados la vegetación es escasa, merecen especial interés por su condición de endemismos algunas especies como la violeta de penyal y el clavel de cantil (Dianthus alpinus), originario de la cuenca mediterránea, conocido también como clavel silvestre o del Mediterráneo. (llamado así porque crece en los bordes de los precipicios) También existe una rica avifauna, especialmente compuesta de rapaces, tales como los halcones de Eleonor, y las águilas pescadoras, junto a los últimos buitres negros insulares del mundo. Cabe hacer mención, principalmente como parte de la gastronomía, las variedades de caracol Helix aspersa y Helix pomatia.
En cuanto a los hongos, las lluvias del otoño permiten la aparición de sus estructuras reproductivas (setas); destaca el esclata-sang, un tipo de níscalo ibérico. Es muy apreciado por su singular sabor y valor gastronómico, debido a que es la seta más usada en las recetas de gastronomía del archipiélago.
Las distintas especies de plantas silvestres que se encuentran en esta región pueden catalogarse en cuatro grupos de interés:
- Plantas herbáceas: se encuentran con mayor frecuencia ortigas, acederas (Rumex pulcher) e hinojo (Foeniculum vulgare), así como otras plantas silvestres como por ejemplo brezo (Calluna vulgaris). En exclusividad posee cinco especies endémicas de saladina, especies que se desarrollan sobre antiguos salobrales, encontradas en las viejas salinas de Magaluf.[45][46] En la garriga de Santa Ponsa se encuentran algunas variedades de orquídea Orchis collina.

- Plantas arbustivas: la más extendida y común es la mata de la cuenca mediterránea denominada lentisco (Pistacia lentiscus), pero también se encuentran otras especies como el romero, el tomillo, una especie de estepa blanca (Cistus albidus) y esparragueras de varias especies (Asparagus acutifolius, Asparagus albus, Asparagus officinalis). También se puede hallar hiedra (Hedera helix) y otra serie de plantas que están protegidas, como el palmito (Chamaerops humilis), los mirtos y la sabina (Juniperus phoenicea).[47]

- Helechos: cabe hacer mención al polipodio, el cual se reproduce en zonas de umbría y lugares frescos.

- Árboles: el árbol más común que crece en sus bosques es el pino carrasco. Uno de los mayores problemas a los que se enfrenta, consiste en las plagas de oruga procesionaria (Thaumetopoea pityocampa), por las cuales, una brigada especial lleva a cabo actuaciones de exterminio, colocando trampas y aniquilando sus nidos.[48] En la zona norte, aunque en menor medida, se encuentran algunas encinas, álamos (Populus alba), fresnos (Fraxinus angustifolia) y también madroño.

## Historia

### Prehistoria y Edad Antigua

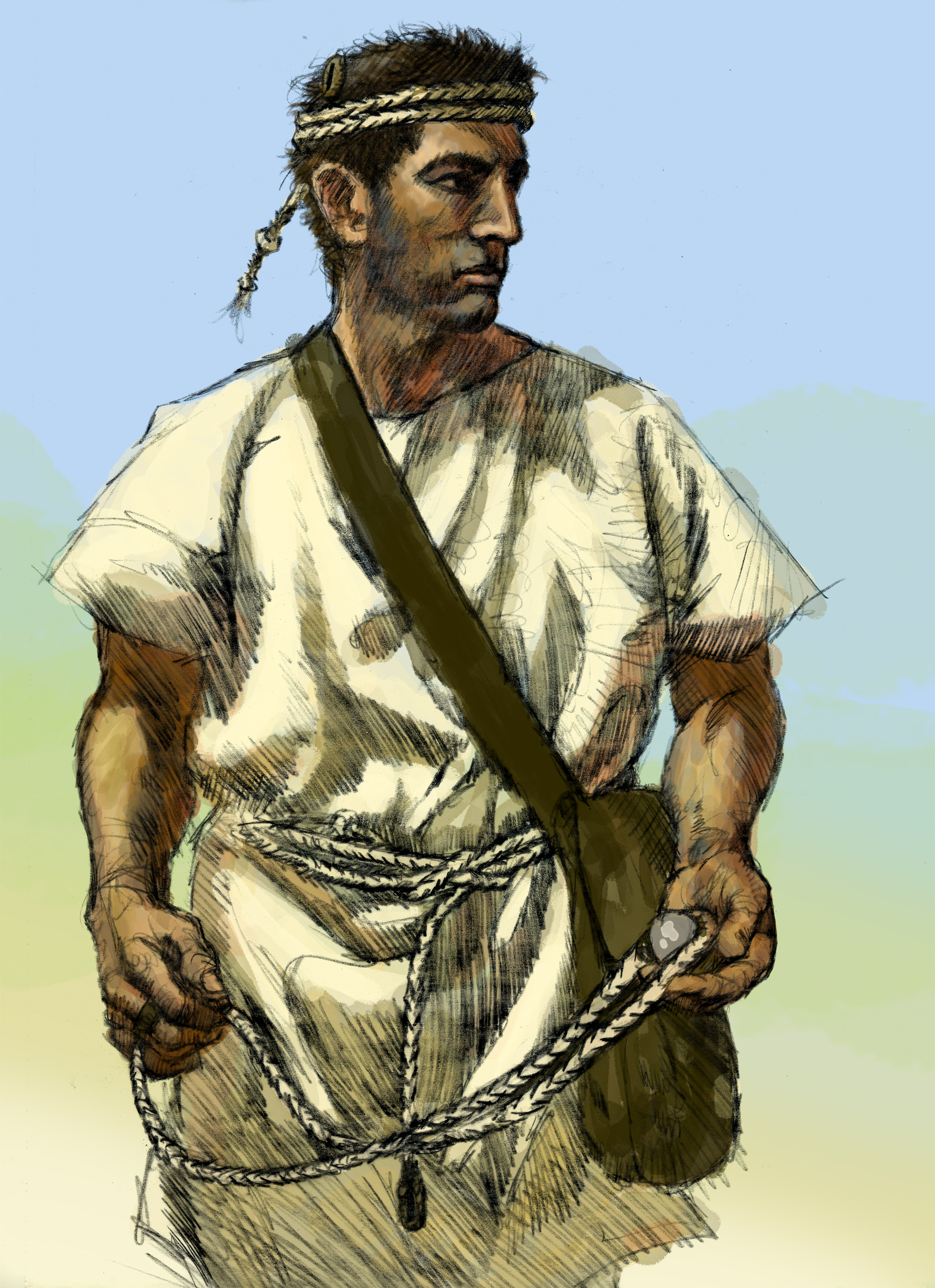
Los honderos baleares fueron uno de los primeros pueblos que habitaron y colonizaron las Islas Baleares

Su historia comienza como pueblo dos mil años antes de la era cristiana, aunque sus primeros pobladores datan de la era neolítica. Posteriormente llegaron navegantes orientales que hacían escala antes de llegar a la península ibérica, a donde se dirigían en busca de metales. Procedían de Italia, de otras islas mediterráneas y de Oriente y construyeron pequeños poblados junto a las costas, convirtiéndose en sus primeros habitantes. Los historiadores coinciden en llamar a dicha época la «Cultura de las Cuevas», debido a la frecuente utilización de estas como habitaciones y recintos funerarios. En la finca municipal Galazón se puede encontrar al fondo del valle, en la zona de Ses Sinyes, una cueva con restos humanos, que demuestra haber sido habitada. Algunos otros vestigios de dicha época se encuentran catalogados en un yacimiento arqueológico llamado parque arqueológico Puig de sa Morisca, en el cual se conservan restos de lo que fue un talayot de nueve metros de diámetro. Está situado sobre una pequeña elevación montañosa en la localidad de Santa Ponsa. Además, cabe destacar una naveta llamada Alemany, el Turó de Ses Abelles, una necrópolis situada en la finca de Son Boronat y el túmulo de Son Ferrer.
De su época romana, que duró desde que la isla fue conquistada por Quinto Cecilio Metelo en el año 123 a. C. hasta el siglo IV, no existen vestigios significativos. Tan solo quedan escasos testimonios arqueológicos, entre los que destacan la siquia y los molinos que conducen el agua a las casas de Galazón y los restos de una villa romana en la zona de Santa Ponsa conocida como Sa Mesquida, que contiene un horno que fue utilizado para la fabricación de cerámica,
En el año 425 fue invadida por los vándalos, pueblo que terminó por asentarse. La ausencia de vestigios no ha permitido averiguar mucho sobre esta época, aparte de la decadencia iniciada con la destrucción de Pollensa. Cuando el general bizantino Flavio Belisario ordenó conquistar el archipiélago en el año 534 finalizó este periodo.
El primer desembarco musulmán del cual se tiene constancia data del año 707, hecho con el que finalizó la dominación bizantina. Durante los dos siguientes siglos no se produjeron acontecimientos relevantes, hasta que en 903, la isla quedó en poder de la dinastía musulmana de los omeyas.

### Edad Media

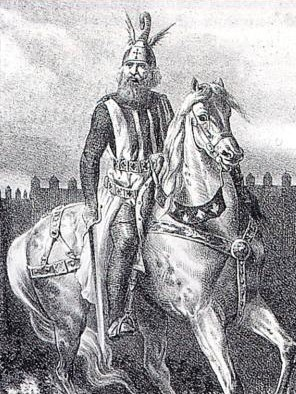
Jaime I de Aragón, el Conquistador

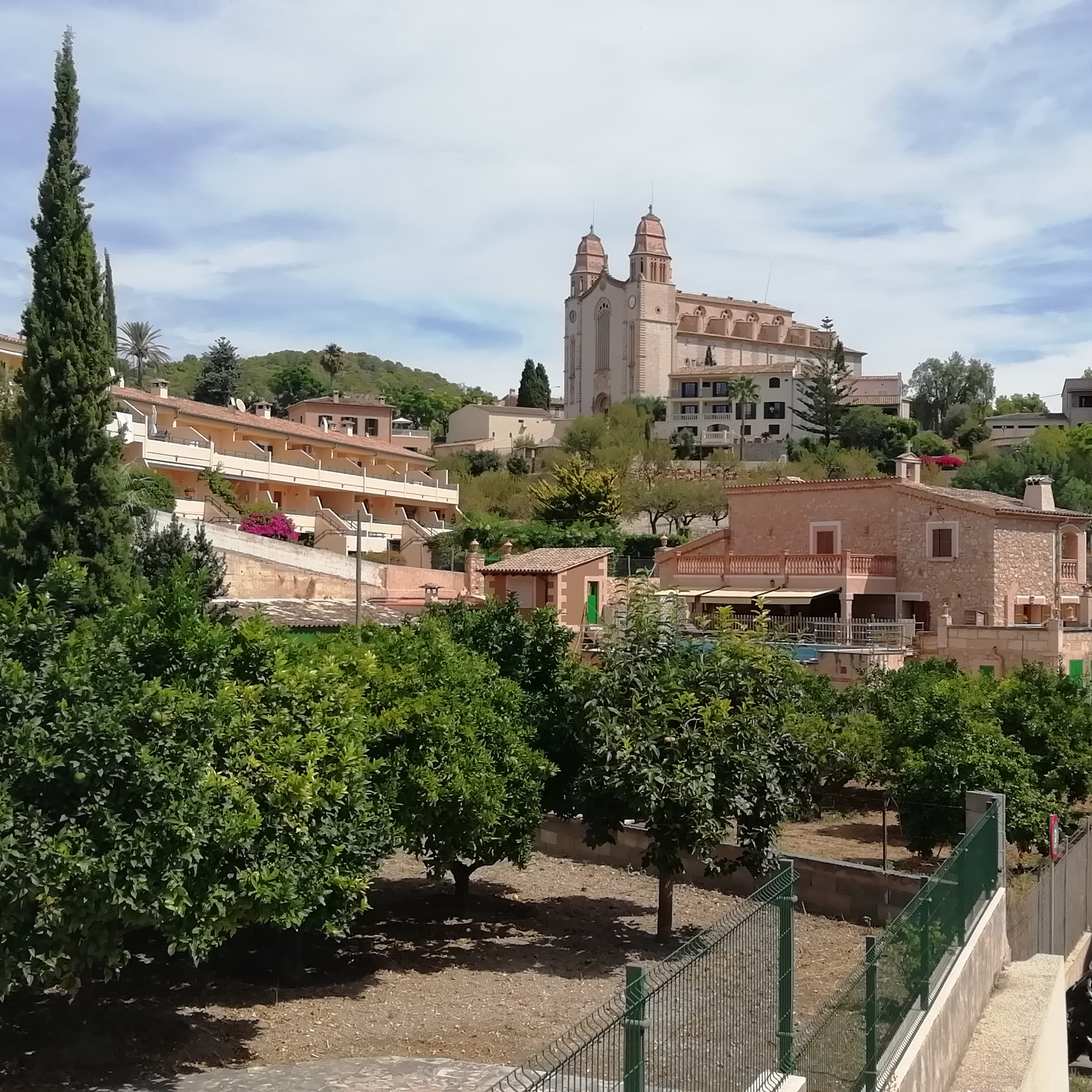
Parte del pueblo y de la iglesia de San Juan Bautista vista desde el Ayuntamiento

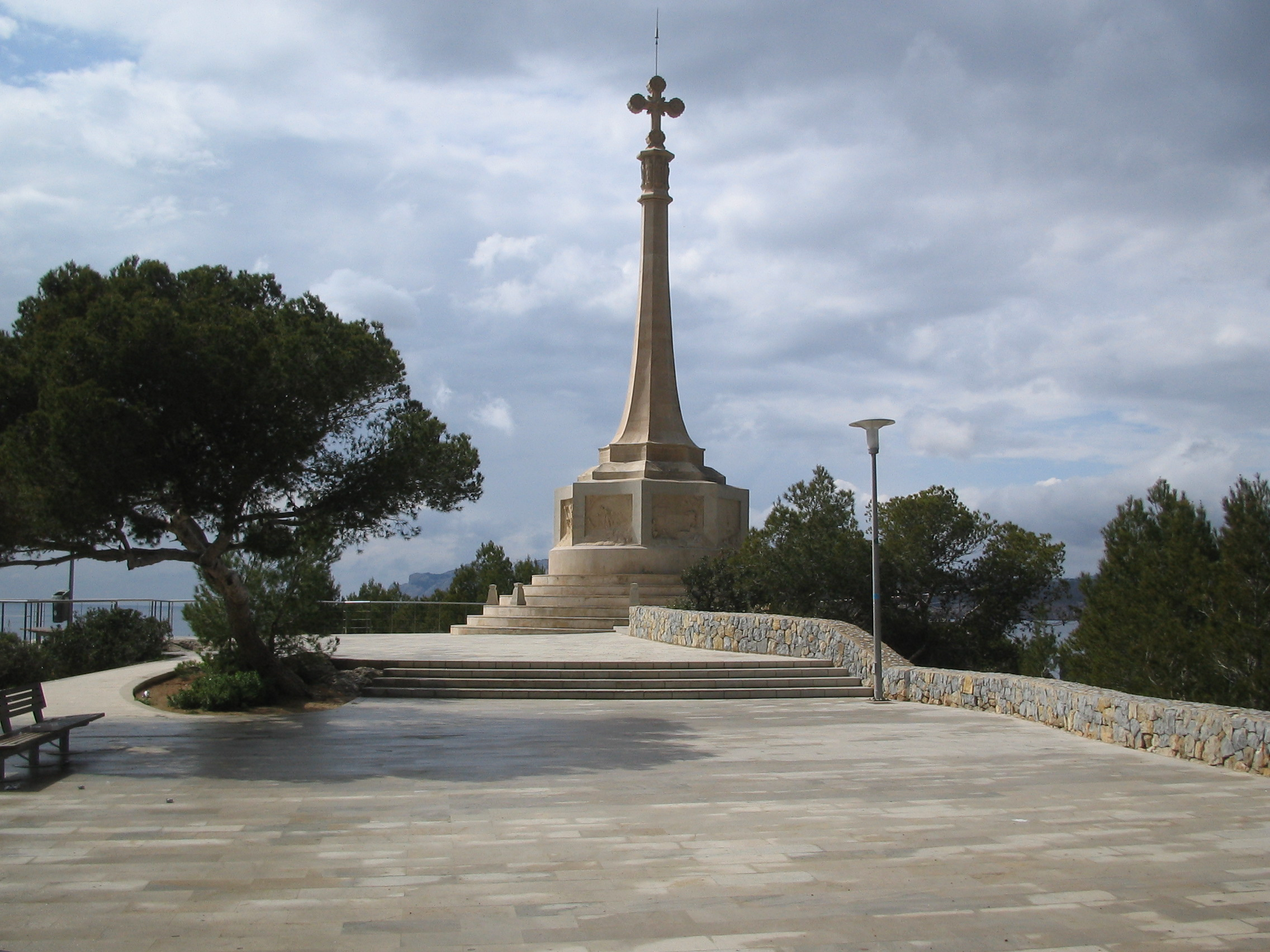
Cruz conmemorativa en Santa Ponsa, en el lugar donde se produjo el desembarco de las tropas de Jaime I de Aragón. El monumento forma parte del entramado del paseo Calviá

En 903, Mallorca fue conquistada por el general almorávide Issam al-Khawlaní, que contaba con la aprobación del emir de Córdoba Abd Allah y la Llamó Madina Mayurqa. Posteriormente pasó a manos de los almohades, siendo finalmente incorporada a los reinos de Taifas. Los terrenos de Calviá fueron incluidos en la división administrativa de Juz' d' Ahwaz al-Madina.
En 1229 y tras la conquista de Jaime I, el término de Calvía fue colonizado entre otros por familias catalanas que llevaron consigo su idioma y cultura. En el repartimiento, el término de Calviá formó parte de la medietas magnatum, que el rey donó a los cuatro porcioneros. Concretamente fue adjudicado al obispo de Barcelona, Berenguer de Palou, formando parte de la Baronía de los Obispos de Barcelona. El reparto entre los nobles que habían contribuido a la campaña del rey originó no pocas tensiones hasta que se adoptó la fórmula del Pariatge, acuerdo que consolidó los derechos feudales de los obispos de Barcelona que prevalecerían hasta 1834.
Los conquistadores procedían de diversos lugares y en diferentes proporciones. Así, y según el Llibre del Repartiment, las tierras conquistadas fueron repartidas entre gente proveniente de lo que ahora sería Cataluña pero que en aquel tiempo pertenecía a la corona de Aragón, de Occitania (24,26 %), Italia (16,19 %), Aragón (7,35 %), Navarra (5,88 %), Francia (4,42 %), Castilla (1,47 %) y Flandes (0,73 %) Debido al exterminio o expulsión de la mayor parte de la población autóctona, no había suficiente mano de obra para el cultivo del campo. En 1230 se dictó la carta de franquezas, privilegios que atrajeron a más repobladores para cultivar el campo. La nueva población de Mallorca provenía esencialmente de Cataluña, más específicamente del nordeste y dentro de este, del Ampurdán.
Desde 1248 contaba con su propia iglesia parroquial, Sante Ihoannes Caviano, dedicada a San Juan y en 1285, 55 años después y durante el reinado de Jaime II de Aragón, el segundo hijo de Jaime I, se constituyó en villa. Por entonces ya contaba con su propio alcalde nombrado por el rey o por el gobernador, el cual se encargaba de ejecutar las órdenes de éstos, así como también del orden público y de administrar la justicia. Sin embargo, no contaban con poder para administrar la villa, la cual competía a los jurado de prohombre. (figura medieval que contaba con ciertas funciones)

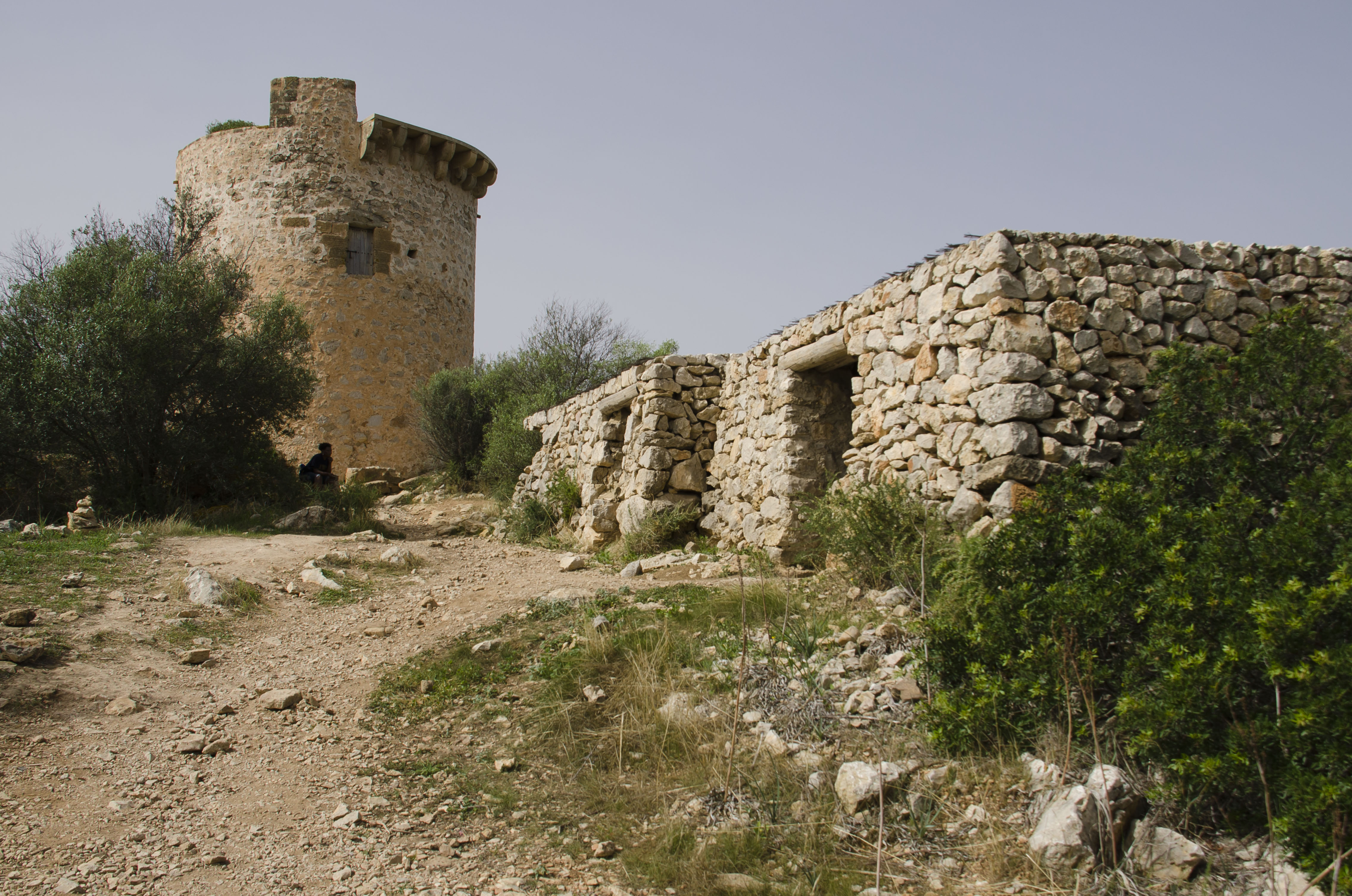
Torre del Cap Andritxol, Peguera

En la época medieval la presencia de piratas en el mar Mediterráneo obligó a construir numerosas torres de defensa.
Para sostener las parroquias y sus clérigos, el rey y los terratenientes que ostentaban la jurisdicción, cedían una cuarta parte de los diezmos que recibían de los agricultores. Dicha cantidad era dividida en otras cuatro partes, de las cuales tres de ellas, quedaban en posesión del rector de la parroquia y la última se le concedía al sacerdote o al vicario.
El sistema sanitario lo atendían en su mayoría médicos judíos, los denominados como chuetas, grupo de ascendientes de una parte de los judíos mallorquines conversos al cristianismo. El hospital más cercano se encontraba en San Telmo, que se había fundado en 1303 por Jaime II. Fundamentalmente se dedicaba a atender y a recoger comerciantes y marineros de las naves que desde Palma se dirigían a Barcelona. También lo usaban como refugio cuando hacía mal tiempo.

### Edad Moderna

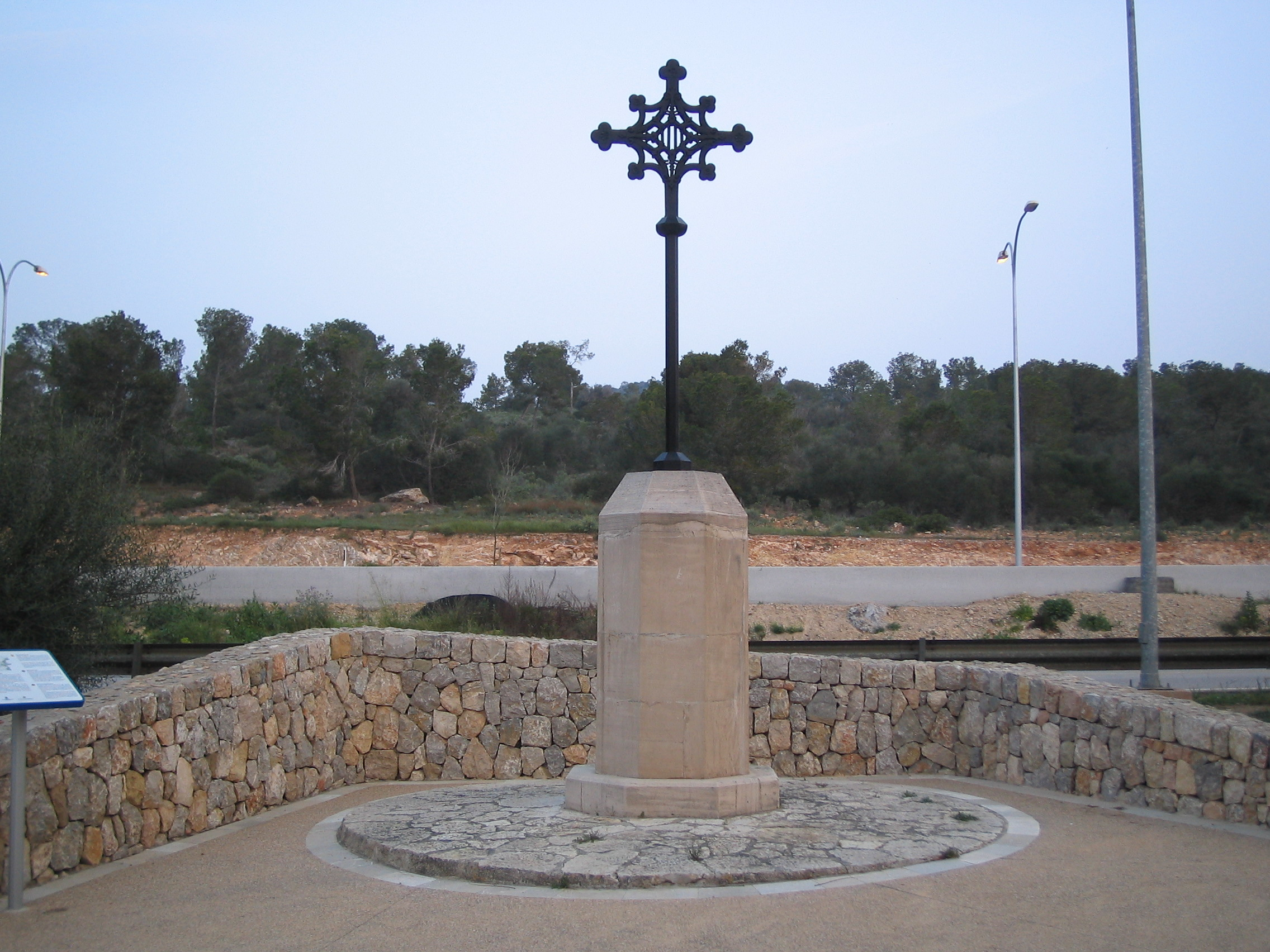
Monumento en el lugar donde fallecieron en combate Guillermo y Ramón Montcada, parte hoy día del entramado del Paseo Calviá, cerca de Palma Nova

Desde el siglo XIII hasta mitad del siglo XX la agricultura constituyó la única dedicación de la población. Al principio, la actividad agrícola se llevó a cabo en los alrededores de la bahía de Santa Ponsa, llegando en esos tiempos a denominar a la zona como término de Santa Ponsa; la expresión término de Calviá, se aplicó mucho después. A pesar de su largo litoral, la población vivía de espaldas al mar, ocupada en extraer provecho de una tierra seca y poco fértil.
En el siglo XVI la villa se libró del azote de la peste que diezmó la población, a pesar de que otros municipios como el vecino Andrach sufrieron la epidemia. En aquellas fechas y debido a su modo de vida, la población sufría epidemias y enfermedades como el paludismo, que solo algunos, como el cura y algún artesano, se libraba por no trabajar en Ses Rotes, donde transformaban el cereal. El jornal de un obrero consistía en cuatro o seis sous (una docena de huevos costaba un sou y medio). Durante estos siglos existían esclavos árabes, excepto en las zonas marítimas, con el fin de evitar fugas o complicidad con los piratas.
En 1748 la situación de miseria del municipio llegó a ser tan trágica que un cronista de la época la describió así:

El trigo llegó a ir tan caro que se pagaban 25 Sous por barchilla, (unidad para medir cereales, 13,750 litros aprox) y afortunado el que podía encontrarlo. Y llegó hasta tal punto el hambre que no se daba a cada casa más que dos doblers de pan, aunque la familia fuera numerosa, y se dio permiso para comer carne en cuaresma, y muchas personas que no tenían dinero para comprar carne comían hierbas, y me dijeron que algunas personas habían pasado más de quince días comiendo solamente hierbas hervidas, y la gente pobre o trabajadora estaba tan delgada que no podía trabajar a causa del poco alimento.
Pere Xamena Fiol

El latifundismo organizó la vida económica y social de la villa desde el siglo XIV hasta el siglo XX y el territorio era en su gran mayoría propiedad de unos pocos señores. En 1863, el 66,3% de las tierras estaba repartido, siguiendo una tradición secular, entre cuatro propietarios. El marqués de la Romana contaba con 2516 hectáreas, con las que cubría Bendinat y Peguera, pero además poseía otras 990 en el municipio de Andrach. El marqués de Bellpuig poseía 4376 hectáreas en Santa Ponsa, el mayor latifundio de Mallorca hasta entrado el siglo XIX. Por otra parte, existía un pequeño grupo de campesinos conocidos como els roters, a quienes los señores les habían cedido porciones de tierra cercanas al mar, agricultores que cultivaban cereales y que vivían en condiciones miserables.
En el siglo XVIII, una pertinaz sequía y una mala cosecha de cereal en las tierras del municipio provocaron un largo periodo de hambruna. El 28 de noviembre de 1715, Felipe V suprimió los fueros y privilegios de Baleares mediante el decreto de Nueva Planta que extendió la organización administrativa del Reino de Castilla, la prohibición del catalán y la obligatoriedad del uso del castellano en las islas.
En 1838 se inauguró la línea marítima de barcos de vapor Barcelona-Palma, hecho que facilitó la llegada de viajeros desde la península y desde el extranjero, los cuales se acercaban a disfrutar en las calas y playas del municipio. En esta época llegaban viajeros motivados por deseos de aventura, interés por explorar un mundo y una sociedad diferente de la que conocían, o incluso por razones terapéuticas, como fue por ejemplo el caso de Frédéric Chopin. Días en que la publicación y difusión de obras referidas a la isla contribuyeron a convertirla en lugar de destino preferente para muchos viajeros, ilustrados, artistas y geógrafos.
El caciquismo derivado del latifundismo le afectó profundamente a lo largo de la segunda mitad del siglo XIX y principios del siglo XX, que por entonces se componía de jornaleros del campo y pequeños propietarios. La restauración hizo que las clases dirigentes agrarias recuperasen el poder, con el apoyo político y representación por los dos partidos moderados mayoritarios: conservadores y liberales. Para mantenerse en el poder, ambos se sirvieron del caciquismo. A finales del siglo XIX, el hambre y la pobreza impulsó la emigración hacia América, concretamente a Cuba y a la Argentina, así como a Francia y Argelia.

### Edad Contemporánea

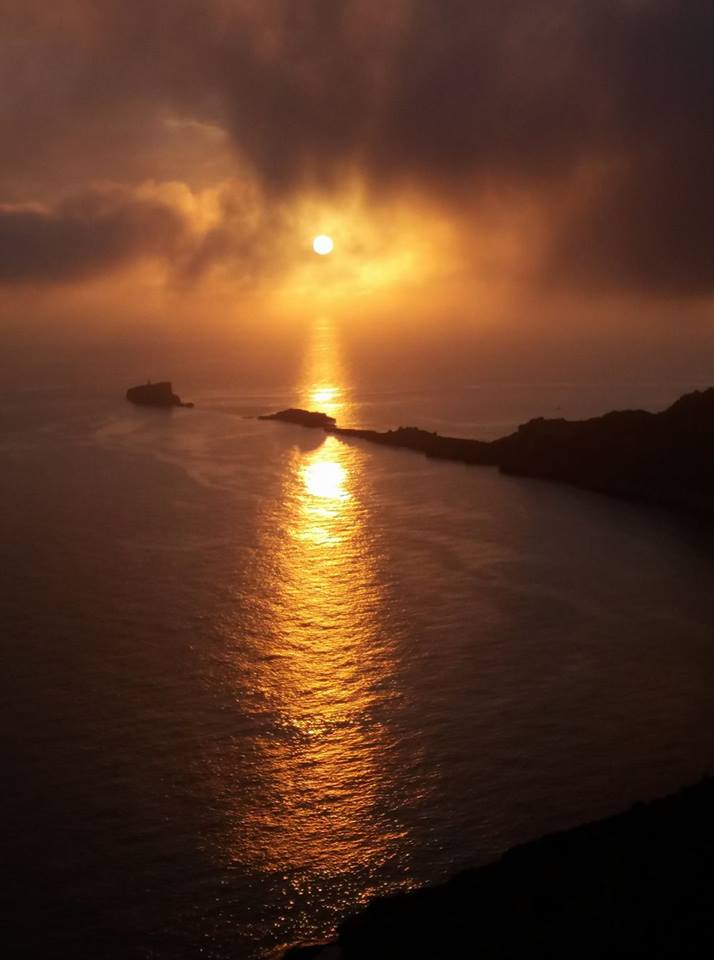
Atardecer desde el Cabo de Cala Figuera

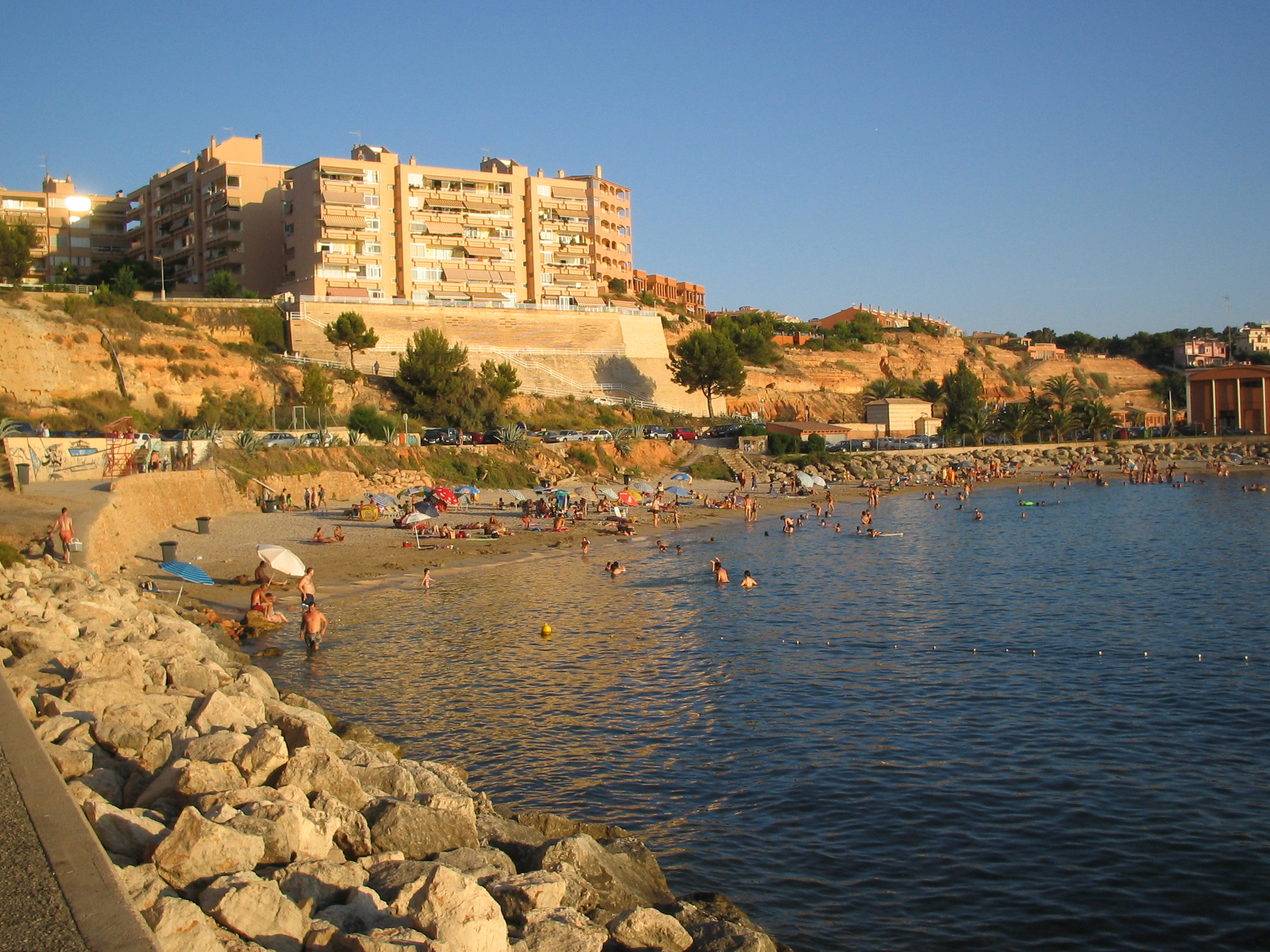
La cala de la playa de El Toro. La pequeña playa fue construida artificialmente, mientras que la playa natural se encontraba donde se encuentran las rocas de contención. Este cambio se realizó debido a que durante los fuertes temporales de invierno, el mar destrozaba la carretera que conduce hasta un pequeño complejo de servicios de restauración

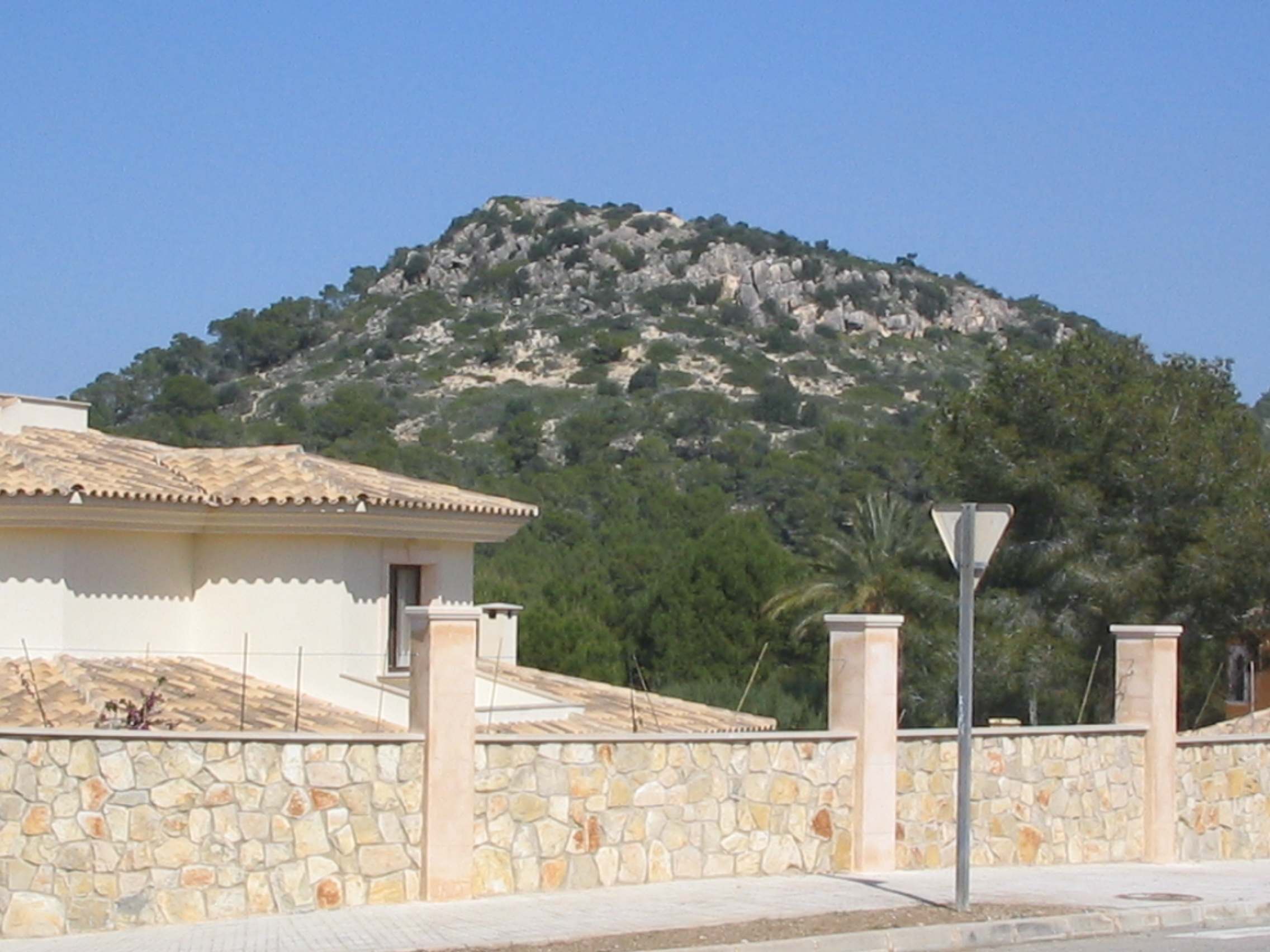
Vista del montículo en donde se asienta el parque arqueológico Puig de sa Morisca en Nova Santa Ponsa. El chalet usa fachada con una técnica de marjada similar a la típica mallorquina, muy frecuente entre las casas de la zona

Debido a la actitud caciquil que imperaba desde antaño, Calviá fue una de las primeras zonas en desarrollar una actitud crítica e inconformista, a pesar de no poseer apenas industria, pues tan solo existían dos empresas productoras de cemento y de yeso. A principios del siglo XX, sobre una estructura económica basada en la agricultura autárquica latifundista, se crearon las primeras asociaciones obreras socialistas. Los trabajadores de la tierra eran jornaleros que apenas alcanzaban a subsistir y la débil industria se dedicaba a trasladar a Palma los productos de la tierra. Estructura social que se mantuvo hasta principios de la década de los sesenta.
Las primeras urbanizaciones del municipio comenzaron a gestarse en 1920, cuando al fallecer los propietarios de las tierras, sus allegados vendieron las propiedades o los mismos propietarios las vendieron por desconocimiento de su auténtico valor. Al llegar a 1960, los cambios de propiedad fueron tan fundamentales que facilitaron el desarrollo inmediato. Comenzó una rápida urbanización de las tres cuartas partes de la costa, llegando a cementar sus mejores zonas. Algunos de los últimos terratenientes, como Miguel Nigorra Oliver, el presidente del Banco de Crédito Balear, llegó a controlar a través de sus filiales inmobiliarias casi el total del desarrollo de Santa Ponsa. 
El movimiento sindical y el socialismo tuvieron un papel importante en su política hasta la Segunda República. En 1923 se fundó la Federació Obrera Calvianera, miembro de UGT y posteriormente la Unió Agrària de Calvià, además de La Fraternal. El 30 de septiembre de este mismo año, se inauguró con un presupuesto de medio millón de pesetas la Casa del Pueblo. Años después, en 1962, contaba con cuatro carnicerías, tres panaderías, una lechería, diez colmados, tres cafés, dos mercerías, cinco carpinterías, dos herreros, un taller de bicicletas y una línea de autobús. Su escasa industria consistía en cinco maestros de albañilería, varios transportistas, dos fábricas de cemento y yeso, un tratante de frutos secos, una máquina de descascarillar almendra, un molino harinero, una trituradora de algarroba, un tratante de leña y una almazara. En 1964, Calviá se encontraba, junto a las localidades de Pollensa y Sóller, entre los principales municipios receptores de turismo de la isla, habiendo cuatriplicado el número de habitaciones y quintuplicado el de plazas diez años después. En 1986, poseía más de diez mil chalés a lo largo del municipio.
El 30 de julio de 2009, alrededor de las dos de la tarde, la localidad de Palmanova sufrió un atentado por parte de la banda terrorista ETA, colocando explosivos lapa en dos vehículos de la guardia civil, de los cuales solo uno llegó a explosionar, provocando víctimas y ocasionando la muerte de dos guardias civiles, Diego Salvà Lezaun, de 27 años, y Carlos Sáenz de Tejada García, de 28 años, junto a la casa cuartel.

## Demografía
Calviá cuenta con una población de 53 491 habitantes (INE 2024).
| Gráfica de evolución demográfica de Calviá entre 1842 y 2021                                                        |
| |
| Población de derecho según los censos de población del INE Población de hecho según los censos de población del INE |

| Nacionalidad | Hombres | Mujeres | Total  | %      | Proporción |
| ------------ | ------- | ------- | ------ | ------ | ---------- |
| Española     | 18 030  | 17 478  | 35 508 | 67.6 % |            |
| Extranjera   | 8145    | 8805    | 16 950 | 32.3 % |            |

La explosión demográfica de Calviá está considerada en Mallorca como sin precedentes, habiendo crecido en 50 000 habitantes en 50 años. La población de raíz mallorquina es escasa, en su mayoría la forman españoles de origen peninsular que proceden principalmente de Andalucía, los cuales llegaron a la isla en las primeras remesas importantes de trabajadores de los años 1960, junto a sus descendientes, además de inmigrantes extranjeros.
Contaba en 2008 con un censo de 50 777 habitantes, de los cuales 25 548 eran varones y 25 229 eran mujeres (50,31 % frente al 49,69 % de hombres). Se trata del segundo municipio, en número de habitantes, de todo el archipiélago balear, solo por detrás de la capital, Palma.
Evolución de la población
Después de la Reconquista, su población, al igual que la del resto de la isla, se constituía básicamente de familias catalanas, occitanas e italianas que habían inmigrado animadas por los conquistadores.
Después de la Guerra Civil, la villa quedó completamente empobrecida. El hambre, el contrabando y la falta de empleo obligaron a los lugareños a retomar actividades agrarias que habían sido abandonadas por su escasa productividad. Para revitalizar la economía, la Administración llevó a cabo una política de obras públicas construyendo el puerto de Palma, junto a una campaña que promovía lunas de miel en Mallorca, con el objetivo de atraer turismo nacional que potenciase la riqueza de la isla. A partir de 1970, se produjo un aumento espectacular de la población como consecuencia del desarrollo turístico. La llegada continua de foráneos, tanto de regiones españolas como de otros países, aumentó la demanda de empleo.

## Administración y política

### Gobierno municipal

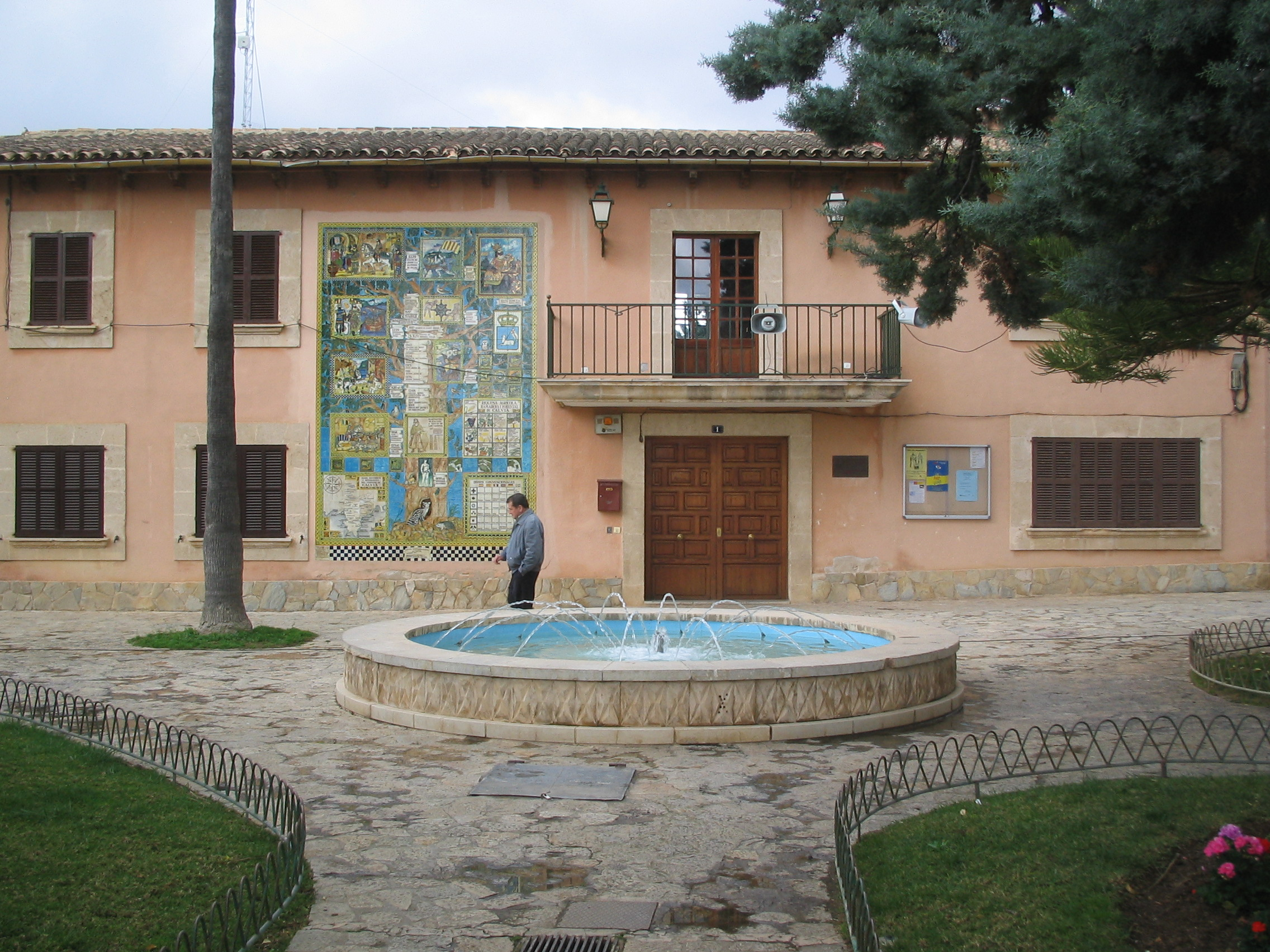
Antigua casa consistorial. Se encuentra situada en una plaza con jardines frente a la iglesia. Las dependencias son ahora usadas por el equipo de Radio Calviá, tanto para emitir como para impartir cursos de locutor. La fachada de la entrada contiene un enorme mural embaldosado que muestra la historia del pueblo mediante escenas dibujadas cronológicamente

La administración política del municipio se realiza a través de un ayuntamiento de gestión democrática, cuyos componentes se eligen cada cuatro años por sufragio universal. El censo electoral está compuesto por todos los residentes empadronados en Calviá, mayores de 18 años y con nacionalidad de cualquiera de los países miembros de la Unión Europea. Según lo dispuesto en la Ley del Régimen Electoral General, que establece el número de concejales elegibles en función de la población del municipio, la corporación municipal está formada por 25 ediles. En las Elecciones Municipales de 2015, el Partido Socialista fue la fuerza más votada, obteniendo 10 concejales, seguida por el Partido Popular con 9, Sí Se Puede Calviá con 2, Ciudadanos con 2 e Izquierda Abierta de Calviá (EOC) con 2. Mediante un acuerdo con SSPC y EOC el PSOE invistió alcalde a su candidato, Alfonso Luis Rodríguez Badal.
| Periodo   | Nombre                      | Partido | Partido                                            |
| --------- | --------------------------- | ------- | -------------------------------------------------- |
| 1979-1983 | Francisco Font Quetglas     |         | Independiente                                      |
| 1983-1991 | Francisco Obrador Moratinos |         | Partit Socialista de les Illes Balears (PSIB-PSOE) |
| 1991-2003 | Margarita Nájera Aranzábal  |         | Partit Socialista de les Illes Balears (PSIB-PSOE) |
| 2003-2011 | Carlos Delgado Truyols      |         | Partido Popular (PP)                               |
| 2011-2015 | Manuel Onieva               |         | Partido Popular (PP)                               |
| 2015-2023 | Alfonso Rodríguez Badal     |         | Partit Socialista de les Illes Balears (PSIB-PSOE) |
| 2023-     | Juan Antonio Amengual Guasp |         | Partido Popular (PP)                               |

| Partido político                                   | 2023  | 2023  | 2023       | 2019    | 2019    | 2019       | 2015  | 2015  | 2015       | 2011  | 2011  | 2011       | 2007  | 2007  | 2007       |
| Partido político                                   | %     | Votos | Concejales | %       | Votos   | Concejales | %     | Votos | Concejales | %     | Votos | Concejales | %     | Votos | Concejales |
| Partit Socialista de les Illes Balears (PSIB-PSOE) | 37,98 | 6592  | 12         | 40,98   | 6717    | 10         | 30,42 | 5736  | 10         | 33,57 | 5610  | 11         | 33,90 | 5939  | 8          |
| Partido Popular (PP)                               | 28,36 | 4923  | 8          | 22,13   | 3628    | 5          | 33,54 | 5589  | 9          | 43,62 | 7289  | 14         | 49,59 | 8686  | 12         |
| Vox                                                | 16,45 | 2856  | 5          | 10,40   | 1705    | 2          | —     | —     | —          | —     | —     | —          | —     | —     | —          |
| Més (PSM-IV-EN-APIB)                               | 4,07  | 707   | 0          | 7,97    | 1307    | 2          | 7,18  | 1196  | 2          | —     | —     | —          | —     | —     | —          |
| Podem-Sí Se Puede (SSP)                            | 3,61  | 628   | 0          | Con Més | Con Més | Con Més    | 10,08 | 1680  | 2          | —     | —     | —          | —     | —     | —          |
| Ciudadanos (CS)                                    | 0,85  | 148   | 0          | 8,90    | 1459    | 2          | 7,42  | 1237  | 2          | —     | —     | —          | —     | —     | —          |
| Unió Mallorquina (UM)                              | —     | —     | —          | —       | —       | —          | —     | —     | —          | —     | —     | —          | 7,99  | 1400  | 1          |

Presupuesto municipal
El pleno del Ayuntamiento, reunido en convocatoria extraordinaria el día 9 de diciembre de 2010, aprobó el presupuesto municipal para el ejercicio 2011.
El equipo de gobierno elevó a sesión plenaria un presupuesto municipal de 99 761 573,81 € un 6,85% menos que en 2010. A esta cifra hay que añadir los presupuestos de las empresas municipales y organismos autónomos, esto es, IMEB, IFOC, Llar de Calvià S.A. y Calvià 2000 S.A. El presupuesto consolidado (obtenido de la suma de los presupuestos anteriores sin contar los importes derivados de operaciones entre ellos) alcanza los 107 122 083,16 euros, lo que supone una disminución respecto a 2010 del 13,22 %.
Pleno municipal
El pleno municipal constituye el órgano de máxima representación política de la ciudadanía en el gobierno municipal. Tiene entre otras competencias la aprobación de las Ordenanzas Municipales, los presupuestos municipales, los planes de ordenación urbanística y el control y fiscalización de los órganos de gobierno. El Pleno es convocado y presidido por el alcalde, y está integrado por los 25 concejales.
Áreas municipales
La gestión ejecutiva municipal está organizada en áreas de gestión al frente de las cuales hay un concejal del equipo de gobierno. Cada área de gobierno tiene varias delegaciones en función de las competencias que se le asignan y que son variables de unos gobiernos municipales a otros. Las áreas actuales de gestión del Ayuntamiento son las siguientes:
- Agricultura. Alcaldía. Aprovisionamiento. Calidad. Calvià 2000. Ciudadanos Extranjeros. Comercio. Comunicación. Cultura. Defensora del Ciudadano. Deportes. Educación y Bibliotecas (IMEB). Gestión de Playas y Litoral. IFOC (formación y empleo). Juventud. Llar de Majors. Mantenimiento. Medio Ambiente. Movilidad y Servicios Urbanos. Patrimonio. Policía Local.

### Administración autonómica
Es al Consejo Insular de Mallorca a quien corresponde el gobierno autónomo de la isla de Mallorca. El Gobierno de las Islas Baleares es el ente ejecutivo autonómico para todo el archipiélago balear, que comprende: Mallorca, Menorca, Ibiza y Formentera. Las principales competencias que gestiona el Gobierno son la educación no universitaria, la sanidad pública y la ordenación del territorio.

### Justicia
El municipio pertenece al partido judicial número 3 de las Islas Baleares, cuyos juzgados de primera instancia e instrucción se encuentran en la ciudad de Palma de Mallorca, en la Vía Alemania, 5. El municipio dispone de un juzgado de paz, ubicado en el Centro de Servicios de Palmanova en calle Diego Salvà Lezaun, n.º 2 que desarrolla las competencias propias de esta figura jurídica.

## Economía

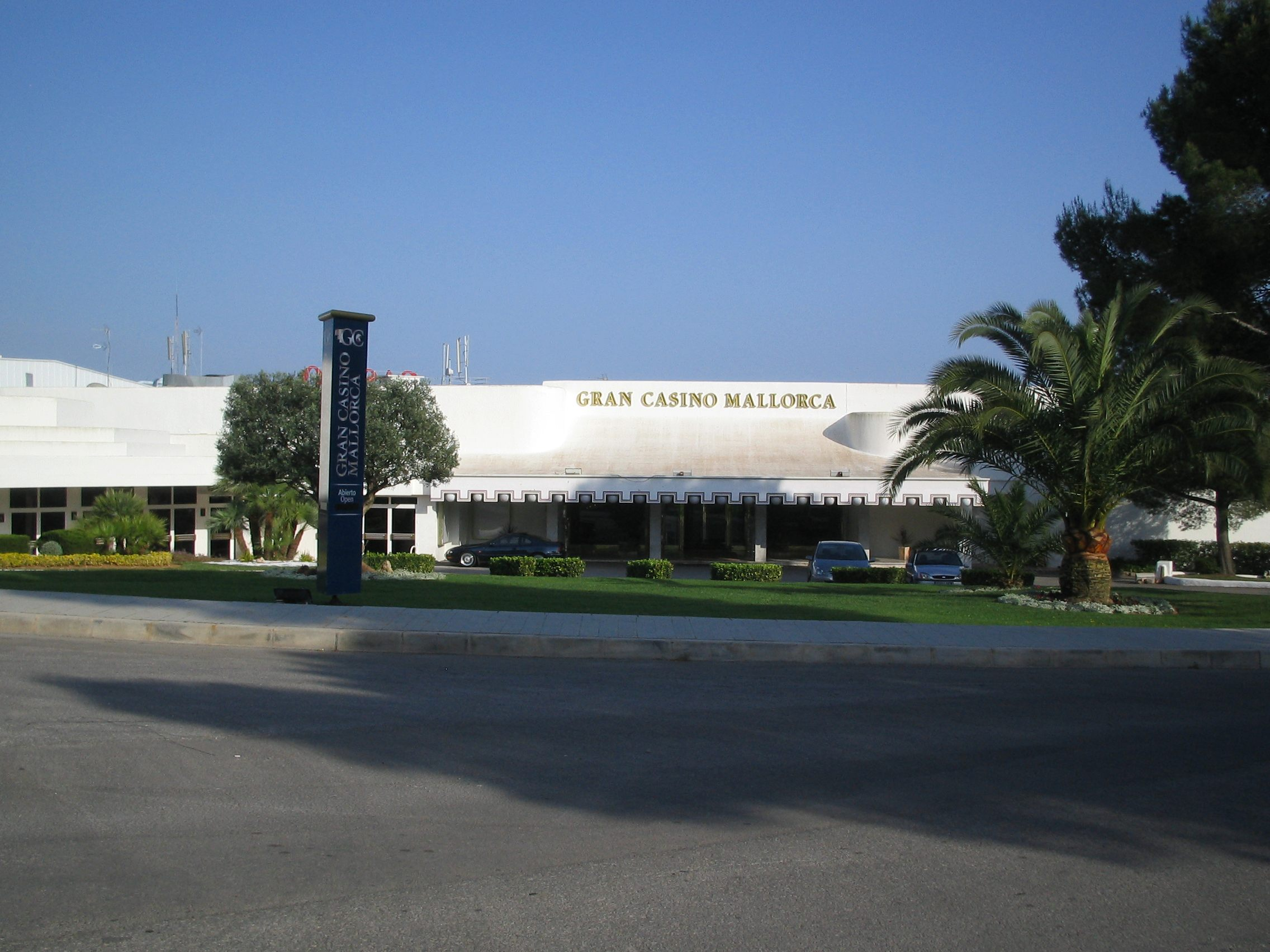
Las instalaciones del antiguo Gran Casino Mallorca, el único casino de la isla, cuando se encontraba en la urbanización Sol de Mallorca, antes de ser trasladado a Palma. Entre otros eventos, los visitantes podían disfrutar de uno de los mejores espectáculos de la isla. También, era la sede del Calviá Chess Festival, evento ajedrecístico que forma parte del campeonato del mundo de ajedrez

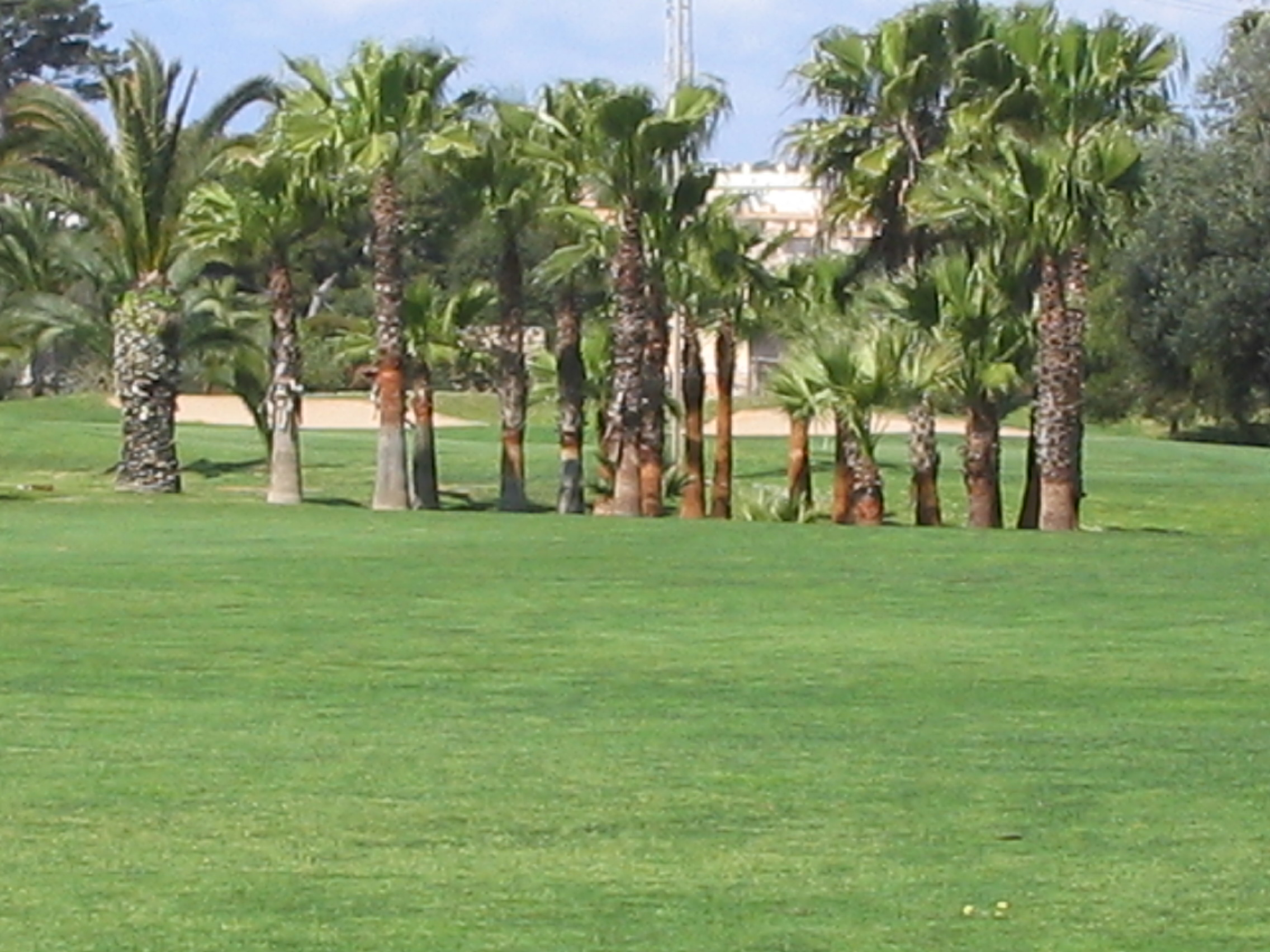
Campo de Golf Poniente, junto a la urbanización Son Ferrer. Se compone de 18 hoyos par 72 y 6430 m2 entre pinos, olivos y flora mediterránea. Contiene también siete lagos y numerosos búnkeres

La actividad económica se basa principalmente en el turismo, cuya oferta comprende el conjunto completo de su territorio. En 1996, el municipio estaba considerado como el más rico de España, así como uno de los más ricos de Europa, debido a los ingresos obtenidos derivados del turismo. La gestión comercial de las zonas costeras de su litoral supone una de sus principales fuentes de riqueza. En segundo lugar se extiende en la promoción del paquete complementario: zonas que contienen instalaciones deportivas o cuya topografía permite actividades orientadas hacia la naturaleza, como es el caso del parque Galazón o de las islas Malgrats, declaradas reserva ecológica y las 88,85 ha de su parte emergida declaradas indefinidamente como área especial de protección de las aves.
En 1998 se desarrolló un plan elaborado para permitir la realización de dichas bases predeterminadas, naciendo así el organismo municipal llamado Agenda 21 Local para Calvià. El plan se configura como una actuación de la administración pública que garantice el futuro económico, social, medioambiental y patrimonial. Está proyectado hacia la sostenibilidad y basado en las inversiones necesarias para ejecutar proyectos de diversa índole. Su financiación procede del ayuntamiento de Calviá, en colaboración con el Gobierno de España y la Comunidad Autónoma de las Baleares. Algunos de los resultados obtenidos incluyen la voladura y demolición de doce edificios de la costa, convirtiendo alguno de los lugares en zona verde, y la creación de mil quinientos miembros del servicio especializado en la formación y el empleo. La inversión inicial del proyecto en 1998 superó los 810.000 euros.
Renta per cápita
Calviá es una de las ciudades de Baleares con mayor renta per cápita debido al sustento económico que brindan sus servicios turísticos. Aunque la ganadería y la agricultura es una fuente de ingresos para las familias, su economía se orienta sobre todo a apoyar el sector terciario, desde la construcción hasta la puesta en marcha de servicios.
Debido a la diferencia cuantitativa entre población residente y la gran cantidad que acude en calidad de turista, no es posible evaluar el presupuesto municipal con relación a la primera, con la cual suele resultar que se simplifica como uno de los municipios aparentemente más ricos de Europa, en función de la inversión pública recibida per cápita.
La renta per cápita media de España fue en 2008 de 24 020 euros según datos del Instituto Nacional de Estadística (INE). A Baleares se le atribuye una renta media de 25 967 euros, cifra superior a la media nacional. Sin embargo El Centro de Investigación Económica (CRE) ha informado mediante el XLI Informe Económico y Social de Balears 2008 de que la renta per cápita balear, ajustada de acuerdo al poder de compra, se sitúa por primera vez en este siglo por debajo de la media nacional.
Empleo
Mediante el Instituto de Formación y Ocupación se llevan a cabo talleres de empleo, formación, inserción profesional y acciones formativas. En los talleres de empleo, durante un año, los alumnos son contratados por el ayuntamiento para realizar trabajos determinados, mientras que el plan de formación se encarga de proporcionar a los desempleados la necesaria cualificación para su inserción laboral.
Según datos del Anuario Económico de España 2009, editado por la Caixa, el paro que ha existido durante los primeros años de la década de 2000 fue prácticamente insignificante, no superando ningún año el dos por ciento. En agosto de 2009, en el contexto de la crisis económica de ámbito global sobrevenida en 2008, el índice de desempleo se mantuvo bajo, aunque repuntó hasta el 3,6 %, lo que en la práctica se traduce en pleno empleo.

### Agricultura, ganadería y pesca

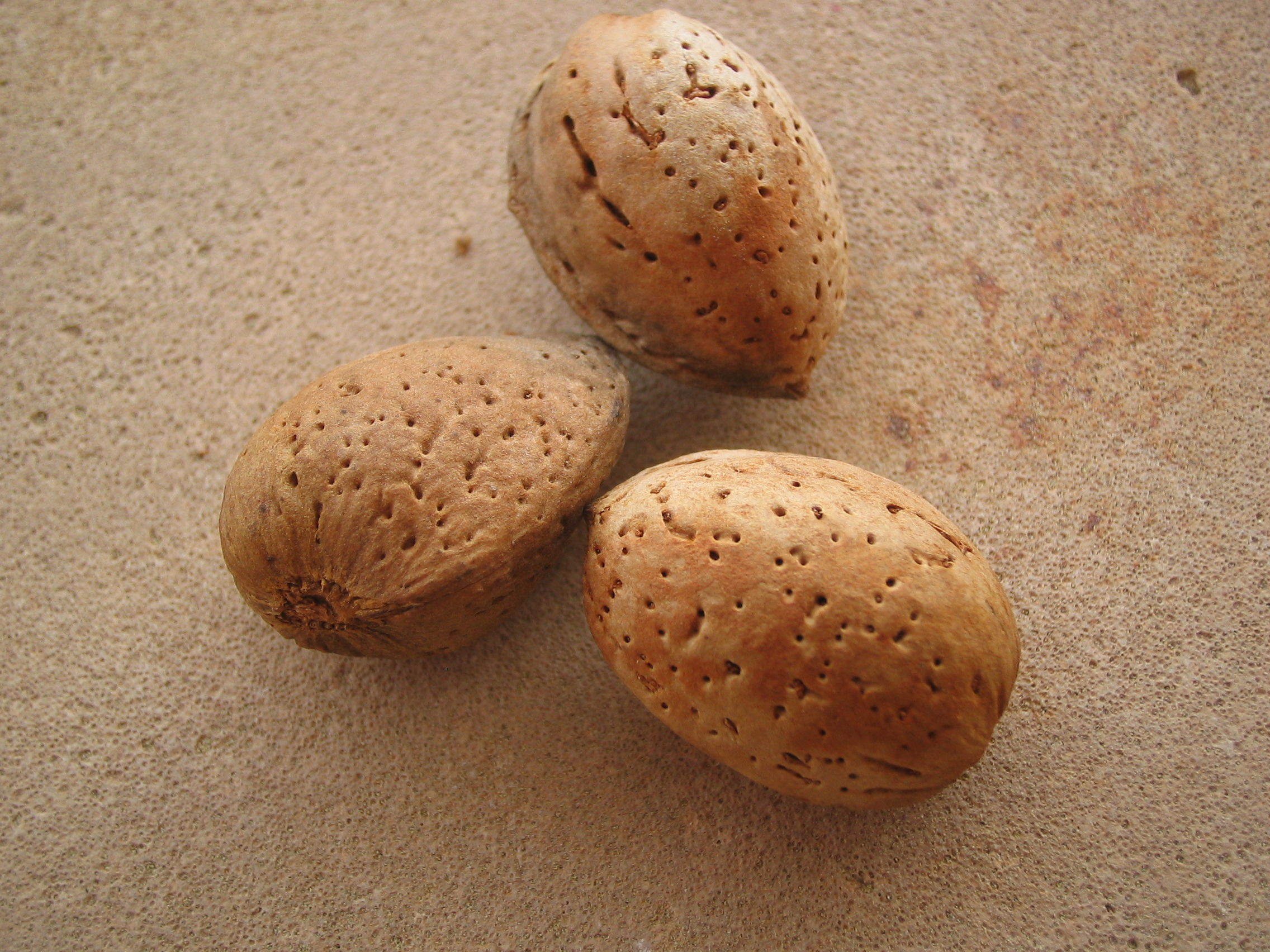
Almendras de Calviá

También y aunque en menor medida, su economía se basa en la agricultura, principalmente olivos, algarrobos (Ceratonia silicua) y almendros. En ganadería, cerdos y ovejas y también una notable variedad de pesca. En su extensión existen numerosas masías que antaño constituían las fuentes de abastecimiento alimenticio de la población.
Las explotaciones agrarias, 175 según el censo de 1999, ocupaban 8917 ha, el 92 % de la propiedad y el ocho por ciento en arrendamiento. 3365 ha están labradas (945 de herbáceos, 1462 de frutales, 99 de olivar y una de viñedo), 198 se dedican a pastos permanentes, 4753 a explotaciones forestales y 601 ha son otras tierras no forestales. La mayoría de ellas, 113 tenían menos de cinco ha y treinta superaban las cincuenta ha. Las unidades ganaderas censadas en 1999 eran 681: 562 de ovino, cuarenta y nueve de aves, treinta y tres de caprino, veinticinco de porcino, diez de equino y dos de bovino.

### Industria y construcción
Su actividad industrial ha estado centrada básicamente en el sector de la construcción, ya que en 2008 había censadas un total de 1380 empresas, sin embargo, en actividades relacionadas con la industria había solo un censo de 226 de ellas, dedicadas a diversos ámbitos industriales.

### Servicios
Comercio
El área municipal de Comercio y Actividades Económicas tiene como principal objetivo el desarrollo de proyectos y tareas para la modernización, promoción y dinamización de las empresas del municipio. Se divide en dos secciones, la de Comercio y Actividades Económicas y la de Gabinete Técnico y de Estudio, cuyo cometido es la gestión de tramitaciones de licencias por solicitud de los interesados. También desarrolla acciones que aumenten y sostengan la actividad empresarial, especialmente del comercio, así como la restauración y el entretenimiento. Además contribuye a la solución de acuerdos sectoriales con las asociaciones empresariales de mayor relevancia para impulsar los negocios.
| Sector comercial                                                                     | Empresas |
| ------------------------------------------------------------------------------------ | -------- |
| Oficinas bancarias: bancos (44), cajas de ahorros (33) y cooperativas de crédito (1) | 78       |
| Empresas comerciales mayoristas                                                      | 101      |
| Empresas comerciales minoristas                                                      | 1980     |
| Supermercados                                                                        | 81       |
| Hipermercados                                                                        | 8        |
| Centros comerciales                                                                  | 1        |
| Bares y restaurantes                                                                 | 853      |

Turismo

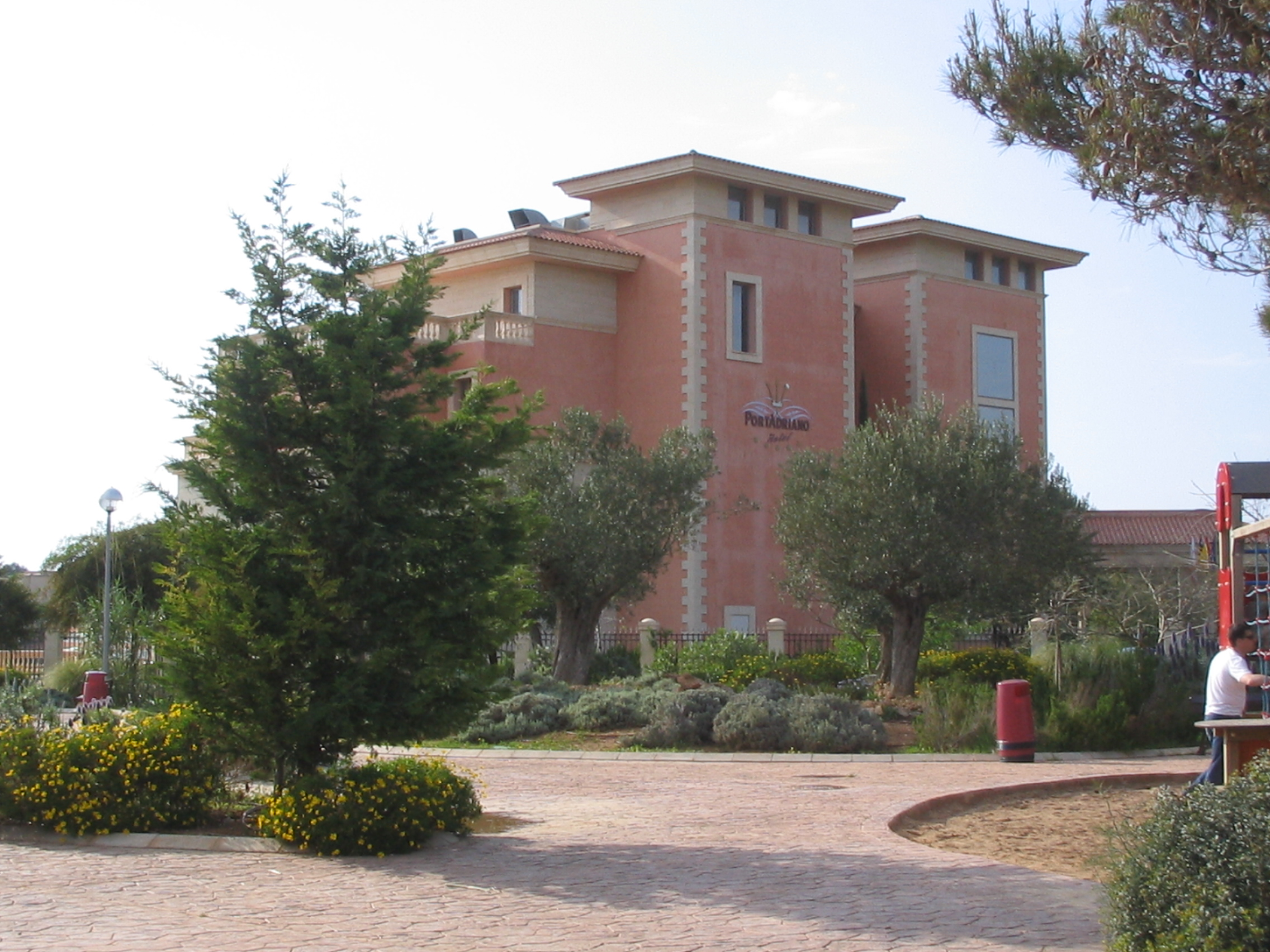
Hotel Adriano, en El Toro

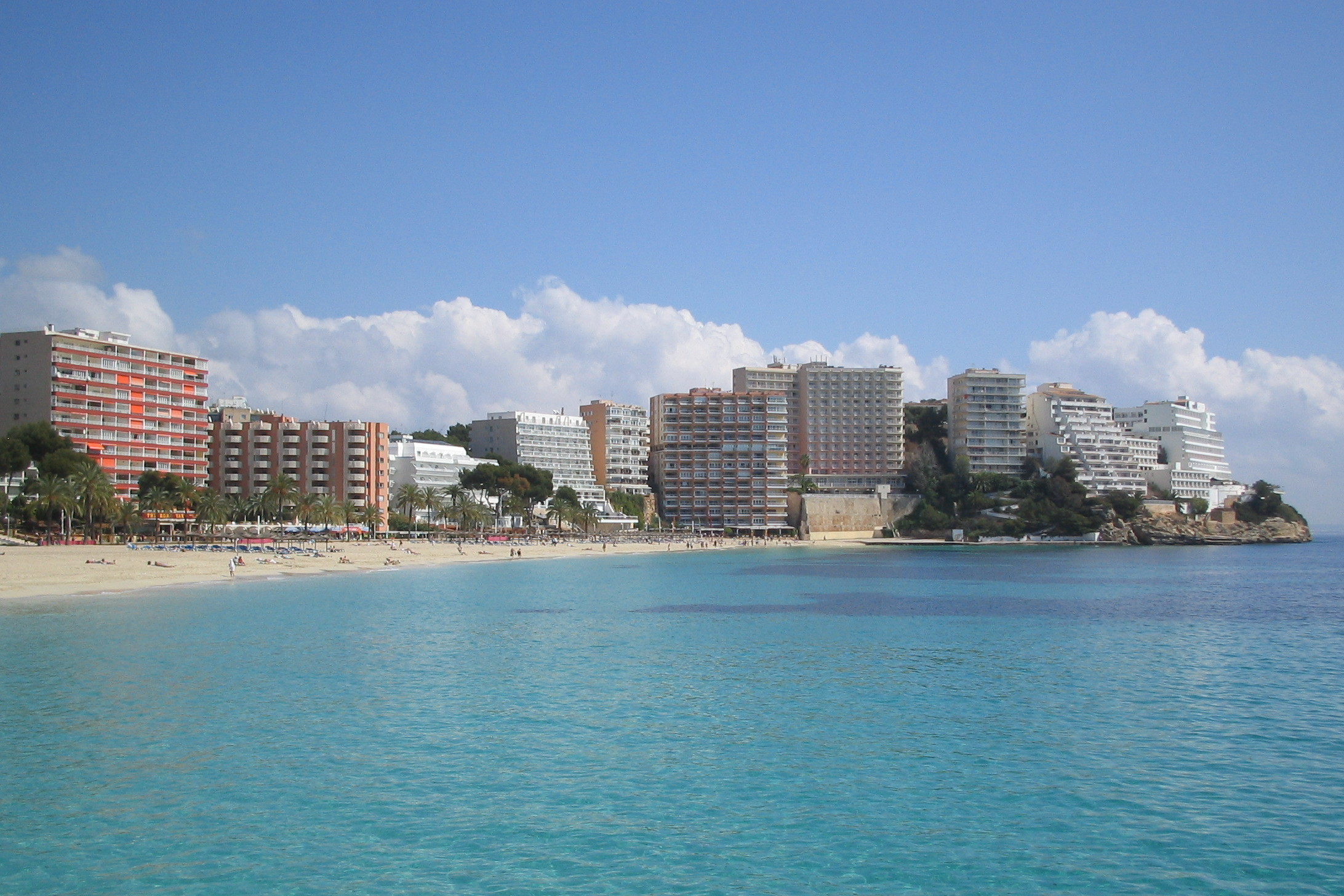
Bahía de Magaluf

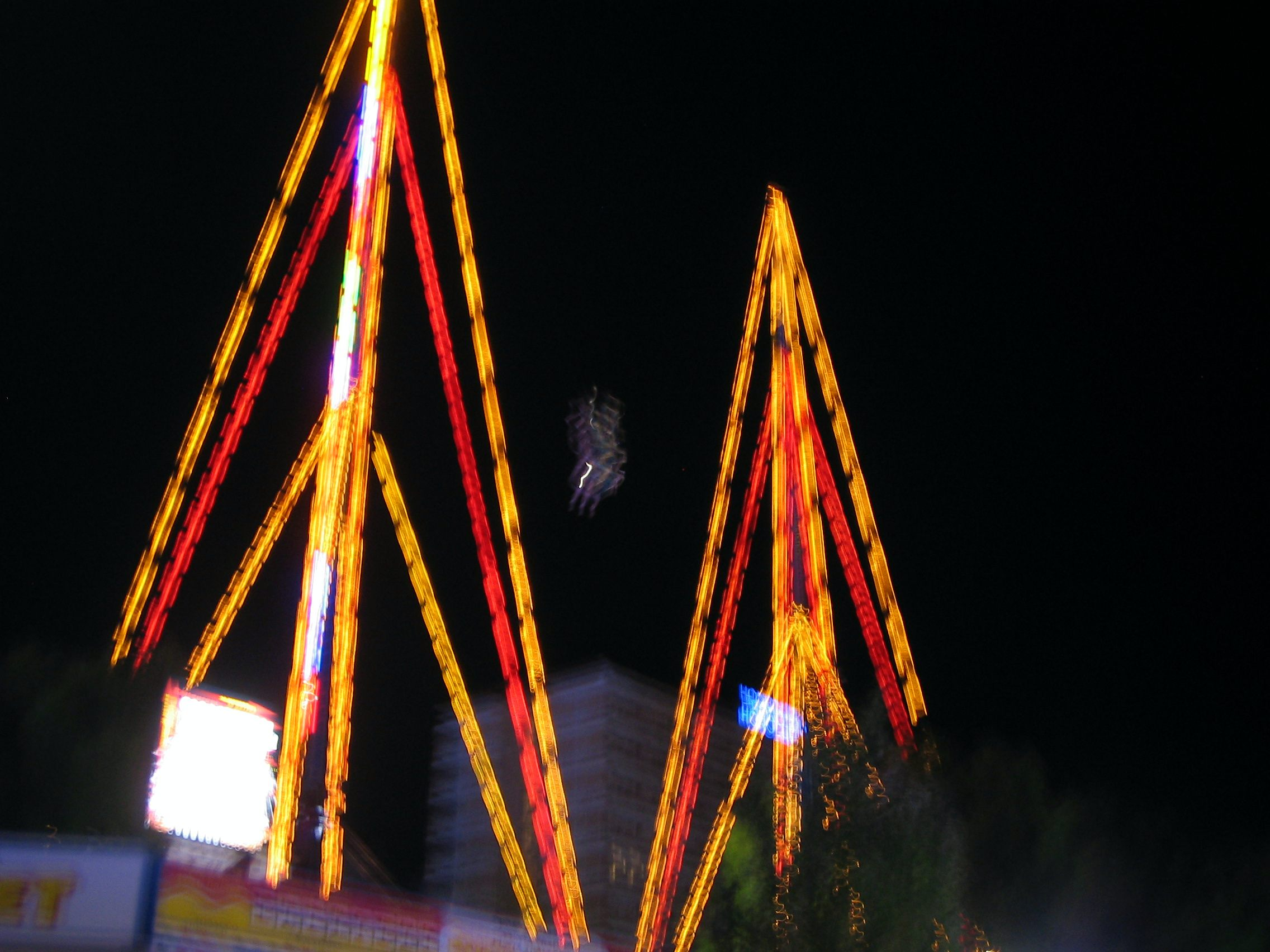
El bungee rocket de la calle Punta Ballena en Magaluf. Atracción de feria que se encuentra situada en un amplio chalet que fue una de las primeras construcciones del complejo turístico. En el 2009, junto al bungee, se ha convertido en discoteca y punto de encuentro muy frecuentado por escandinavos

Desde comienzos de los años 1960, al recibir las primeras grandes remesas de turistas, se apresuró en construir rápidamente toda una infraestructura de servicios para ello (campos de golf, parques acuáticos, hoteles, etcétera), llegando a convertirse en una de las zonas con mayor actividad turística de la isla. En 2009, es internacionalmente conocido por algunas de sus localidades, como son Magaluf, Palma Nova, Santa Ponsa, El Toro, Portals Nous, Illetas y Peguera, debido a los turistas que cada año las frecuentan.
Para alojar al millón y medio de visitantes anuales (1.600 000), se dispone de una oferta que incluía en 2005 más de 120 000 camas: 44 000 en hoteles, 16.000 en apartamentos y 60 000 residencias turísticas. La oferta se completa con 853 tabernas y restaurantes, además de 1.145 comercios. Algunas multinacionales como Fiesta Hotel Group (con sede en Ibiza) o Sol Meliá disponen de una amplia oferta en la zona, principalmente en la localidad de Magaluf. No obstante, a pesar de recibir masificación de turismo durante la temporada alta, sufre de estacionalidad turística en invierno, lo que le supone un problema a resolver desarrollando una nueva propuesta con una mejor oferta y producto.
Obtuvo el segundo puesto entre los municipios con más banderas azules en sus playas de España. La playa de Palmanova concentra la mayoría de servicios, por lo que fue premiada con el galardón de calidad Q, siendo la única de las Baleares que posee dicha distinción. Las unidades que velan por la seguridad de sus usuarios (policía turística, protección civil y socorristas), cuentan con una embarcación de salvamento marítimo. A este equipo, se une la asociación Voluntaris sense fronteres, que bajo los apartados tres y cuatro del artículo 30 de la constitución española, se prestan voluntariamente al cumplimiento de los deberes que dicha constitución les atribuye. Por su asociación con el material que fue usado en la construcción de la catedral de Palma, destaca la caleta de Portals Vells. El resto de playas principales se encuentran en los complejos de Magaluf, Santa Ponsa y Peguera.
A finales de los años 1990 el equipo de gobierno local invirtió en un proyecto que llevó a cabo una serie de espectáculos públicos con contenido multimedia (usando tecnología láser con equipos audiovisuales y máquinas que creaban una pantalla acuática) en sus costas y playas. Se realizaban los fines de semana de verano y contaban con asistencia multitudinaria, entre seis mil y diez mil personas por sesión.
Para proporcionar información sobre los distintos servicios, dispone de seis oficinas distribuidas en los complejos de mayor relevancia; su sede se encuentra en el edificio del ayuntamiento en Calviá.

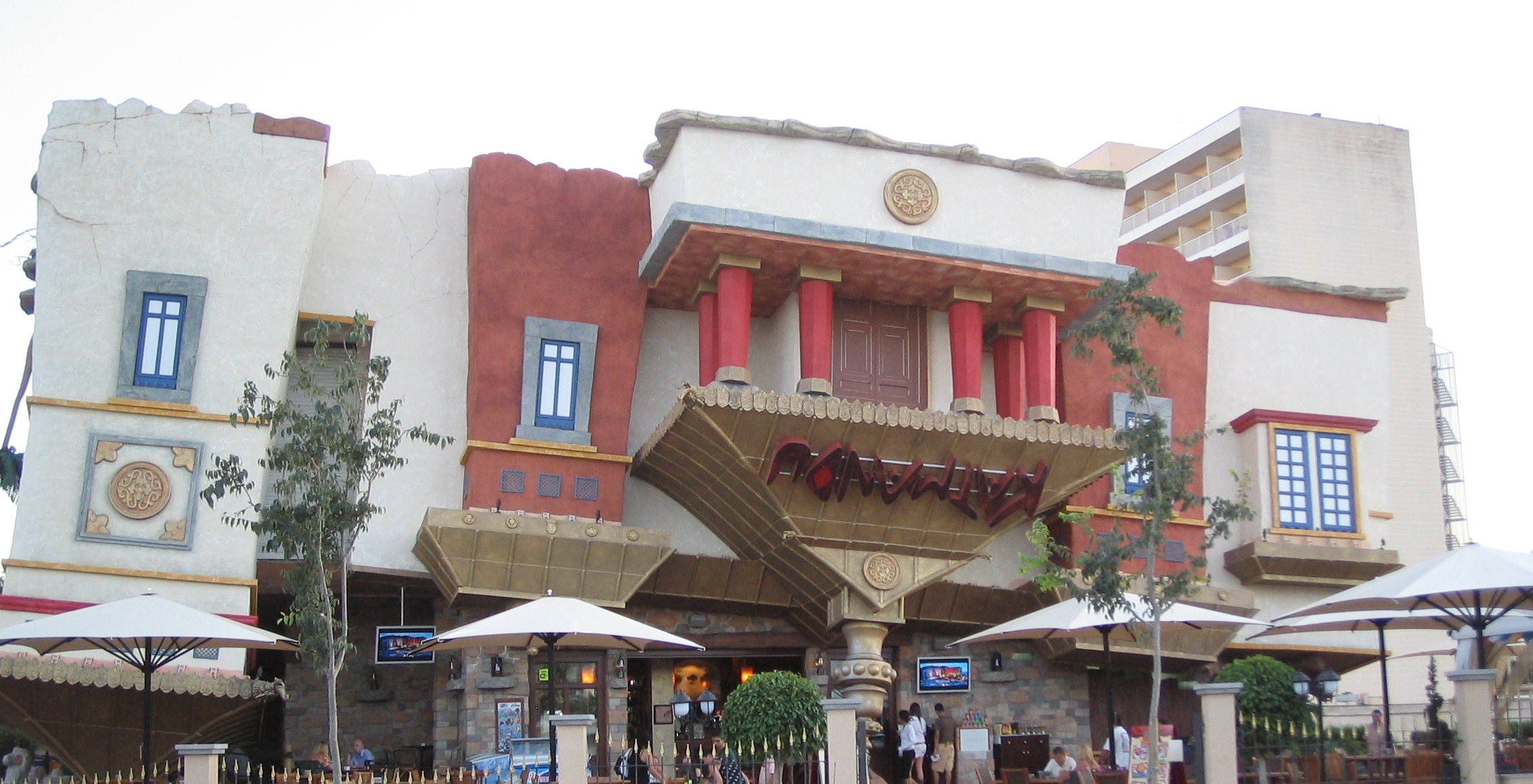
La casa de Katmandú en Magaluf, Mallorca. Entre distintas salas temáticas contiene más de 3000 piezas de colección, además de un cine 4D

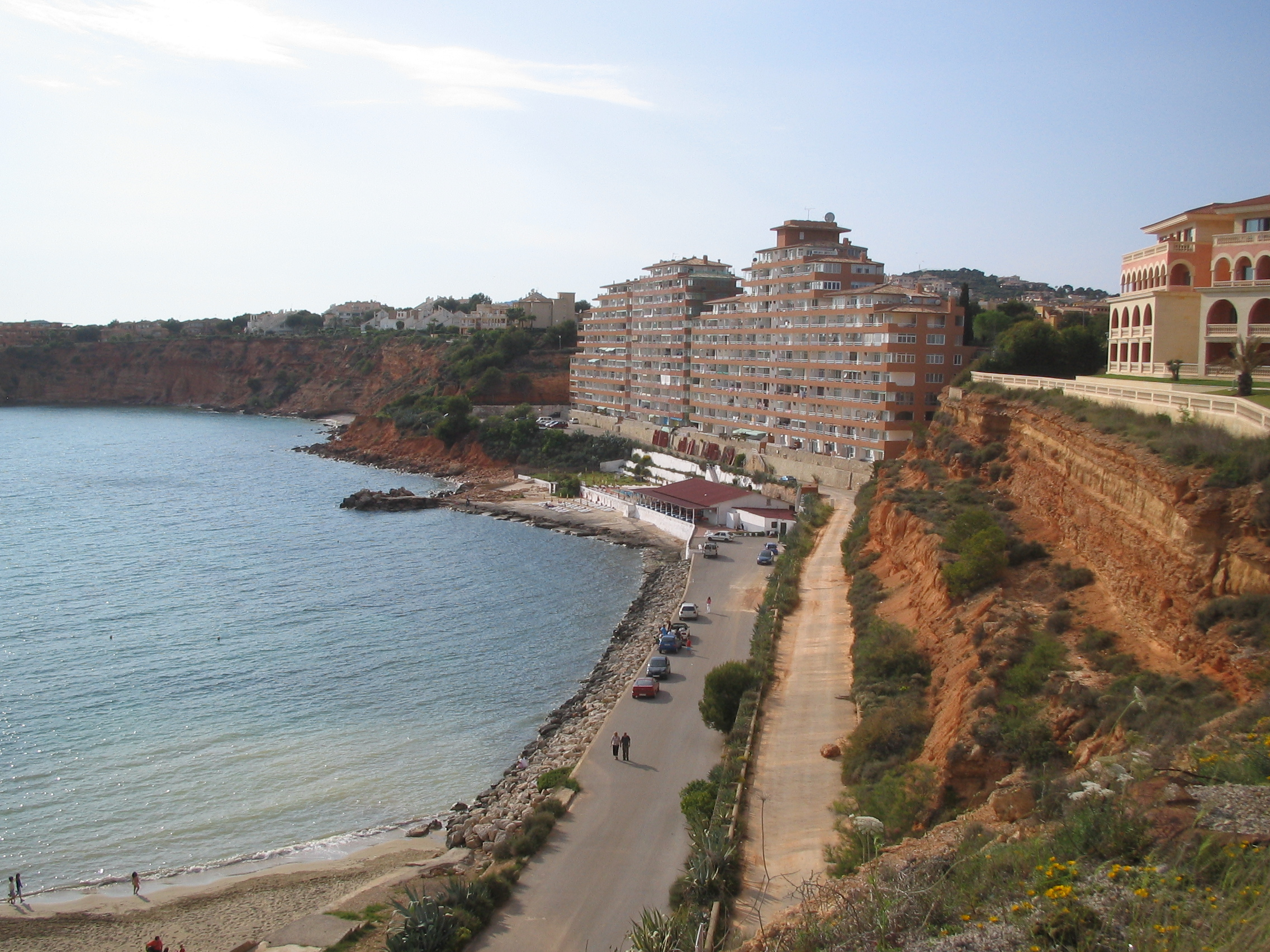
Restaurante El Toro (al fondo con el techo rojo) mostrando parte de la bahía y El barco, sobrenombre con el que se conocen los apartamentos incrustados al borde del acantilado

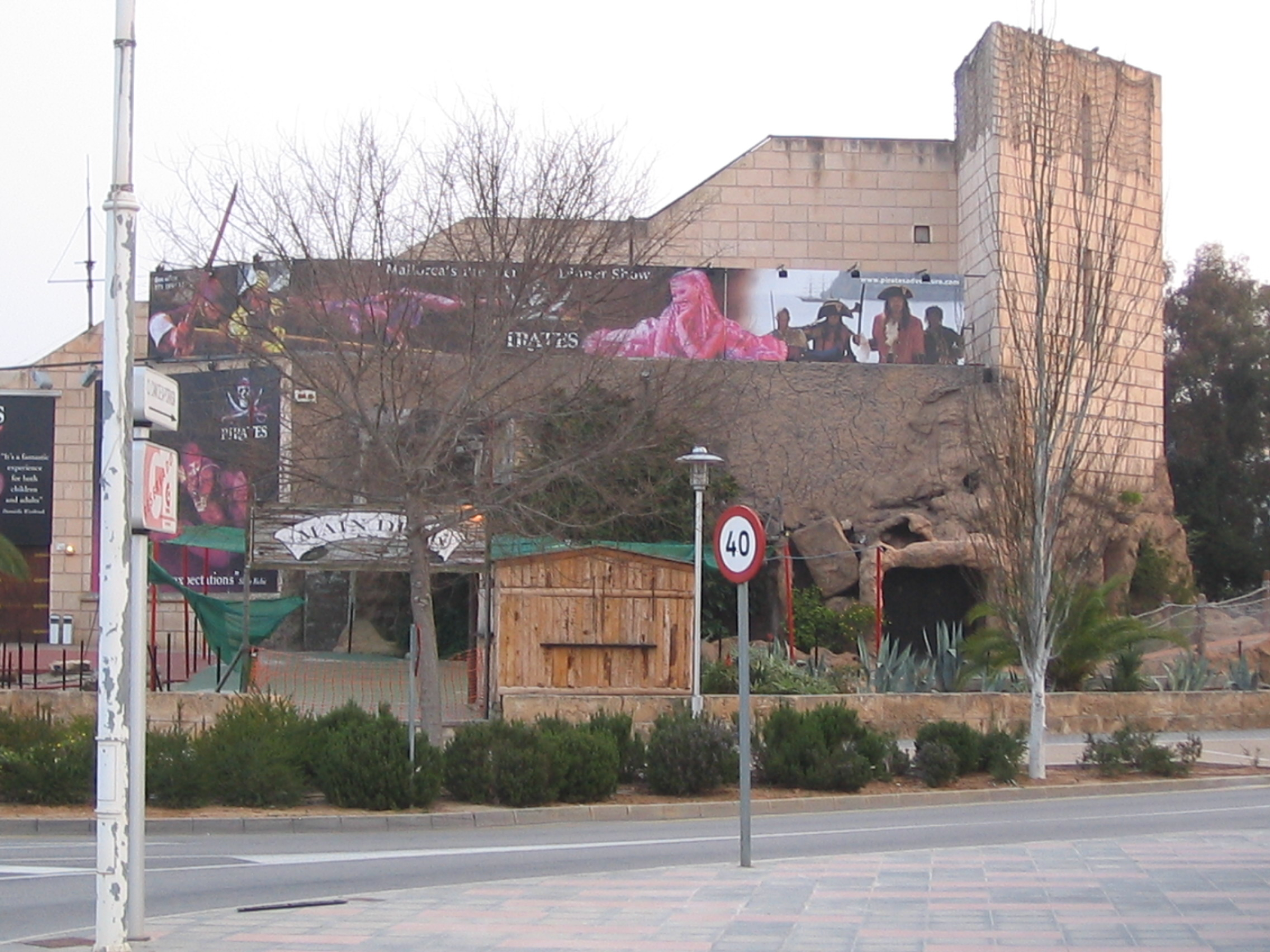
Pirates Adventure en Magaluf

La localidad de Magaluf posee un museo llamado La casa de Katmandú; su peculiaridad consiste en que se ha construido al revés. Contiene una colección de 3000 piezas variadas y un cine con tecnología 4D. Entre otras de las atracciones del complejo, se encuentran la cena espectáculo Pirates Adventure y la macrodiscoteca BCM Planet Dance, una de las más grandes de Europa, donde la Spice Girl Geri Halliwell actuó de gogó antes de formar el grupo musical que la catapultó a la fama y también el hogar del disk jockey internacional DJ Sammy. En La Porraza, a unos 800 metros de Magaluf, se encuentran los parques acuáticos Aqualand y Western Waterpark, junto a las instalaciones de un karting profesional.
Desde algunas de sus localidades, en temporada alta (junio, julio y agosto) pueden hacerse minicruceros de un día de duración, en los cuales se hace un recorrido por distintas calas del término.
En la urbanización Sol de Mallorca, se encuentra el único casino de juego de la isla, donde además de las mesas de juego, el visitante puede disfrutar de una de las mejores cenas espectáculo de Mallorca. También posee un pequeño embarcadero deportivo.
Peguera, especializada en turismo germano, celebra en octubre su propia versión de la Oktoberfest, una fiesta bávara con tradición de alrededor de doscientos años en Múnich, en donde se puede consumir cerveza y productos bávaros.
En 1995, basándose en las indicaciones de la cumbre de Río y del Quinto programa de la U. E., se apostó por una profunda innovación de las políticas de desarrollo turístico y local, elaborando un Plan de Excelencia consistente en la gestión integral del litoral.
En 2001, obtuvo financiación de un proyecto europeo llamado LIFE Ambiente (MED-COAST S-T) dedicado a desarrollar estrategias y herramientas para la sostenibilidad del turismo en zonas costeras del Mediterráneo.
El agroturismo es, comparado con el turismo de masas, casi inexistente, aunque con el tiempo se está desarrollando. Cabe mencionar las fincas Son Malero, construida en 1430, y Mofarés, en cuyas habitaciones se han respetado los elementos tradicionales. Además, dispone también de un antiguo molino de aceite, así como un modesto museo de herramientas. Otra importante posesión es Son Boronat, donde puede apreciarse un sistema de canales árabe y la verdadera torre de defensa de la masía, fechada en el siglo XIV. En la misma línea, cabe hacer mención a la finca es Burotell, en donde se llevan a cabo todo tipo de actividades culturales regionales.

## Servicios

### Transportes y comunicaciones
Regulación del tráfico urbano
El artículo 7 de la Ley sobre Tráfico, Circulación y Seguridad Vial (aprobada por RDL 339/1990) atribuye a los municipios unas competencias suficientes para permitir, entre otras, la inmovilización de los vehículos, la ordenación y el control del tráfico y la regulación de sus usos. Esta regulación tiene lugar a través de la Ordenanza Municipal de Tráfico, Circulación y Seguridad Vial, aprobada en sesión de Pleno el 29 de julio de 2004, y en ella se definen los usos que se pueden dar a las vías, las velocidades que pueden alcanzar los vehículos así como los horarios y zonas establecidas para la carga y descarga de mercancías en la ciudad.
Parque de vehículos de motor
El municipio tiene un parque automovilístico de 714 automóviles por cada 1000 habitantes, superior a los 602 del conjunto insular. Por otra parte, existe un parque de 4077 vehículos entre camiones y furgonetas, especialmente elevado dada la importancia de la logística de reparto a urbanizaciones.
| Tipo de vehículo      | Cantidad |
| --------------------- | -------- |
| Automóviles           | 36 229   |
| Camiones y furgonetas | 4079     |
| Otros vehículos       | 6650     |
| Total                 | 46 956   |

Red viaria
La autovía Ma-1 o Autovía de Poniente es la vía de comunicación más importante que comunica los diferentes núcleos urbanos con Palma de Mallorca y Andrach. La autovía pasa por Cas Catala, Illetas, Portals Nous, Palmanova, Santa Ponsa, Peguera, la villa de Calviá, Camp de Mar, Andrach y el Puerto de Andrach. Esta carretera principal recorre todo el municipio y lo divide en dos zonas muy diferenciadas. Una parte norte agrícola-rural y una parte sur turística-urbana.
La distancia por carretera desde la villa de Calviá hasta el centro de Palma es de 20 km, desde su núcleo de población más alejado, Peguera, es de 22,2 y desde su núcleo más cercano, Illetas, de 11,3 km. Otra vía importante es la carretera secundaria Ma-1C (antigua C-719) que discurre por las urbanizaci9ones de la costa, desde Cala Mayor hasta Magaluf.
Autobuses urbanos
Actualmente hay múltiples líneas de autobús interurbanos que discurren por el municipio y lo conectan con Palma de Mallorca y Andrach. La línea 4 de la EMT de Palma de Mallorca discurre por el municipio, ya que su recorrido finaliza en la localidad de Illetas.

### Energía
Electricidad
El 10 de abril de 2006 entró en vigor la normativa que facultó a Red Eléctrica Española para ejercer las funciones de operación del sistema eléctrico balear. El Real Decreto 1747/2003, de 19 de diciembre, fue desarrollado por las órdenes ministeriales ITC 913/2006, de 30 de marzo, donde se precisa que Red Eléctrica es el operador del sistema eléctrico en Baleares y que se responsabiliza de la gestión técnica de sus sistemas.
El sistema eléctrico balear tiene dos subsistemas: Mallorca-Menorca e Ibiza-Formentera. El subsistema Mallorca-Menorca está conectado a 132 KV. Está prevista ampliar la conexión eléctrica mediante dos enlaces submarinos. El enlace submarino entre Sagunto y Santa Ponsa está siendo instalado en 2011 y pronto comenzará el periodo de pruebas Por medio de este enlace submarino, con la red peninsular de Red Eléctrica Española, la dependencia energética de Mallorca de sus centrales térmicas desaparece. Adicionalmente, en Mallorca podrá consumirse energía ecológica proveniente de parques eólicos y saltos de agua, sin necesidad de tener que instalarlos en la isla, con el consiguiente ahorro en impacto al territorio insular.
La producción de energía eléctrica en Mallorca se alimenta hasta 2011 de las centrales eléctricas de Son Reus (612 MW), Cas Tresorer (313 MW) y la de Alcudia (585 MW).
Carburantes
La Compañía Logística de Hidrocarburos (CLH) posee en Son Banya sus instalaciones más importantes de la isla. En esas instalaciones el carburante llega por buque tanque. Allí se almacena y se distribuye mediante camiones cisterna a las gasolineras y por oleoducto desde 1994 a la instalación aeroportuaria de Son San Juan de CLH.
Gas natural
Los municipios de Palma y su área metropolitana, Marrachí, Calviá y Lluchmayor, dispondrán de gas natural, gracias a un nuevo gasoducto de diecisiete kilómetros de tubería que empalmará con el canal submarino. El plan futuro es que todas las centrales de las islas, excepto Es Murterar, en Alcudia, empleen solo gas natural.

### Residuos urbanos
A efectos de conseguir la sostenibilidad del municipio se llevan a cabo diversos programas como la recogida selectiva o el compostaje individual. La recogida selectiva es tan solo del 17% de los residuos orgánicos totales generados en el municipio y proviene de los hoteles. El resto de la fracción de residuos orgánicos municipales, 51.984 toneladas en 2008, el 83% del total, no se recoge selectivamente sino que se hace de forma mezclada con envases, plásticos y papel, teniendo que llevarlo a la incineradora o al vertedero de Son Reus, a quien en 2008 se pagaron 7 300 000 euros por su tratamiento. Existe una Ordenanza municipal de limpieza y eliminación de residuos sólidos y urbanos.

### Agua y saneamiento
La gestión de limpieza, agua y mantenimiento es llevada a cabo por la empresa Calvià 2000. El programa político conocido como Agenda Local 21 contempla el compromiso ecológico. La depuradora de aguas residuales local se encuentra situada entre Santa Ponsa y Palmanova, en la autopista hacia Andrach, frente a la urbanización Galazón.
La desalinizadora de agua potable de la Agencia Balear del Agua se encuentra ubicada en Son Ferrer y produce 2 000 000 de metros cúbicos de agua potable al año. El resto de necesidades acuíferas son cubiertas principalmente con la desalinizadora de Palma de Mallorca y los acuíferos que gestiona la Agencia. El ayuntamiento compra al año 10 000 000 de metros cúbicos de agua a dicha agencia y estos son distribuidos por la empresa Calvià 2000, a través de su red capilar. El 27 de octubre de 2005 se aprobó la Ordenanza Municipal Reguladora del Servicio de Aprovisionamiento de Agua Potable.
Sin embargo, el equipo de gobierno de Carlos Delgado, cabeza del partido popular, acordó en 2010 privatizar el suministro de agua potable del municipio durante 50 años. La operación se llevó a cabo a cambio de adjudicarla por el pago de una cantidad inicial de 15 millones de euros a los que durante los primeros cuatro años, se le añadirán 2,5 millones más, un 5% del agua facturada durante el total del periodo de adjudicación y 1 millón más de euros desde el quinto hasta el octavo año.
El abastecimiento estaba anteriormente gestionado por tres empresas que operaban en diversas zonas territoriales: Aguas del Término Municipal de Calviá S.A., bajo la marca Aterca y perteneciente al grupo Agbar, la Compañía de Aguas Peguera S.L y finalmente la empresa municipal Calvià 2000, que también se encarga de la limpieza y el mantenimiento del municipio. Aterca y aguas Peguera proporcionaban un servicio de 1,6844 y 1,6772 euros por metro cúbico, respectivamente, mientras que Calvià 2000, con un servicio de calidad y prácticamente sin incidencias, lo hacía por 1,4754 euros. La medida llevada a cabo por el consistorio generó un enfrentamiento con los sindicatos, las entidades ciudadanas y los partidos políticos de la oposición, cuya unión y en una asamblea llevada a cabo, decidió generar un calendario de movilizaciones en contra de dicha resolución. Bajo el lema «Porque lo público es servicio y lo privado beneficio. No a la privatización de Calvià 2000», y recordando que el servicio de agua potable consistía en el más rentable de la empresa, ya que en el ejercicio anterior se había cifrado un superávit de tres millones de euros, se llevaron a cabo varias concentraciones de protesta con asistencia de los representantes de varios partidos políticos y de los sindicatos. Por su parte, el equipo de gobierno, llevó a cabo por primera vez en la historia del municipio un pleno del ayuntamiento a las ocho de la mañana, con el objetivo de evitar las manifestaciones.

### Abastecimiento
El municipio tiene una buena red de establecimientos comerciales dedicados a la alimentación de tamaño y gestión diferentes, desde hipermercados hasta pequeñas tiendas tradicionales de alimentación, pasando por varios supermercados. El abastecimiento a estos establecimientos lo hacen mediante camiones de reparto procedentes de almacenes mayoristas y en ocasiones son los mismos tenderos y hoteleros quienes se desplazan con sus vehículos a las instalaciones de Mercapalma, distante pocos kilómetros de los diferentes núcleos de población, para adquirir los productos perecederos que venden.

### Idiomas
Los idiomas oficiales en el municipio, al igual que en el resto de municipios de la isla, son el catalán y el español. El municipio cuenta con una escuela oficial de idiomas, que se encuentra situada en la localidad de Bendinat. Los aspectos más destacados del catalán de Mallorca, el mallorquín, son la neutralización de la a y la e tónicas en [ə], y el empleo del artículo salado (es, sa, ses) en lugar de el, la, els y les. Debido al alto nivel turístico, muchos de sus habitantes dominan varios idiomas europeos, principalmente el inglés y el alemán y en menor medida el sueco, el noruego y el italiano.
Una de sus principales características consiste en la diversidad idiomática de la población. El mallorquín, el castellano, el alemán y el inglés son los idiomas más utilizados. Algunos núcleos de población como Magaluf o Peguera se han convertido en lugares de amplia residencia de origen británico y germánico. Un importante número de sus comercios están anunciados en inglés o alemán.
Con el objeto de canalizar las inquietudes de distintos colectivos y personas del municipio ante una supuesta degradación del idioma, se creó la plataforma Calvià per la Llengua, dedicada a trabajar a favor de la plena normalización de la lengua catalana.

### Educación
La oferta de centro educativos públicos se compone de once colegios de educación primaria y tres institutos de educación secundaria (IES): Calviá, Son Ferrer y Bendinat.
El Instituto Municipal de Educación y Bibliotecas de Calvià (IMEB) es un organismo local de carácter administrativo y de servicios. Su misión consiste en la gestión directa y descentralizada de las competencias municipales en materia de educación y bibliotecas. Se compone de variedad de servicios.
El municipio cuenta con una emisora de radio y una de televisión llamada IB3, la cual está situada en el polígono industrial de Son Bugadelles. La institución que gestiona la formación y el empleo es el Instituto de Formación y Ocupación de Calvià (IFOC), que se encuentra situado en Palmanova, junto a la oficina de correos, el centro médico y la casa cuartel de la guardia civil.
En el polígono industrial de Son Bugadelles se encuentra la institución Deixalles, que ofrece ayuda a todas aquellas personas con dificultades en la integración social mediante la realización de actividades en las que mejor se adapten. Realiza cursillos y talleres artísticos. En el mismo lugar puede hacerse entrega de todo tipo de utensilios, objetos y ropa que se encuentre en buen estado, asimismo, pueden obtenerse a bajo precio todo tipo de utensilios.
El 25 de abril de 2007, dentro del programa conocido como Ciudades Digitales de las Islas Baleares, se puso en marcha un proyecto consistente en una red de telecomunicaciones para prestar servicios de voz y datos a través de tecnología inalámbrica, por el cual se creó acceso gratuito a Internet en sus playas importantes.

### Sanidad
Para la atención primaria existen unidades básicas de salud en los principales núcleos urbanos y existen también centros de salud en Santa Ponsa y en Palmanova (este último se inauguró en septiembre de 2009 y ofrece una amplia gama de servicios sanitarios).
Su hospital principal es el PAC de Santa Ponsa, que funciona las veinticuatro horas como centro de atención continuada, cubriendo la asistencia sanitaria regular y de urgencia. Existen un total de veinticinco farmacias, de las cuales cuatro de ellas aseguran servicio de guardia las veinticuatro horas.
Asimismo, cuenta con un centro de atención al drogodependiente, proyecto que fue lanzado por el equipo de gobierno el 25 de enero de 2007. Sus instalaciones se encuentran en la localidad de Magaluf, en la calle Tirso de Molina, n.º 1.

### Seguridad ciudadana
Entre 1930 y 1960, existía un único policía que realizaba todo tipo de funciones, y no fue hasta 1964 cuando se creó el cuerpo de policía local de Calvià, con un total de diez miembros, comandados por un oficial. En 1972 se amplió nuevamente la plantilla, añadiendo otros diez agentes y algunos vehículos. A partir de 1981 comenzó la legislación específica de policía. En 1984 se incorporaron nuevas promociones y se configuró un cuadro de mandos. En 2009 dispone de un total de 166 agentes, divididos entre cuatro inspectores, seis sargentos, trece oficiales, 116 policías y veintisiete policías turísticos en temporada estival. El cuerpo cuenta con un parque móvil de más de cincuenta vehículos y de una moderna red de comunicaciones.
Cabe destacar que en el 2004, Calviá fue el primer municipio español en prohibir el ejercicio de la prostitución en la vía pública y, desde entonces, la policía local ha realizado un total de 964 denuncias.
Está operativo el sistema de Emergencias 112, que atiende cualquier situación de urgencia. La Seguridad Ciudadana está a cargo de la Guardia Civil con su reciente Puesto Principal situado en el Polígono de Son Bugadellas y dos Oficina de Atención al Ciudadano para la época estival, denominadas SATE (Servicio de Atención al Turista Extranjero), una en Magaluf y otra en Peguera y la Policía local, con sede también en el Polígono de Son Bugadellas. Además cuenta con Protección Civil y un parque de Bomberos situado en Santa Ponsa.
Durante el día de la policía local de Calviá se hacen entrega de distintas condecoraciones y distinciones que premian a policías y civiles por su labor en materia de seguridad con la Cruz al mérito policial.

### Servicios sociales
A modo de paliar en la medida de lo posible los efectos producidos por la crisis mundial en numerosas familias, dispuso de un presupuesto económico para incrementar las prestaciones a las más necesitadas. Se entregaron 70 631 euros a un total de 228 de ellas en concepto de ayuda, un incremento del 40% respecto a los 49 000 del ejercicio del año anterior.
Para las personas de la tercera edad que precisen ayuda para realizar actividades cotidianas, existe una residencia llamada Llar de Majors. El edificio se encuentra en la villa de Calviá, tiene tres plantas de altura, está adaptado para personas con minusvalías y posee calefacción central.
En su Programa de Atención Integral para personas con discapacidad cede el derecho de uso de una vivienda municipal a la Asociación Síndrome de Down de Baleares (ASNIMO). El objetivo fundamental de dicho organismo consiste en mejorar la calidad, libertad y responsabilidades del colectivo de personas con discapacidad intelectual.

## Monumentos y lugares de interés
El veinticuatro de julio de 2009, Carlos Delgado, junto a la teniente de alcalde de Patrimonio, Teresa Martorell y al director general de Ordenación del Territorio y Turismo, Jaime Martínez, presentó el Plan de recuperación del Patrimonio Histórico y Natural, entre cuyos objetivos se encuentra la restauración de varios de sus yacimientos arqueológicos, así como la puesta en marcha de su funcionamiento.

### Arquitectura religiosa

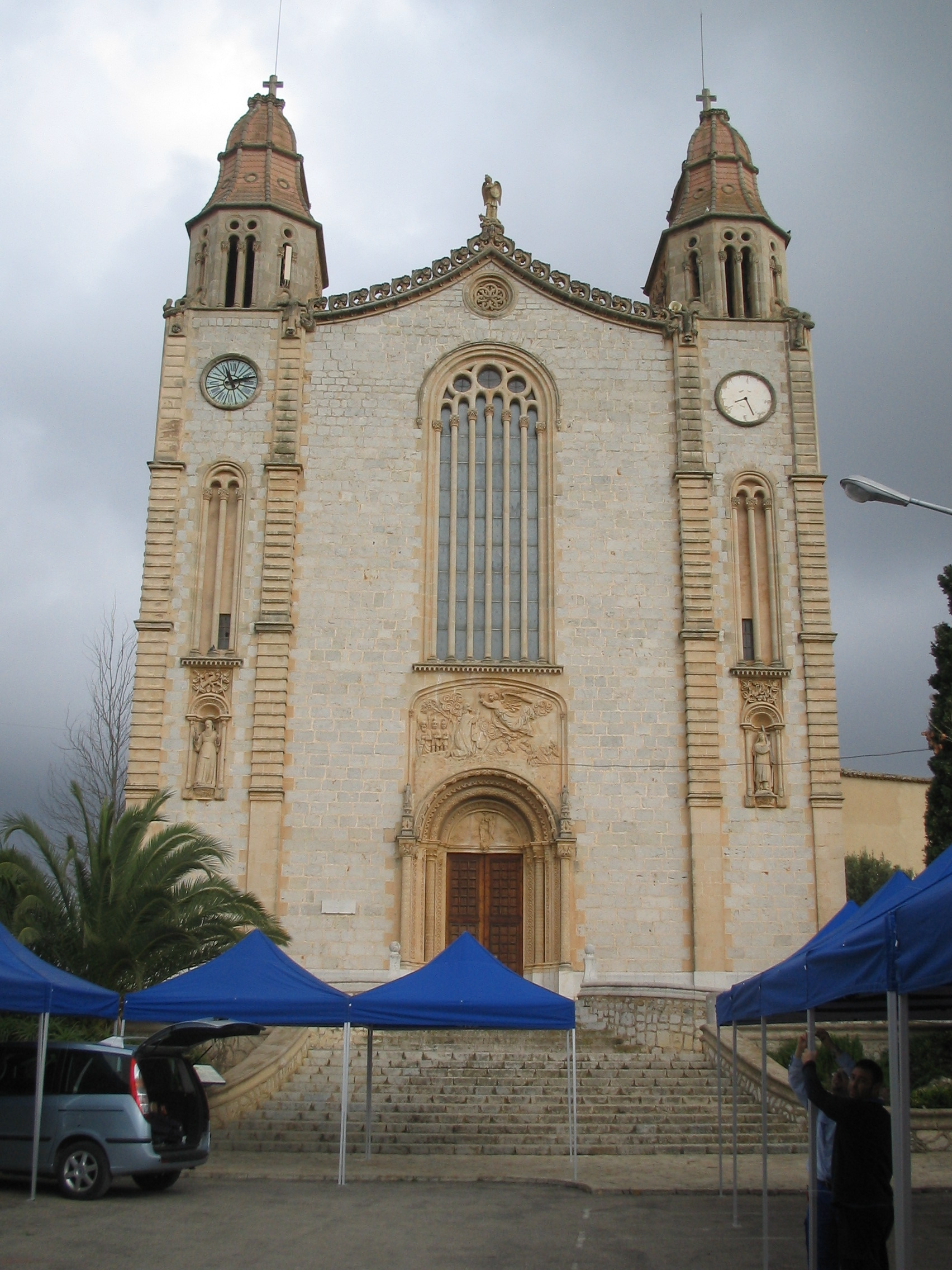
Iglesia de San Juan Bautista, originaria del año 1248 y reconstruida en el año 1867

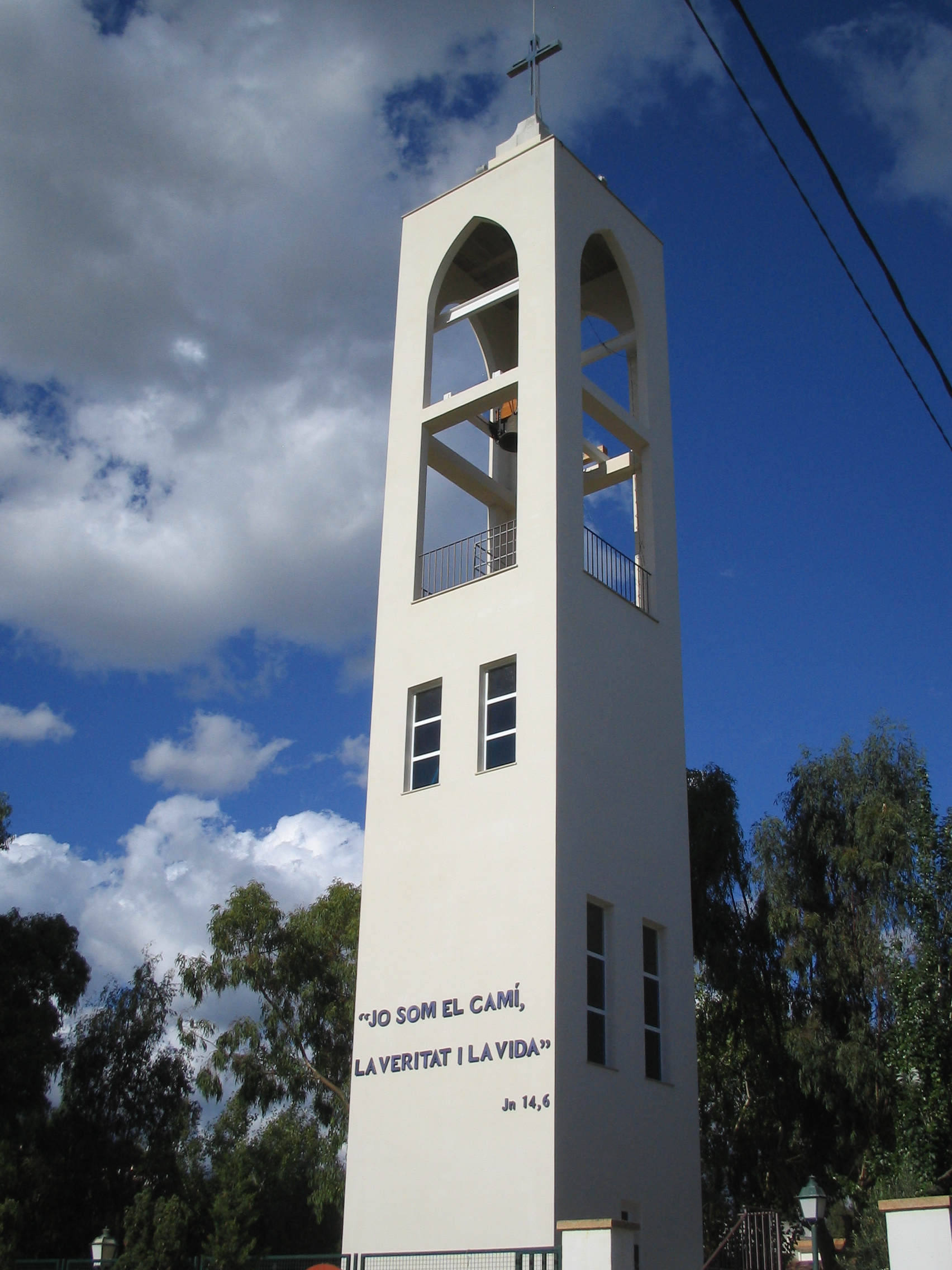
Iglesia de Santa Ponsa

La Iglesia parroquial de San Juan Bautista se erigió en el año 1248 en honor a San Juan Bautista. Consiste en una sola nave, con cinco capillas laterales de arco de medio punto, dedicadas a distintos santos. El presbiterio se define por un arco toral cubierto por un cuarto de esfera con forma de concha. El pórtico lo forman cinco arquivoltas de medio punto, que alternan la decoración floral con punta de diamante. Sobre el pórtico existe un enorme relieve que representa a Jesús en el huerto de Getsemaní. En los laterales se encuentran unos nichos con las imágenes de San Francisco, de Santa Paula y de Santa Rita. En el coronamiento de la fachada se encuentra el arcángel San Miguel, posando con la actitud de haber vencido a Lucifer. En 1780 se reformó la rectoría sobre la iglesia antigua. Destacan el portal y el claustro. La entrada consiste en un vestíbulo cubierto por una bóveda de arista rebajada.
En 1595, el templo continuaba aislado, pero se encontraba rodeado de viviendas que terminaron formando el pueblo rural. En el siglo XVI contaba con una torre de defensa. En la misma época se veneraba la imagen de la Virgen de los Dolores. El edificio tiene una capilla dedicada a San Sebastián, al cual se le atribuye el milagro de salvar al pueblo de la peste que azotó a la isla en 1652. A lo largo de los años, el edificio sufrió diversas reformas. En 1867 se derrumbó la antigua iglesia y se comenzó una nueva construcción, que al poco tiempo tuvo que detenerse. Las obras se reiniciaron en 1890 y concluyeron seis años después, resultando en una mixtura de estilos, destacando el neoclásico con elementos neorrománicos y neogóticos.
La ermita de la piedra sagrada es una pequeña construcción de estilo neorrománico que se encuentra situada en la ladera de un cerro entre Santa Ponsa y Palmanova. Su importancia radica en que conserva la piedra donde Jaime I de Aragón oficializó un altar para la ceremonia de entrada en combate antes de comenzar la conquista de la isla.
La ermita de Portals Nous fue diseñada por el arquitecto Antonio Sureda y Villalonga, el cual elaboró sus planos al estilo neogótico en 1865. Se encuentra en la localidad de Portals Nous, en la zona llamada Patio de los Silos.

### Arquitectura civil

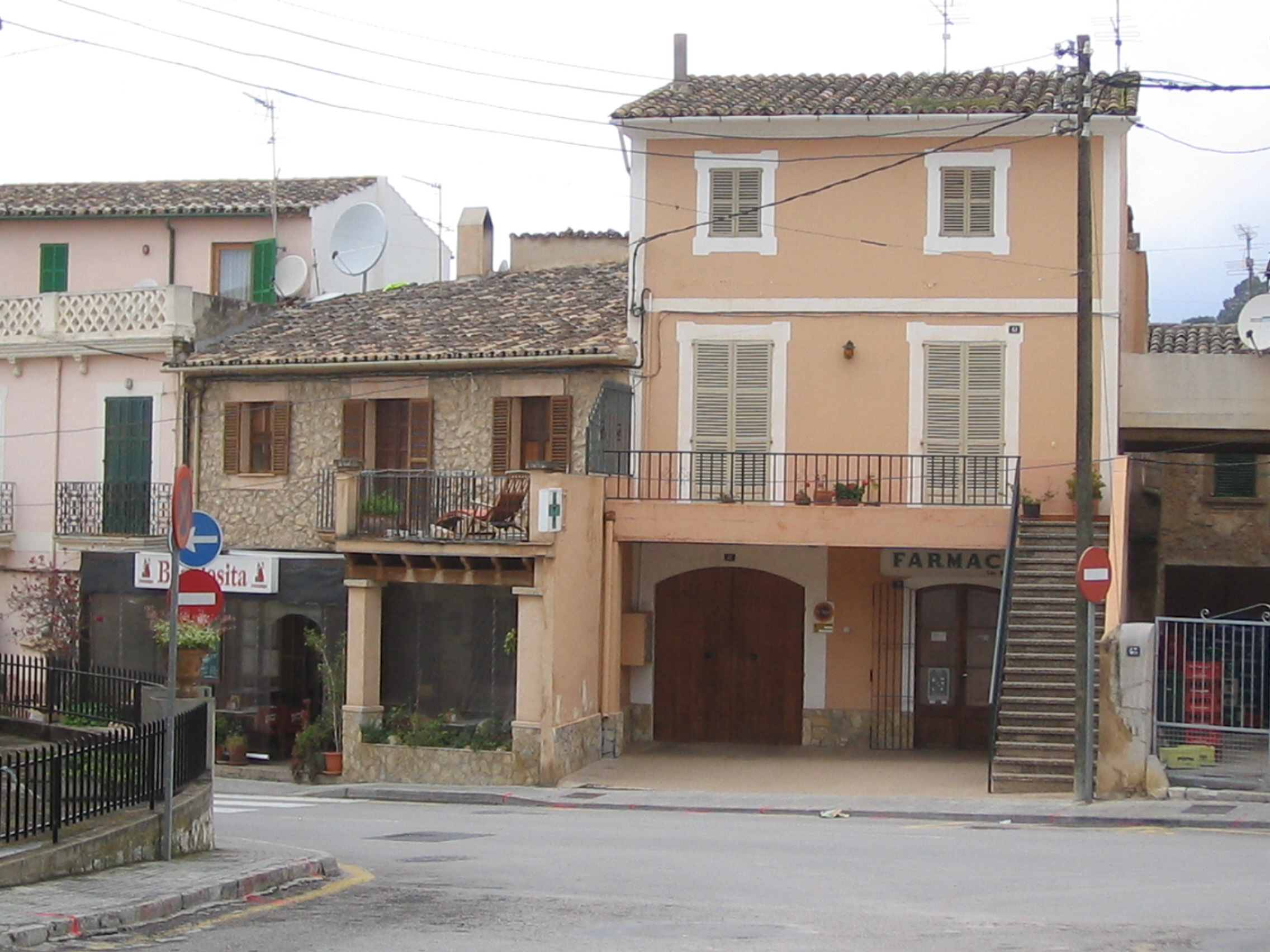
Centro de la villa

Al ser el agua un bien escaso en sus tierras, abundan las construcciones realizadas para obtenerla y conducirla hacia las extensiones de cultivo. Dentro de esta tipología destacan en relevancia los Qüanats, que son conducciones de origen árabe que se han venido utilizando desde antaño. Las más significativas son Sa Galareia d'aigua de Valldurgent y Sa Font de Sa Corriola. También cabe hacer mención al elaborado sistema de ingeniería de agua de Bendinat y la fuente pública de Capdellá.

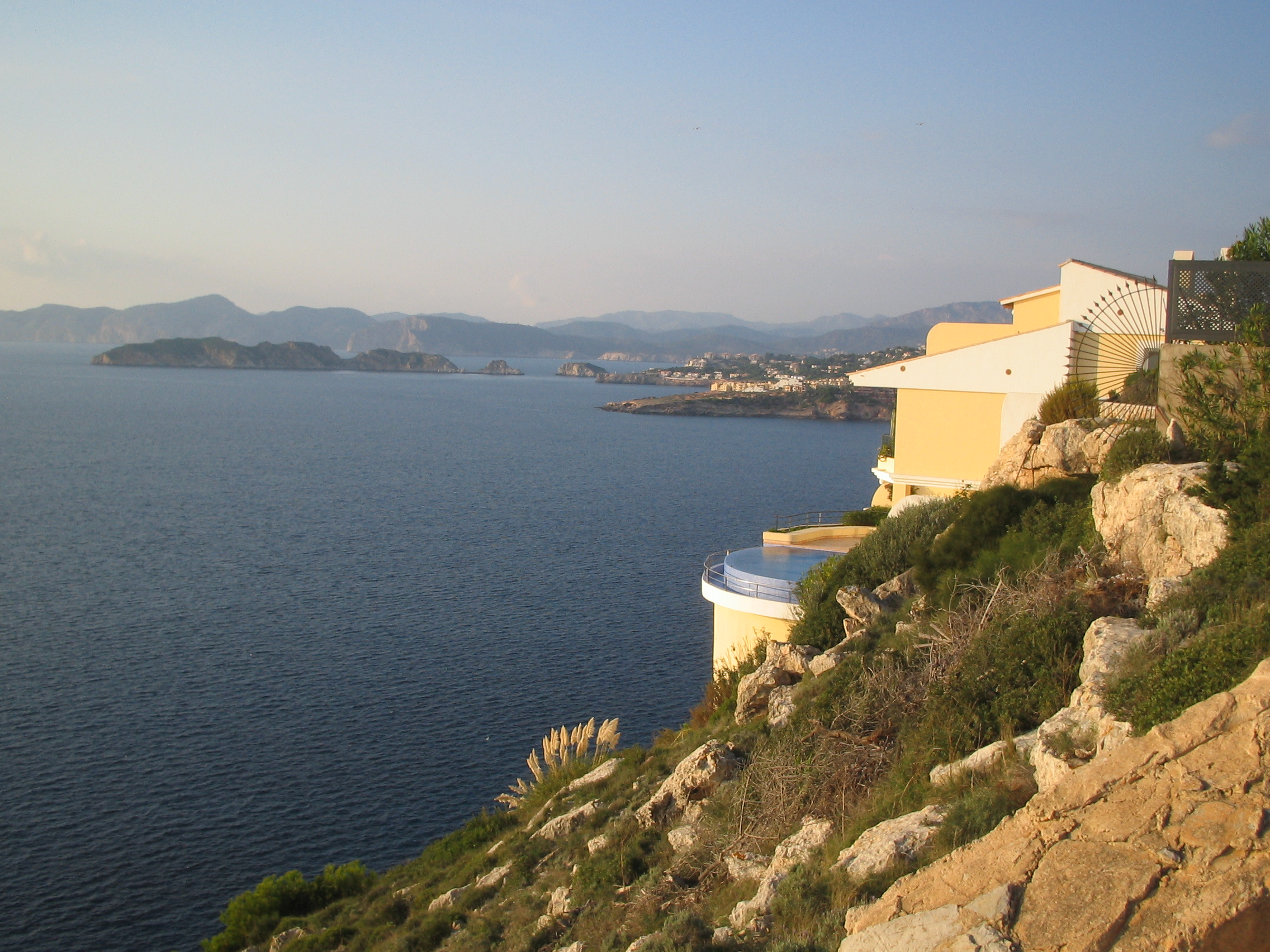
Chalet en el acantilado del Toro

Sus dos centros urbanos históricos, los pueblos de Calviá y Capdellá, contienen algunas casas de interés patrimonial, entre las que se encuentran Can Verger, Can Ros y Es Pontet.
El edificio sede del ayuntamiento se encuentra situado en la entrada del pueblo. Se inauguró en 1989 y fue proyectado por los arquitectos Rafael Balaguer y Jaime Vidal, quienes unieron elementos de la arquitectura popular y tradicional mallorquina, como la teja, el maré o la piedra picada, con la funcionalidad y el diseño de construcciones vanguardistas.
En 1929 se construyó una cruz para conmemorar el séptimo centenario de la reconquista. Su base contiene representaciones de varias escenas de esta. Se encuentra situada sobre uno de los extremos de la bahía de Santa Ponsa. Durante la celebración anual del desembarco se llevan a cabo conciertos junto a ella, así como actuaciones de teatro y conferencias.

### Posesiones

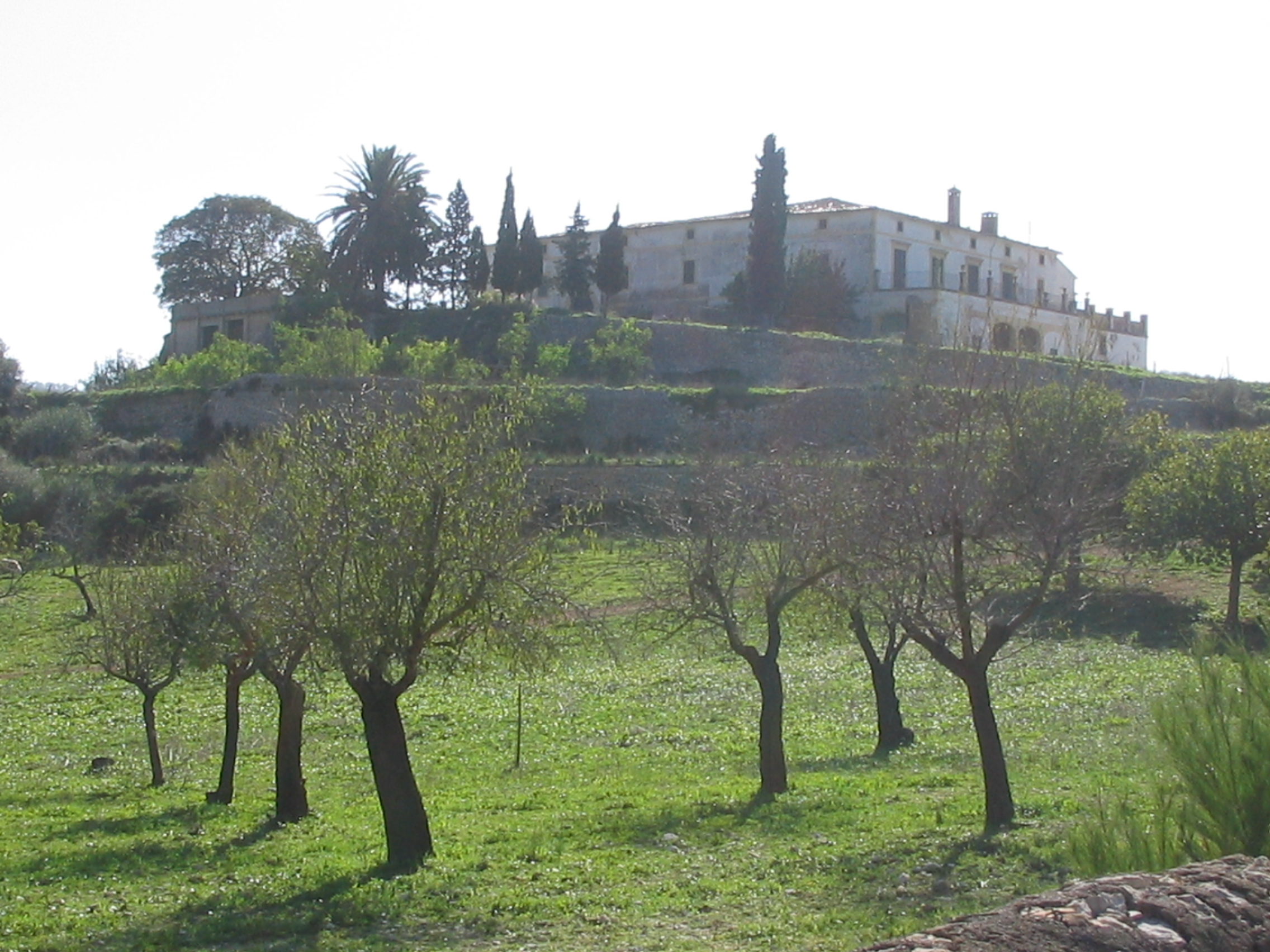
Finca Son Roig, junto a la localidad

Existen treinta y una posesiones que antaño constituían las principales fuentes de abastecimiento alimenticio y económico local. Algunas de ellas permanecen funcionando, bien por sus propietarios, como es el caso de La Porraza, o bien por haberlas convertido al agroturismo como Son Boronat. Algunas casas antiguas han sido reconstruidas o arregladas por sus nuevos propietarios. Desde que en mayo de 2006 fuese adquirida en titularidad, la finca más destacada es el parque natural Galazón. Cuenta con más de catorce millones de metros cuadrados de extensión y es la mayor finca de titularidad pública de las Baleares. La posesión tiene más de 5000 metros cuadrados de construcciones, entre las que se cuentan dos molinos de agua, una capilla, numerosas cabañas de agricultor y hornos de cal. En su extensión existen bosques de encinas, pinares, garrigas de acebuches, palmitos, (Chamaerops humilis) carriza, estepas, así como olivos, algarrobos, (Ceratonia siliqua) almendros y huertas incorporadas por el hombre. Respecto a su fauna, contiene cabras mallorquinas, martas, comadrejas, (Mustela nivalis) ginetas, conejos, perdices, torcaces, tortugas, tordos y toda clase de reptiles invertebrados propios de esta sierra. También es parte de un importante núcleo de más de 15 yacimientos arqueológicos de épocas pretalayóticas y talayóticas. Se encontraron restos de cerámica árabe y romana, lo que hace pensar que posteriormente a la época talayótica, la posesión de la finca fue construida sobre una alquería árabe.

### Molinos

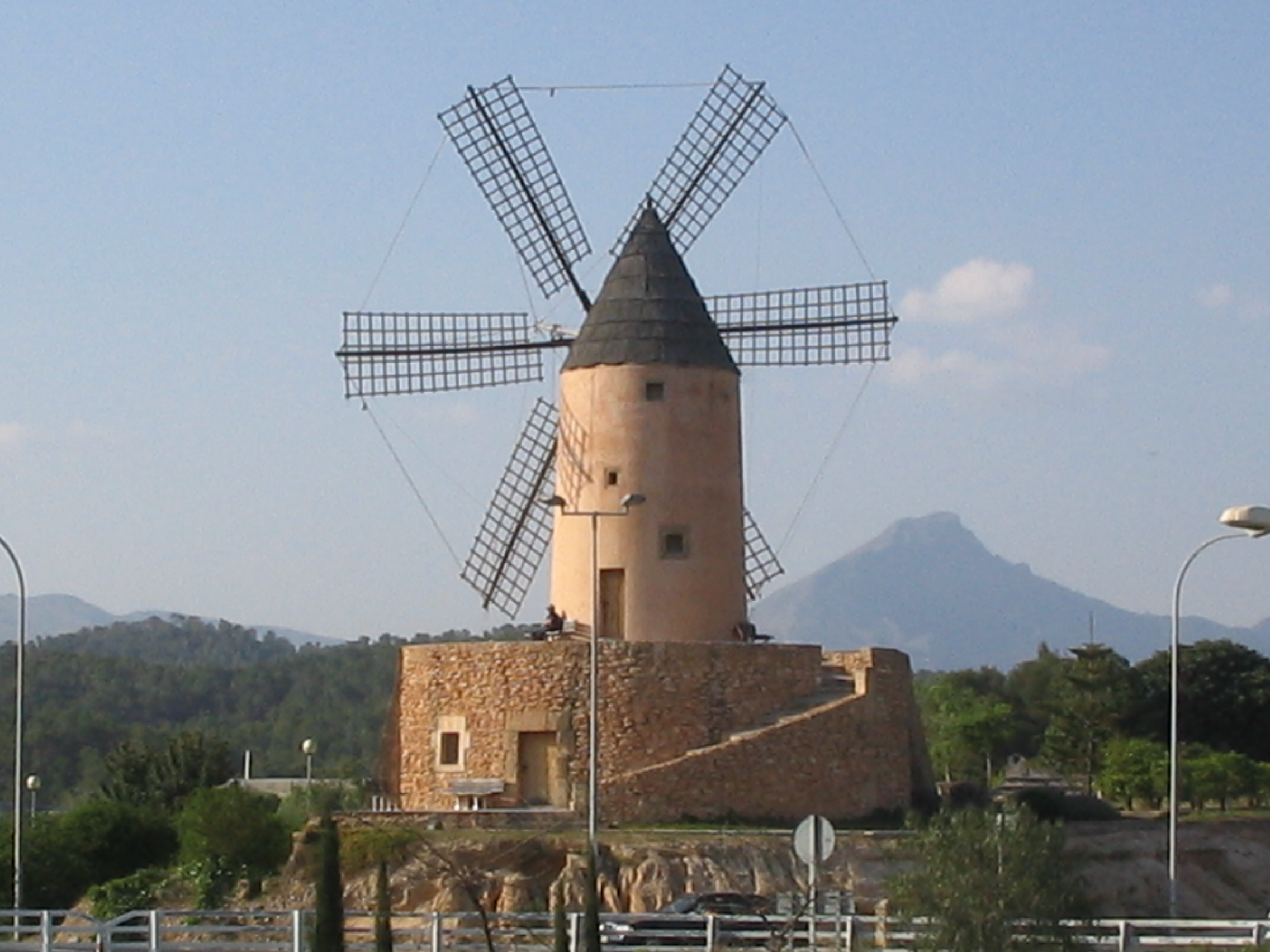
Molino de Santa Ponsa

Los molinos existentes reflejan la actividad agrícola que tuvo hasta los años 1950, consistiendo en una de las pocas tipologías de patrimonio etnológico catalogadas y protegidas. Entre los más importantes cabe destacar los molinos de Galazón, que fueron construidos en la época romana, el molino de Santa Ponsa, que fue completamente reformado por una escuela taller local, y los molinos urbanos de Calvià.

### Torres costeras
A modo de sistema de defensa de las incursiones que llevaban a cabo los piratas bereberes o turcos a finales del siglo XV, se construyeron en distintos puntos de la costa torres vigía. Cuando alguna nave pirata o desconocida se acercaba, avisaban a la población. En 2009 continúan en pie, aunque algunas de ellas se encuentran en grave estado de deterioro. Se hallan bajo la protección de la Declaración genérica del Decreto de 22 de abril de 1949, y la Ley 16/1985 sobre el Patrimonio Histórico Español. Se cuentan las siguientes:
Torre des Cap Andritxol
Torre que fue construida entre 1580 y 1582 y consiste en una edificación a 180 metros sobre el nivel del mar. Su diseño, de tipo cilíndrico, posee una terraza superior y una cámara principal. Tiene un portal adintelado y situado a cuatro metros del suelo. La cámara principal es abovedada, construida con mampostería y trabada con mortero. Una escalera que sale del portal conduce a la terraza.
Castellot de Santa Ponsa
Consiste en una torre de planta circular de volumen troncocónico y con dos anillos semicilíndricos de marés tallado que se construyó en 1302 y fue reforzada en 1588. Posee dos plantas, en la primera se encuentran las dependencias que servían de estancia de la tropa y del polvorín, en la principal originalmente se encontraba la puerta.
Torre de Illetes
Es una torre circular construida entre 1577 y 1597 a la que con posterioridad se le añadió un forro a su alrededor para aumentarle la superficie de su terraza superior y poder así situar más piezas de artillería.
Torre de Sa Porrassa
La construcción de la torre de La Porraza se inició en 1595 y finalizó en 1616. Está situada a unos cuarenta metros sobre el nivel del mar. Consiste en una torre de defensa con una cámara principal ligeramente troncocónica, con una base de altura variable rematada por un crodó. Una escalera de caracol interna permite subir a la planta superior. Está construida con mampostería de piedra y marés.
Torre de Cala Figuera
Se construyó entre 1579 y 1582. Consiste en una torre situada a unos 20 m s. n. m. sobre el nivel del mar. Está formada por dos cuerpos, uno troncocónico en la base y otro circular, donde está situada la cámara principal.
Torre de Portals Vells
Se construyó en 1584, usando mampostería mixta de piedra y arenisca trabada con mortero. Está situada a 25 metros sobre el nivel del mar. Es un edificio de planta cilíndrica y presenta una cámara principal a unos cuatro metros sobre el suelo. Se accede por un portal con dintel de piedra calcárea. La bóveda es esférica y el pavimento es de marés.

### Equipamiento de zonas verdes

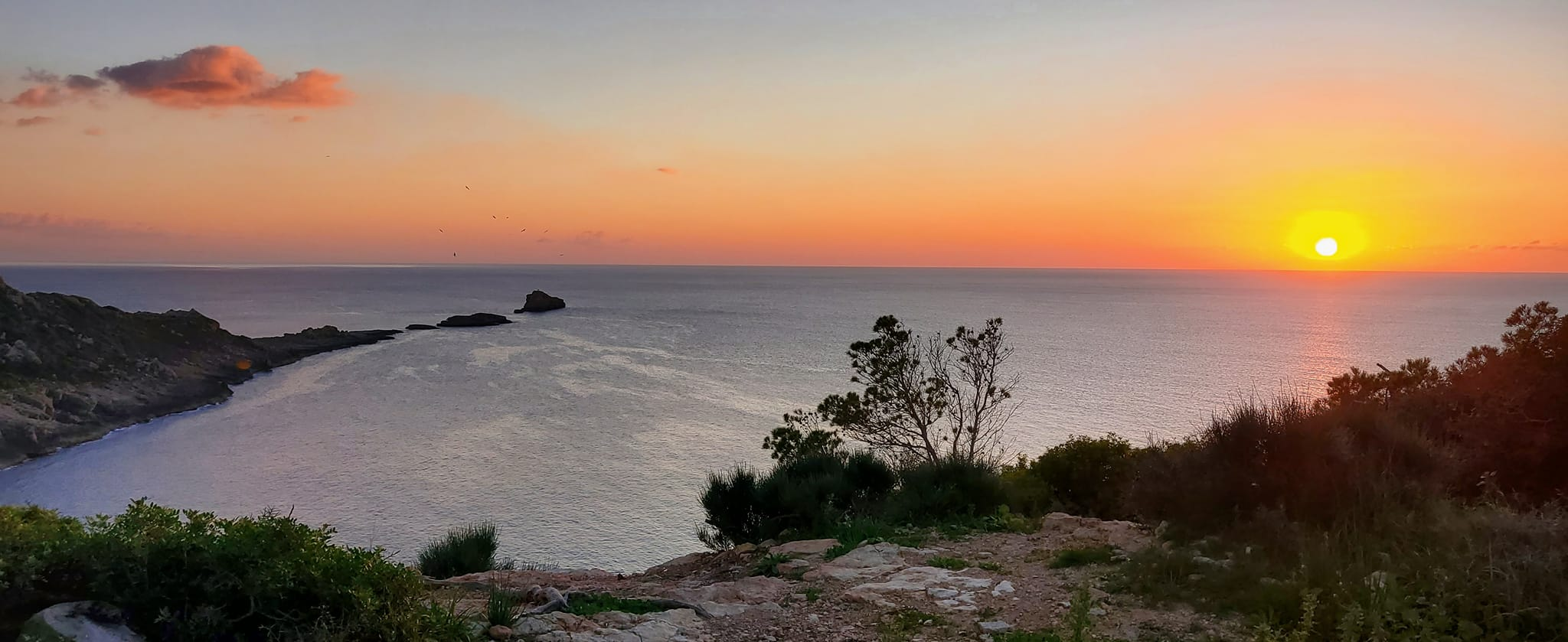
Reserva marina de la isla de El Toro, vista desde la zona militar de Cala Figuera

Desde finales de los años 1980 y bajo el plan general de la Agenda local 21, el municipio viene aplicando diferentes políticas dedicadas a minimizar el impacto turístico. El proyecto incorporó un entorno natural y turístico de alta calidad sobre el que desarrollar un modelo turístico no expansivo ni masificado. Se demolieron hoteles obsoletos de las áreas más congestionadas y se desarrollaron proyectos centrados en ecología urbana, la regeneración de playas, la construcción de paseos marítimos, el parque natural de Na Burguesa, las reservas marinas y la depuración de aguas residuales.
La demolición de hoteles y creación de zonas verdes tuvo un presupuesto de 9.999 millones de pesetas. En una primera fase se invirtieron 215 millones para comprar y derribar viejos inmuebles y edificios. En el Plan de mejora y embellecimiento de zonas turísticas se invirtieron 2000 millones de pesetas.

## Cultura

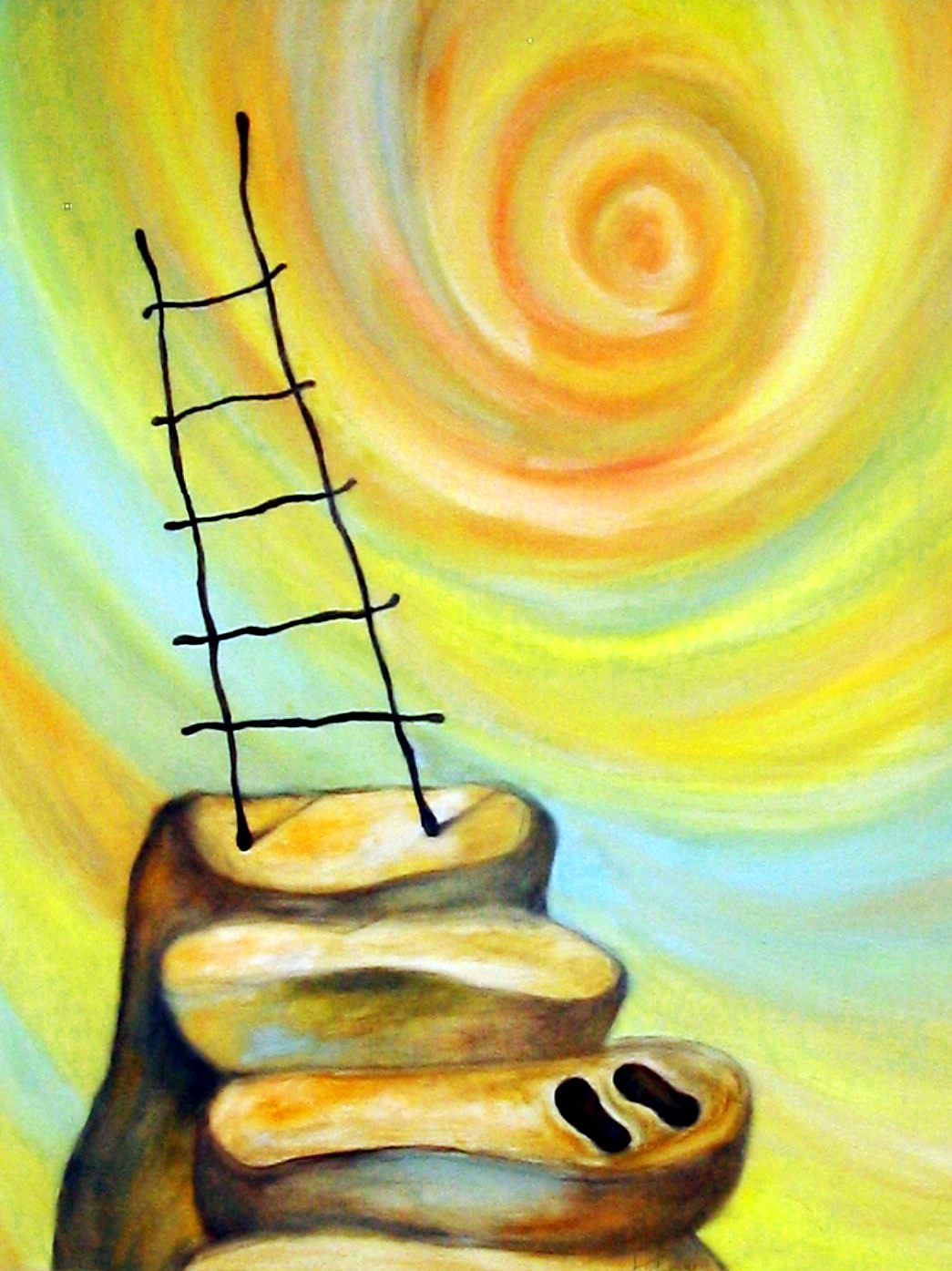
Serenidad, nombre de la obra que encabeza la colección surrealista del pintor calviense Tomás Ortega

La cultura calvianera, debido a la constante inmigración, está basada en la multiculturalidad, influencias de muchos lugares que se han hermanado con las costumbres propiamente mallorquinas. Posee variedad de instalaciones repartidas por los distintos núcleos de población. Para permitir que sus visitantes exploren su cultura, existen actividades tanto en verano como en invierno. Debido a la multitud de bienes culturales con que cuenta, en 2009, el municipio fue incluido con una tipología propia en el catálogo de bienes culturales a proteger, aprobado por el boletín oficial del BOIB con el número 126.
El departamento municipal de Cultura coordina los distintos centros culturales del municipio. Se ofrecen actividades para todos los públicos, entre ellas cabe destacar los talleres, los cursillos de formación, las exposiciones de artistas, así como la utilización de salas para reuniones e información de eventos culturales. Dispone de seis instalaciones que incluyen biblioteca y aulas temáticas distribuidas entre sus núcleos de población más importantes, además, también dispone de una escuela de danza, una de música y una de idiomas.
El 5 de junio de 2009 se inauguró una exposición permanente realizada por el Grupo Pro Arte y Cultura. Se trata de una donación de 81 obras al consistorio por parte de 78 artistas. El colectivo está representado por la artista y mecenas Mayte Spínola y amadrinado por Ana de Orleans, duquesa de Calabria. Además, celebra exposiciones benéficas destinadas a la Fundación Irene Megías contra la meningitis.

### Espacios escénicos
Los tres espacios escénicos municipales con los que cuenta son, Sa Societat, la sala Palmanova y el Casal de Peguera y forman parte de la Asociación de Teatros y Auditorios Públicos de les Illes Balears (ATAPIB), así como del Circuito de Artes Escénicas del Consell de Mallorca. También se encuentran incluidos en el Proyecto Alcover. Cuentan con servicio técnico de sonido e iluminación durante todo el año. Las distintas programaciones ofrecidas incluyen: conciertos de la banda municipal y la escuela de música, obras de teatro clasificadas para distintos públicos, tanto infantil, juvenil como adulto, en modalidad aficionado y profesional, danza y muestras de expresión artística escolar. Existe una ordenanza municipal en la cual se especifican las tarifas a abonar para su cesión temporal.

### Idiomas
Los idiomas oficiales en el municipio, al igual que en el resto de municipios de la isla, son el catalán y el español. El municipio cuenta con una escuela oficial de idiomas, que se encuentra situada en la localidad de Bendinat. Los aspectos más destacados del catalán de Mallorca, el mallorquín, son la neutralización de la a y la e tónicas en [ə], y el empleo del artículo salado (es, sa, ses) en lugar de el, la, els y les. Debido al alto nivel turístico, muchos de sus habitantes dominan varios idiomas europeos, principalmente el inglés y el alemán y en menor medida el sueco, el noruego y el italiano.
Una de sus principales características consiste en la diversidad idiomática de la población. El mallorquín, el castellano, el alemán y el inglés son los idiomas más utilizados. Algunos núcleos de población como Magaluf o Peguera se han convertido en lugares de amplia residencia de origen británico y germánico. Un importante número de sus comercios están anunciados en inglés o alemán.
Con el objeto de canalizar las inquietudes de distintos colectivos y personas del municipio ante una supuesta degradación del idioma, se creó la plataforma Calvià per la Llengua, dedicada a trabajar a favor de la plena normalización de la lengua catalana.

### Actividades culturales
En 2001 se inauguró la Gran festa del Hip Hop a Mallorca, el mayor concierto de hip-hop de las Baleares, en el cual varios grupos de este estilo musical se reunieron en el polideportivo de Magaluf. En ese festival también comenzó el concurso de grafiti calvianer. En 2009, se habilitaron paredes municipales para llevar a cabo eventos grafiteros con hip-hop a lo largo de todo el año.
A lo largo del año se llevan a cabo conciertos al aire libre, danzas, teatro, artes plásticas, gastronomía y talleres de artesanía. A modo de promocionar el turismo de temporada baja, el equipo de gobierno inauguró en 2009 un recorrido cultural llamado Rutas del desembarco, el cual oferta la práctica de una actividad deportiva como pasear, con el valor añadido cultural e histórico de la ruta.
Desde 2017 se celebra en el Antiguo Aquapark de Calviá el Mallorca Live Festival, el festival de música independiente más importante que tiene lugar en las islas, que cerró su tercera edición con entradas agotadas y más de 27.000 asistentes en 2018 y un impacto económico de 3,6 millones de euros.

### Fiestas populares
Fiestas Rei En Jaume

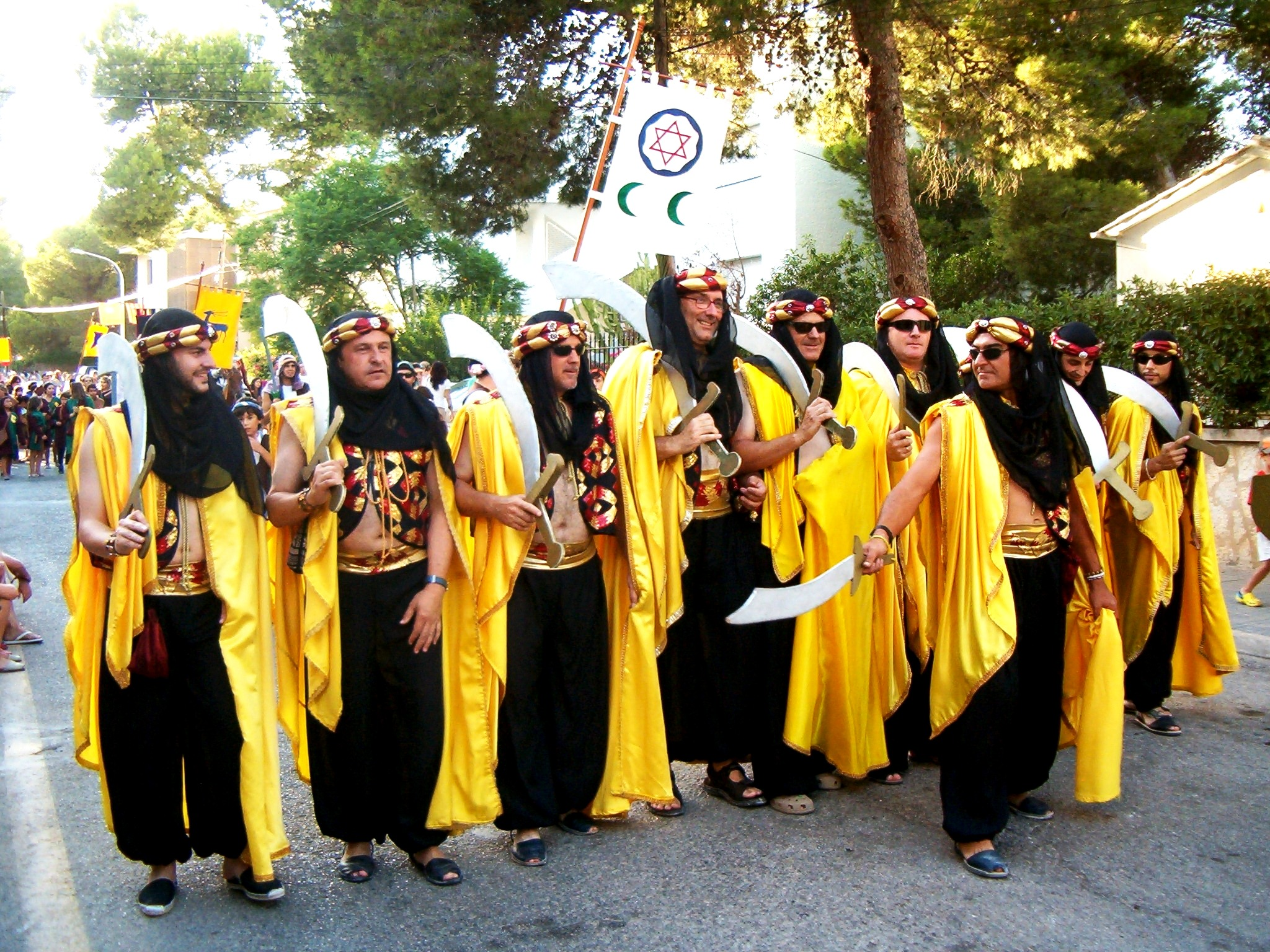
Celebración de los moros y cristianos en Santa Ponsa

Las fiestas del desembarco son el acontecimiento cultural y festivo más representativo del municipio. En ellas se conmemora el desembarco de las tropas del rey Jaime I de Aragón en la costa de Santa Ponsa en 1229. Durante la celebración se recrea el desembarco del rey cristiano en la playa, seguido de la escaramuza que tuvo lugar entre las tropas cristianas y las moras. Tal y como es típico, Calviá tiene a dos gigantes, Jaime I y su esposa Violante de Hungría, que fueron construidos en 1999 por Vicente Alberola.
Alimara
Se trata de unas festividades en honor de San Antonio y San Sebastián que se celebran el 17 para Antonio Abad y el 20 de enero para San Sebastián. Se enciende una enorme hoguera al lado de la iglesia, en la que se quema un muñeco que representa a un demonio; en los alrededores se encienden pequeñas hogueras donde los vecinos asan butifarrones y sobrasada. De esta tradición, hay constancia de celebración desde 1952, año en que la peste no afectó al pueblo, según parece gracias a San Sebastián.
Fallas
En el año 1994, un grupo de valencianos de la urbanización El Toro decidieron realizar un monumento fallero para celebrar la fiesta propia de su tierra. Desde entonces se creó la Falla El Toro, que año tras año se celebra en dicha localidad.
Carnaval
En los días que preceden a la llegada de la Cuaresma se celebra el carnaval, el cual se hace primero para infantes y adolescentes y luego se celebra otro para adultos. En ambos se lleva a cabo un concurso al mejor disfraz y grupo, los ganadores reciben premios en metálico.
Semana Santa
El 16 de mayo de 1997 se acordó la creación de la hermandad y cofradía del Cristo de la Sangre y Ntra. Sra. de la Esperanza de Son Ferrer y El Toro. Los estatutos los aprobó por decreto el obispo mallorquín Teodoro Úbeda. Se adquirieron dos imágenes talladas en el pueblo cordobés de Cabra, por el imaginero Salvador Guzmán Moral, una de un Cristo y la otra de una Virgen.
Pa en Caritat y Diumenge de l'Àngel
Después de la Semana Santa las parroquias convocan a los vecinos para hacer una pequeña excursión al campo. La comida del evento consiste en compartir las sobras que se prepararon especialmente para la Pascua, como las panades, los rubioles, y los crespells.
San Juan
El 24 de junio se celebra la festividad en honor de San Juan Bautista, el santo patrón del municipio. En el pueblo se rinde homenaje a los mayores de la tercera edad, celebrando una misa y actuaciones de bailes regionales. Esta celebración se viene realizando desde los años 1950.

### Tradiciones

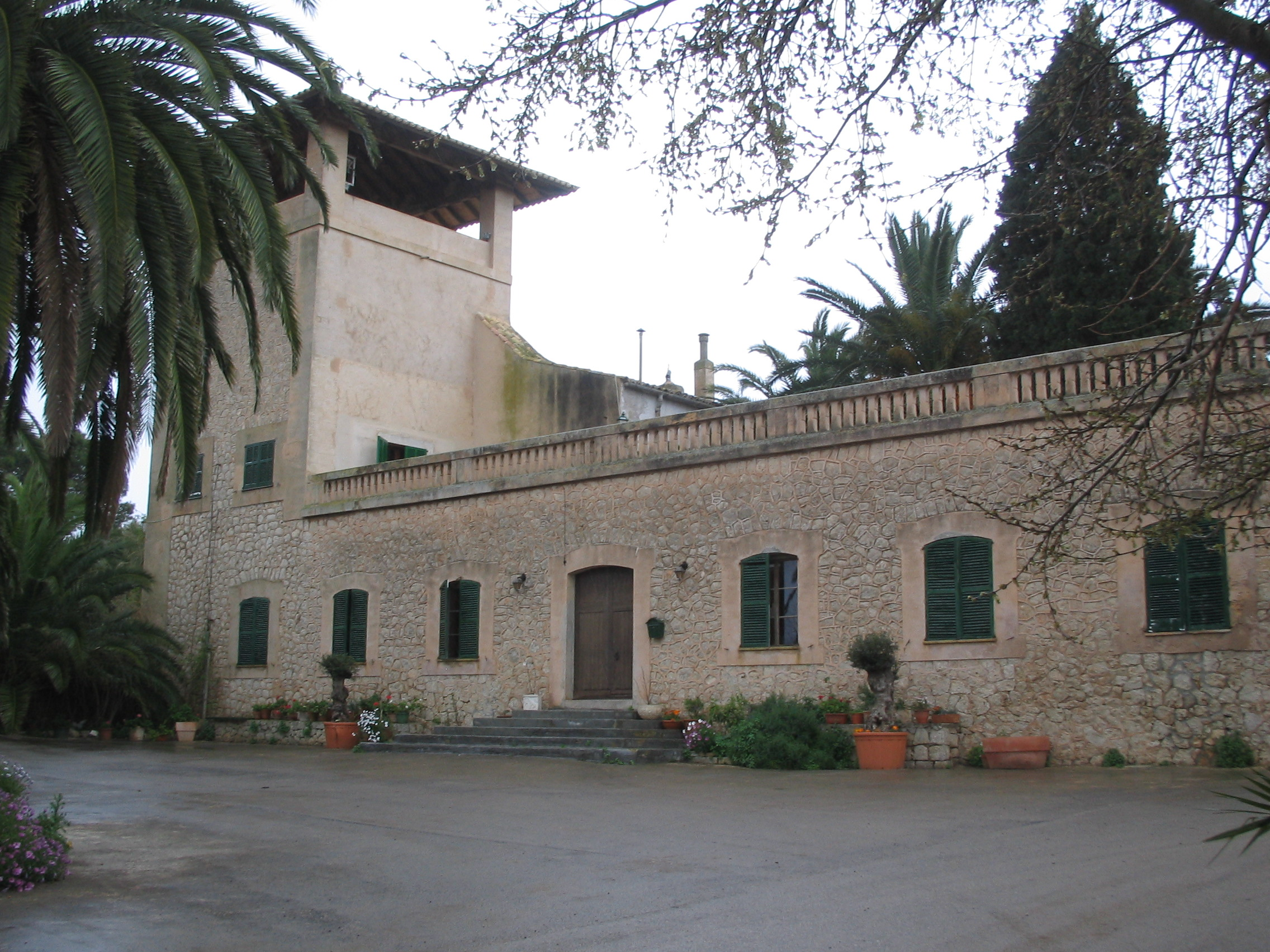
Posesión de La Porraza. Posee una torre de defensa que se alza a 40 metros sobre el nivel del mar. Fue construida entre 1595 y 1616 con marés y mampostería de piedra

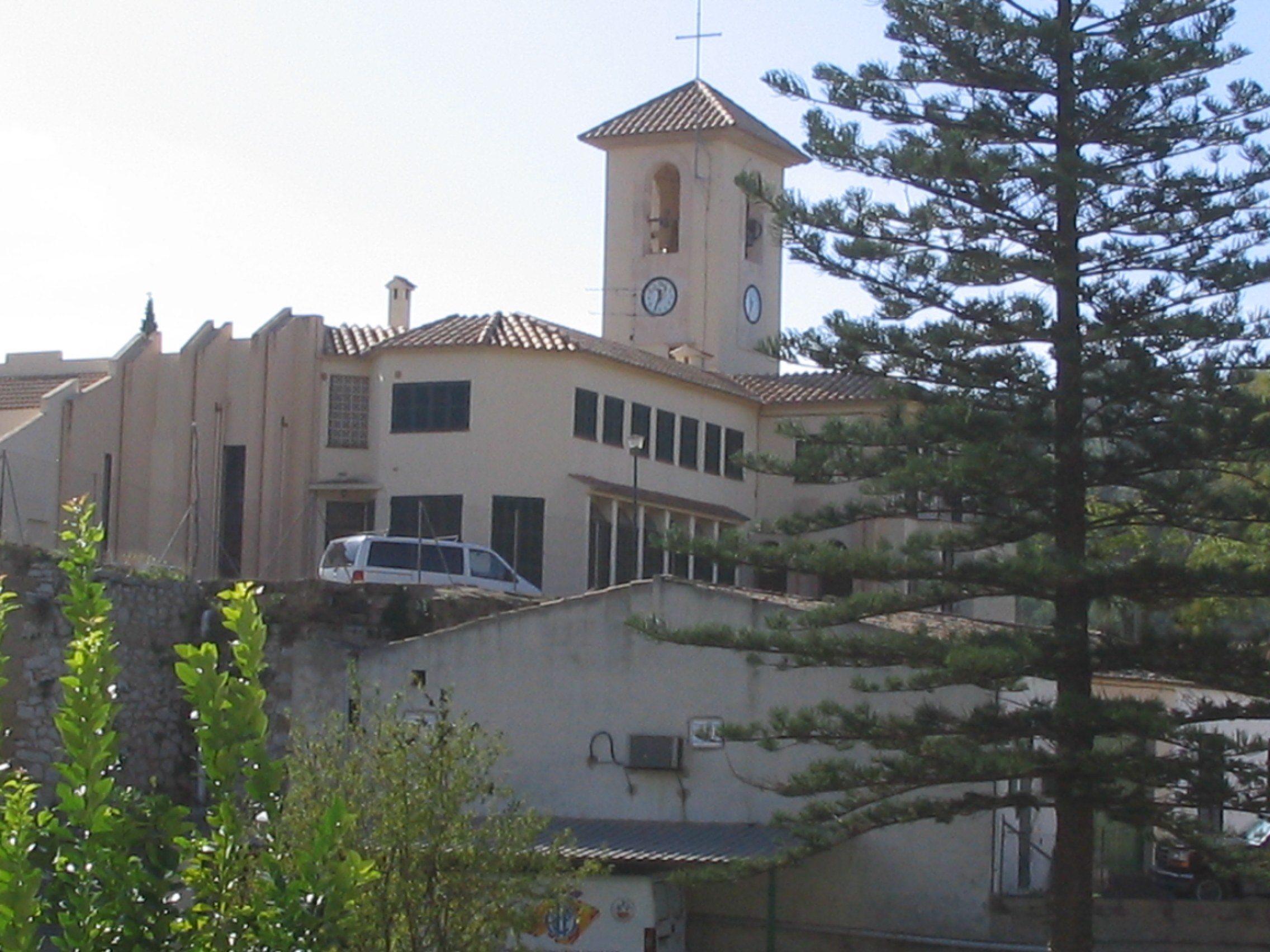
Iglesia de Nuestra señora del Carmen de Capdellá, cuyo origen es la concentración de jornaleros agrícolas de las posesiones del obispo de Barcelona que tenía en régimen de pariaje con el rey

Parte de las costumbres tradicionales de los habitantes tienen su raíz en la forma de ganarse la vida. La recogida de la oliva, el carbón y la leña fueron las actividades más comunes antes de la aparición del turismo. Las niñas solían trabajar junto a sus madres y otras mujeres cuando cumplían los diez años. Partían a pie desde sus casas al amanecer y volvían al anochecer, acompañando a los carros que transportaban el producto. Acudían escoltadas por el capataz que, a lomos de su caballo, vigilaba los campos en donde trabajaban a lo largo de toda la jornada.
En los meses de invierno, transportaban unas piedras lisas recogidas en los torrentes llamadas macs de torrent que calentaban al fuego y envolvían en pañuelos para posteriormente calentarse las manos cuando se les entumecían por el frío. Una frase popular mallorquina, amolla es mac ('suelta la piedra'), se emplea para requerir algo de otra persona.
Entre las miserias que sufrían y la severidad del capataz, el cual las obligaba a volver al olivero por una sola oliva que se había quedado olvidada o tener que dirigirse a pie hacia los olivares a pesar de ir los carros vacíos, nacieron las Canciones de la recogida de aceituna. Los hombres, mientras las mujeres hacían la recogida, sacudían las ramas de los olivos y limpiaban los bosques de pino. Durante siglos, las tareas de limpieza de los bosques y la talla de leña que luego vendían en Palma, en los hornos de alfarería y de pan, mantuvo los campos preservados de los incendios.
La vida doméstica
Las posesiones que se encuentran a lo largo del municipio representan el símbolo de un sistema social y económico característico del antiguo régimen. Debido a la rudeza de sus tierras, la actividad agrícola era bastante básica, olivos, algarrobos, almendros y cereales. La ganadería consistía mayoritariamente en ovejas y cabras. Debido a su escaso calado, las calas de la costa no servían como puertos y únicamente las usaban pequeñas barcas de pesca para resguardarse del mal tiempo. La única cala que se utilizó como puerto fue la de Santa Ponsa, que sirvió para transportar almendra comercialmente. Añadido a la explotación de los pinares para hacer leña, conformaba la principal fuente de riqueza del municipio.

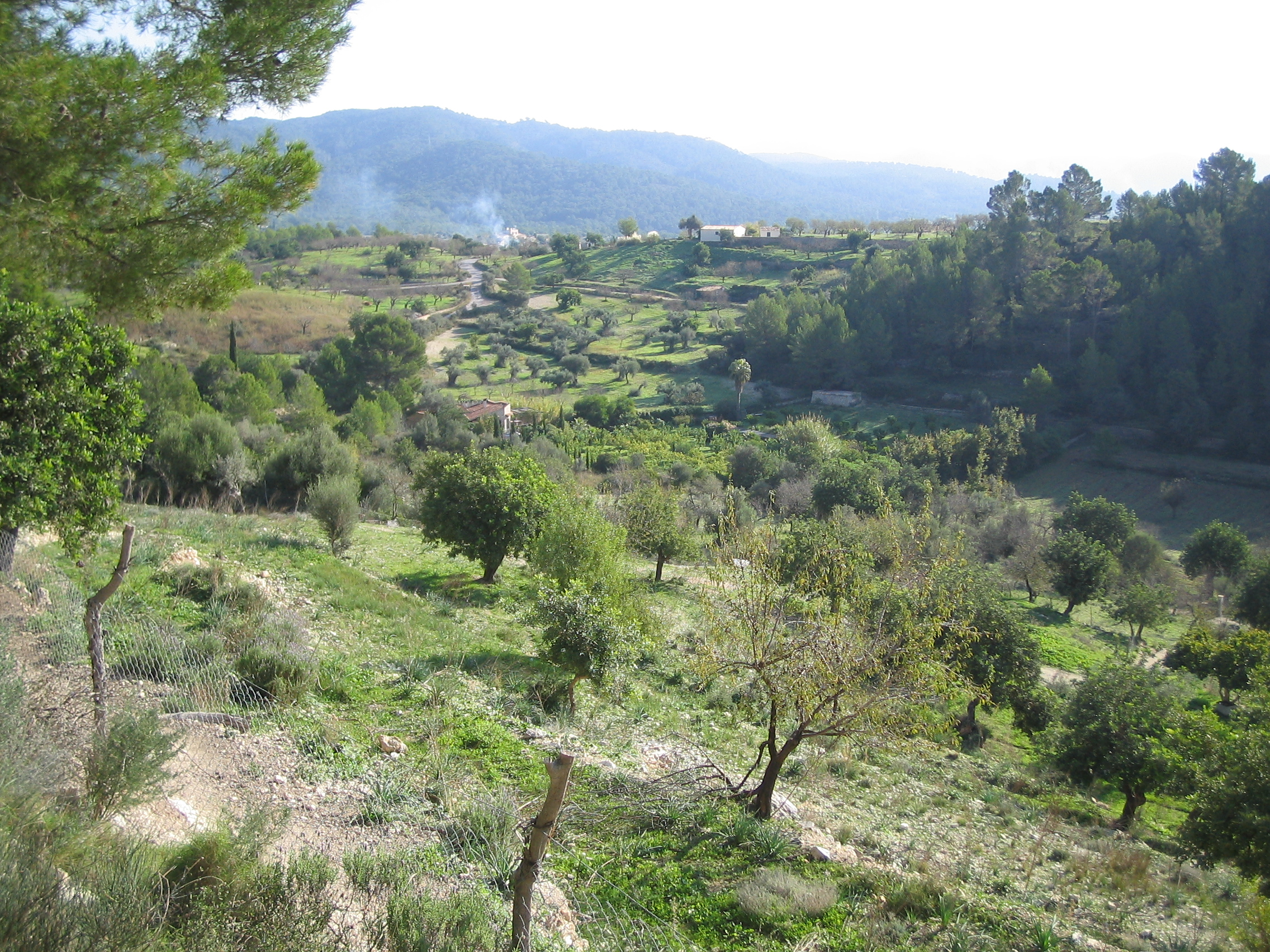
Alrededores del término, la zona junto al mismo conocida como Comarca d'es pariatge

Hasta la entrada del turismo las viviendas no dispusieron de servicios higiénicos mínimos. Las posesiones se encontraban la mayoría de las veces situadas en el mismo inmueble que la del payés, aunque sus límites estaban bien definidos. Los señores contaban con un rudimentario retrete que solía desembocar en las higueras chumbas que se encontraban junto al campo de las viviendas. El servicio solo podía ser utilizado por los propietarios cuando en sus días de visita lo precisaban, pero no por los payeses, excepto en contadas ocasiones con la autorización de los señores al encontrarse enfermos. Las necesidades de los payeses se llevaban a cabo en «es figueral de moro» (el campo de chumberas) en verano, invierno, día o noche.
El autoabastecimiento marcaba la vida doméstica con los productos obtenidos del propio huerto como: verduras, hortalizas, carne de las aves del corral y leche de ovejas o de cabras. Escasas familias solían poseer una vaca, pero todas ellas solían comer embutidos de cerdo procedentes de la matanza que hacían cada año, que consistía en un cerdo que engordaban para uso personal y otro que se vendía. Los menús habituales consistían en platos elaborados con las materias primas más asequibles, como el pa amb oli (pan con aceite), las sopes (sopas escaldadas), el frito mallorquín (fritura de patatas con hígado, pimientos e hinojo) y otros platos de la denominada «comida pobre» en la que verduras y cereales eran sus principales ingredientes.
Cada familia solía fabricarse su propio jabón con las cenizas que obtenían quemando cáscaras de almendra, con la cual elaboraban lejía virgen. Sus habitantes se desplazaban frecuentemente a Palma y a los pueblos vecinos mediante carros y posteriormente con un autobús al que llamaban es correu ('el correo').
Mitología

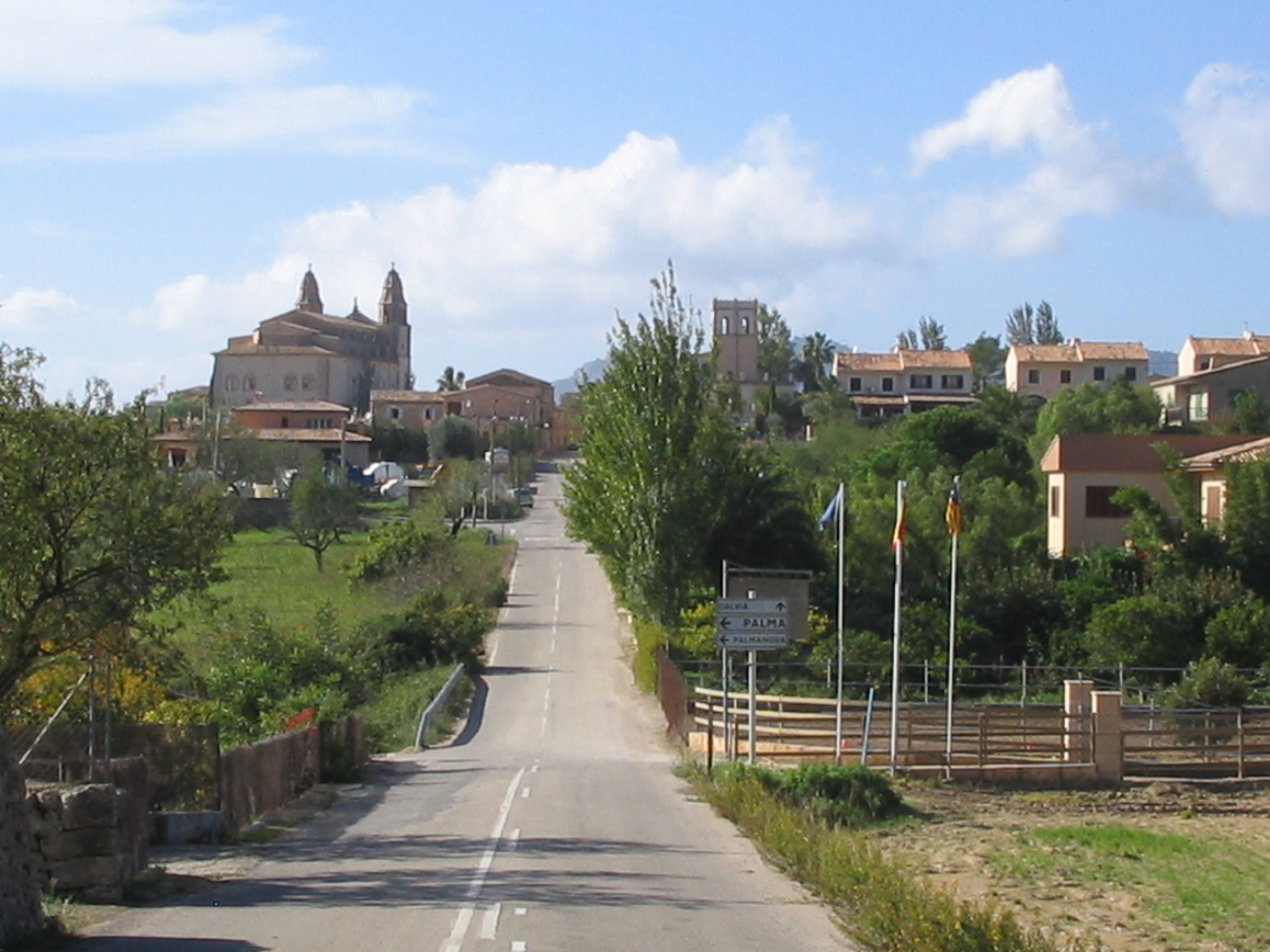
La entrada al pueblo por la vieja carretera hacia Palma

La población de principios del siglo XX estaba convencida de que los espíritus de los que habían emigrado a Cuba y a otras partes de América, a los que jamás volvieron a ver, retornaban a sus hogares natales, y amenazadoramente vigilaban para saber lo que en ellos sucedía; incluso se creía que también se vengaban por los cambios que los nuevos habitantes habían hecho en las viviendas durante su ausencia. Los escasos habitantes de sus caseríos prestaban mucha atención a cualquier ruido o paso extraño por las proximidades de sus huertos, tanto por su pobreza, como por el temor a entidades malignas o fantasmas.
Estas tradiciones socavaron con mayor huella en los niños a quienes sus padres, siguiendo la tradición, les transmitían historias sobre seres malvados como parte de su educación. Entre ellos cabe destacar a María Enganxa, bruja que habitaba dentro de los pozos esperando a que los infantes desobedientes se asomasen para atraparlos y engullirlos para toda la eternidad. Na Merdisa, una malhumorada carnicera que se convertía en dos crueles canes hambrientos que se abalanzaban sobre los «niños malos» y los engullía sin dejar rastro de ellos. O los demonis boiets, que eran unos espíritus que se caracterizaban por poseer cierta benevolencia, pero con tal capacidad de trabajar que enloquecían a quien tuviese que soportarlos, ya que pedían constantemente que les diesen trabajo o comida (feina o menjar).
El romance del Compte Mal
A través de las generaciones se ha venido transmitiendo la leyenda en la cual el fantasma del Compte Mal surgía cada año en la noche de San Juan, desde el pico de Galazón, montando a lomos de un enorme caballo verde envuelto en llamas. Contaban que su alma en pena solía asustar a la población, especialmente a las jóvenes vírgenes que se encontraban solas en casa y cuando dormían.

### Gastronomía

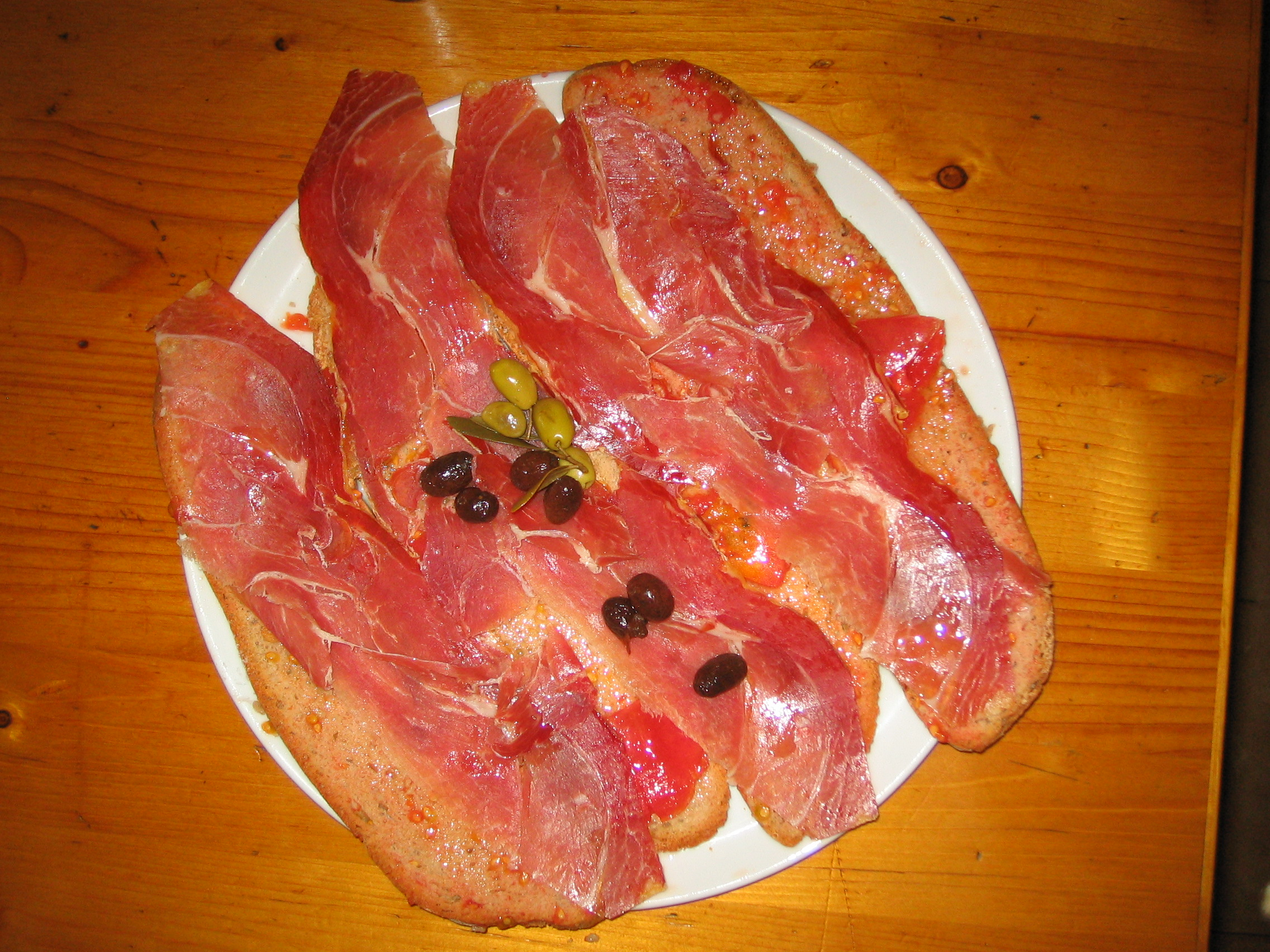
Plato típico de Mallorca, pa amb oli acompañado de jamón serrano

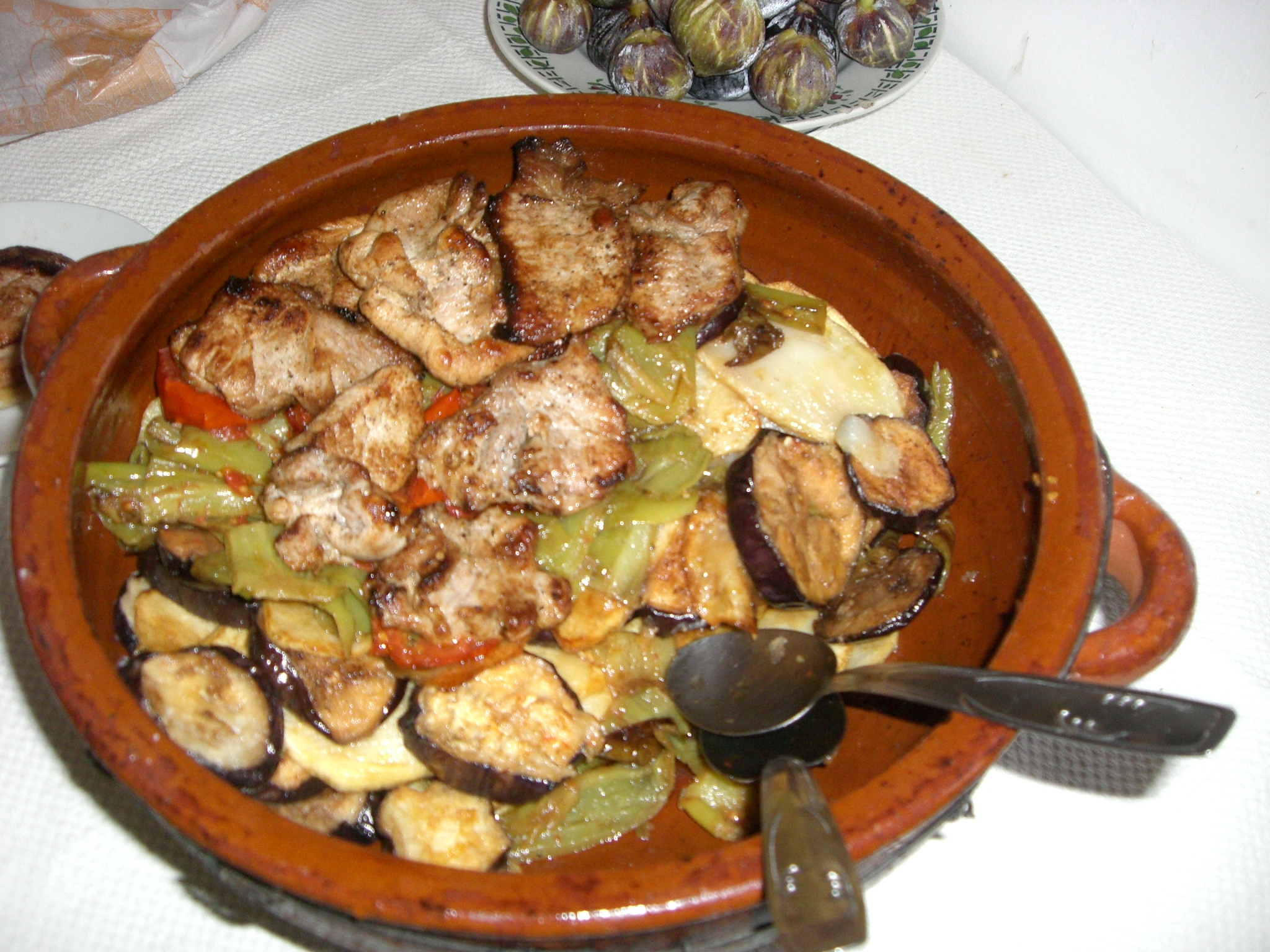
Una greixonera con tumbet

Uno de los platos más populares es el frito mallorquín (frit mallorquí), que consiste en una fritura de hígado con patatas y pimientos; puede ser de sangre o asadura de cordero, cerdo o también marinero. Cabe también hacer mención a las sopas mallorquinas, el tumbet, el lomo con col o con esclatasang (variedad más sabrosa del rovellón encontrado en la península ibérica), y las berenjenas rellenas. Existen diversas formas de preparar el arroz, la más típica es la llamada arròs brut, que consiste en un arroz caldoso con setas, caracoles, carne de cerdo, conejo y de aves. El pa amb oli, propio de algunas cenas, consiste también en el plato regional de la isla. Los embutidos son también uno de los principales elementos de su gastronomía; sobrasada, butifarrón, camaiot y blanquet, entre otros.
En comidas y encuentros generalmente familiares es típico hacer porcella asada, con patatas troceadas y condimentadas con hierbas de la isla, como el romero. La ensalada, que suele consumirse en verano o con la porcella, se la conoce como trempó y se elabora con tomate, cebolla y pimiento verde.
Repostería y pastas
El dulce por excelencia es la ensaimada, que suele tomarse en el desayuno aunque también se hacen de tamaños familiares rellenas de crema, cabello de ángel, chocolate o con sobrasada. En Semana Santa son esenciales las empanadas, rellenas de acelga y pasas, aunque el resto del año suelen ser también de pollo con guisantes, atún o sobrasada. Pueden estar hechas de pasta dulce o salada, aunque son más habituales las de pasta salada. También son típicos los crespells y unas empanadas conocidas como rubioles, rellenas tradicionalmente de requesón, de cabello de ángel o de mermelada. También es muy habitual la denominada coca de trempó, hecha de una especie de ensalada conocida como trempó o de pimientos rojos asados, junto a los cocarolls, que son una especie de empanadas de forma triangular rellenas de verdura y pasas.

### Deporte

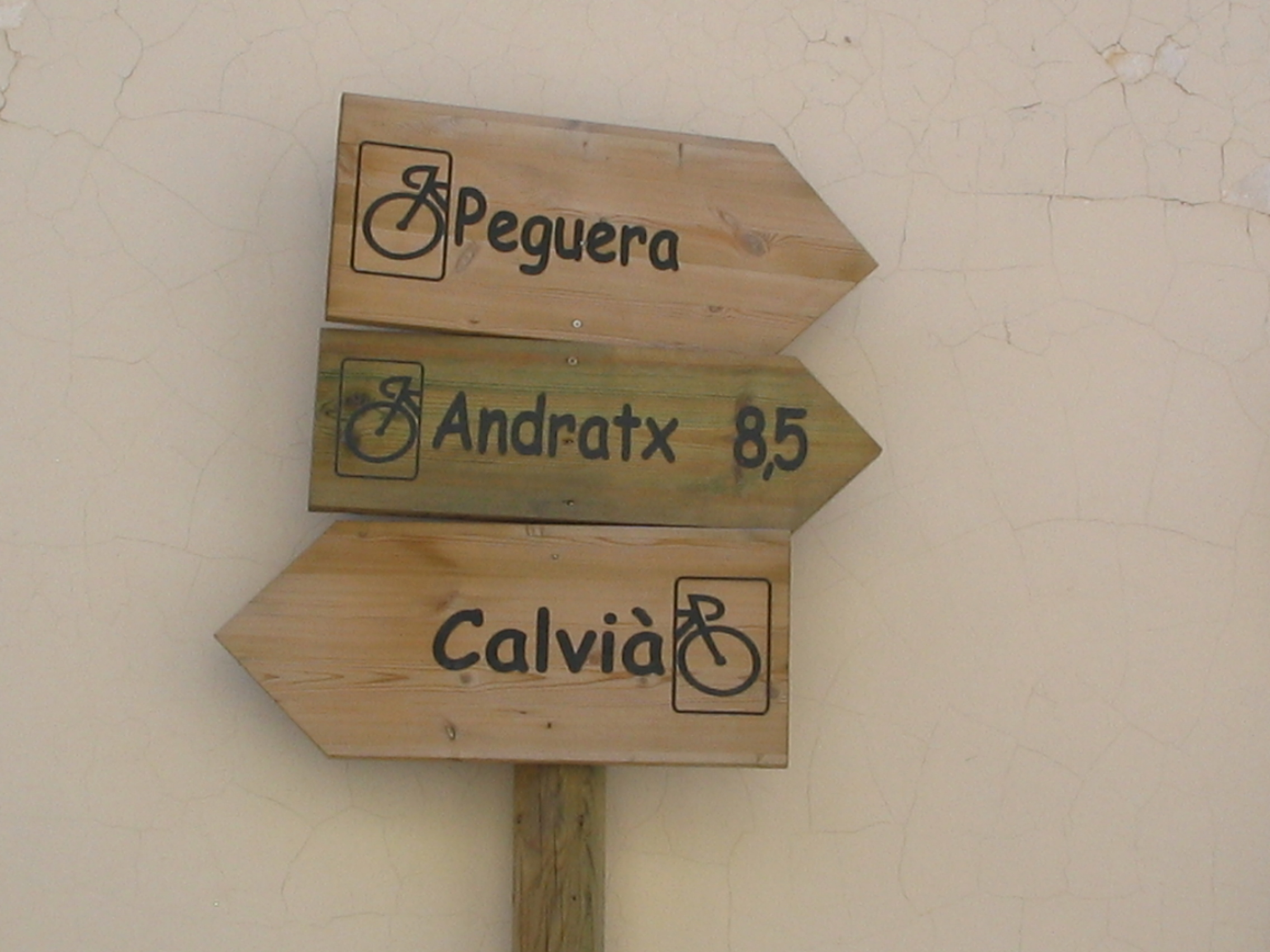
Recorrido ciclista entre villas de la comarca

En la década de 2000, se construyó un paseo peatonal que conecta con todos sus núcleos. El llamado paseo Calviá, conocido como el Pulmón Verde del municipio, posee zonas de descanso, utensilios temáticos y deportivos en un recorrido de 32 kilómetros. Su filosofía se basa en priorizar el tránsito viandante. Con un presupuesto básico de 255 000 euros el proyecto comenzó a elaborarse en 2003. En 2008, ya finalizado se aprobó apto también para ciclistas en un pleno municipal.
Eventos deportivos
La localidad acoge anualmente la meta de la última de las carreras o trofeos ciclistas profesionales de un día que componen la Challenge Vuelta a Mallorca, que en el mes de febrero estrena la temporada ciclista en España; dicha jornada se denomina Trofeo Calvià. El evento recibe una importante cantidad de turistas, lo que permite a pequeños establecimientos hoteleros comenzar la temporada un poco antes de lo habitual.
Además, durante todo el año la localidad cuenta con cinco itinerarios cicloturistas, destacando que cualquiera de sus rutas puede realizarse en ambos sentidos e iniciarse desde cualquiera de sus puntos. Asimismo, los cinco circuitos se encuentran enlazados formando un itinerario más extenso.
En el mes de diciembre se celebra el maratón. La edición XXV de 2009 permitió la inscripción voluntaria adicional que permitió a aquellos que lo desearan obtener un Dorsal 0 para colaborar con la organización Unicef. Está organizado por la Asociación Deportiva de Atletismo de Calviá (ADA Calviá). El patrocinio corre a cargo del ayuntamiento y de la Caja de Ahorros del Mediterráneo (CAM). Comienza en la avenida de las Palmeras, junto al deportivo municipal de Magaluf y tiene un recorrido mixto de 21.097 km en los que una vuelta conforma la modalidad de media maratón y dos vueltas el maratón completo. El recorrido fue homologado oficialmente por la Real Federación Española de Atletismo (RFEA).
En 2004 fue la sede de la XXXVI Olimpiada de Ajedrez, prueba reina del calendario internacional de este deporte, reuniendo una participación récord de 150 países y más de 1700 ajedrecistas, entre ellos, Viswanathan Anand, Alexei Shirov, Vassily Ivanchuk, Victor Korchnoi, Francisco Vallejo Pons o Magnus Carlsen. Desde entonces y con carácter anual, se celebra el Calviá Chess Festival. Este festival, que en 2005 recibió la visita de Anatoly Karpov y que cumplió su tercera edición en 2006, propone un programa de torneos para participantes de todas las categorías y edades. El Open Internacional, prueba estrella del Calvià Chess Festival, reunió en 2006 a 117 jugadores provenientes de 35 países, de los que 26 ostentaban el título de Gran Maestro internacional. El Calvià Chess Festival se ha consolidado como una de las pruebas de mayor relevancia ajedrecística de entre las que se celebran en España. La cuarta edición tuvo lugar del 6 al 24 de octubre de 2007.
Instalaciones deportivas
Entre los variados servicios que dispone la oferta del área municipal de Deportes se cuentan nueve instalaciones deportivas, cinco campos de golf profesionales y cinco puertos deportivos. En 2009 se inauguró una pista de atletismo junto al polideportivo de Magaluf. La utilización de las instalaciones está regulada por la Ordenanza municipal reguladora para la prestación de servicios en las instalaciones deportivas municipales.
Entidades deportivas
La entidad deportiva más importante del municipio es el C. D. Calviá, cuya fundación es anterior a la Guerra Civil, si bien es a partir de 1950 cuando se forma el equipo de fútbol.
En 1997 nació la asociación deportiva ADA Calvià con especialidades en cross, pista y ruta. Entre 2006 y 2007 obtuvo la medalla de oro por clubes júnior femenino de cross y el campeonato de Baleares júnior de pista en tres ocasiones. En 2009, y con el estreno de la nueva pista de atletismo de Magaluf, los atletas calvienses consiguieron en dicho campeonato un total de trece medallas (tres de oro, cuatro de plata y seis de bronce).
En 200, se llevó a cabo el I Campeonato de España de buceo deportivo en el mar.
A los deportistas más destacados de 2009, un total de sesenta, se les concedieron veinte mil euros en becas. Esta ayuda se enmarca en el Plan BED (Beques per a esportistes destacats de Calvià) y se entrega a menores de dieciocho años. La cuantía a recibir se establece en función a los resultados y a las marcas obtenidas en torneos y en campeonatos internacionales, nacionales y autonómicos. Asimismo, se entregaron subvenciones por un valor de 130 000 euros a un total de treinta entidades y clubes deportivos.

### Medios de comunicación
Prensa escrita
Debido a la cercanía de Palma, los medios masivos de información que se consumen son los que se publican en la capital, como el Última Hora, el Diario de Mallorca, El Mundo, el Diario de Baleares y la tirada local en inglés Majorca Daily Bulletin. Estos medios prestan atención a la actualidad que se genera en el municipio mediante corresponsales. También se venden los principales periódicos nacionales e internacionales, especialmente los británicos, como The Sun, The Star, The Daily Mirror y News of the World, que son distribuidos entre todas las librerías y hoteles del municipio.
Con el objetivo de incentivar el comercio, la Fundación Calvià elaboró un proyecto de una guía llamada Calvià Shopping, que pretende mostrar una lista de los establecimientos de cada zona, así como de los servicios que ofrece. Se distribuye por todo el término de manera totalmente gratuita.
Emisoras de radio
Se sintonizan con normalidad casi todas las emisoras que emiten desde Palma y que representan a la totalidad de las emisoras de radio nacionales y regionales. Además, localmente emite la emisora municipal Radio Calviá, que se fundó a mediados de los años 1980. Emite desde el 107.4 del dial de Frecuencia Modulada (FM). La emisora es parte de uno de los proyectos de formación del IFOC. También cabe hacer mención a la asociación Radio Cultural de Calvià, emisora de radioaficionado que en casos de emergencia actúa de soporte a las fuerzas del orden y protección civil.
Internet
Los principales sitios de Internet del municipio son:
- La web oficial del Ayuntamiento de Calviá, editada en español, catalán e inglés y que comprende varios apartados entre los que destacan: Información institucional del Ayuntamiento, sobre su configuración y áreas de gobierno, acceso de la ciudadanía a diversa información de servicios útiles para el ciudadano, agenda de las actividades que se desarrollan en la localidad, calendario del contribuyente y sección de prensa, que informa de las noticias más destacables que suceden localmente.[197]

- El portal de turismo de Calviá. Se trata de un portal oficial editado por el Ayuntamiento de Calviá en varios idiomas. Trata de ofrecer a los turistas la información más relevante de las posibilidades de ocio, descanso y sobre su entorno.[198]